# Südbrookmerland

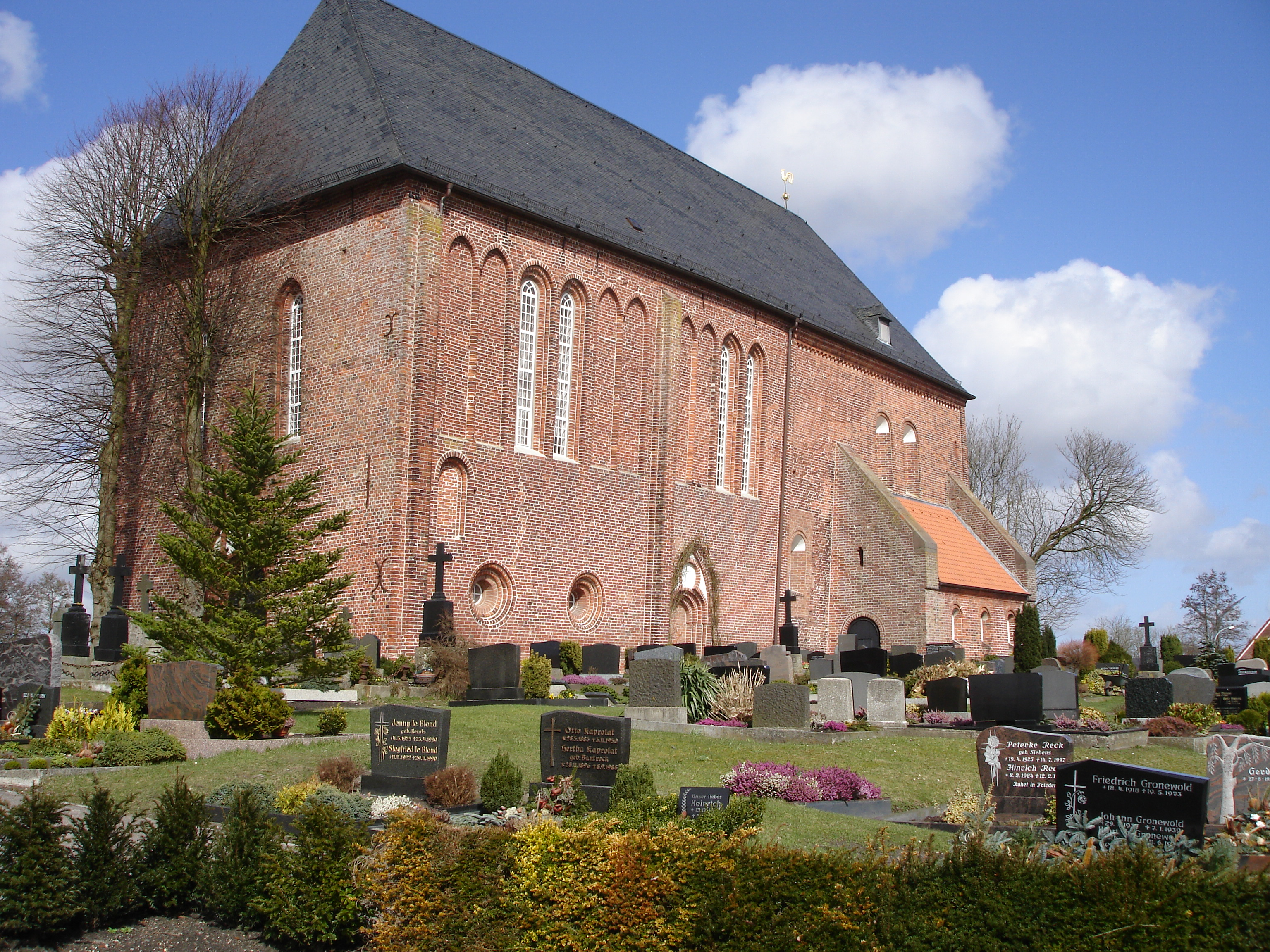
Die Kirche von Engerhafe

Die Gemeinde Südbrookmerland liegt in Ostfriesland im Nordwesten Niedersachsens zwischen den Städten Aurich und Emden. Sie entstand am 1. Juli 1972 im Rahmen der Gemeindegebietsreform durch den Zusammenschluss von zehn früher selbstständigen Gemeinden, die heute die Ortschaften bilden. Mit 18.368 Einwohnern ist Südbrookmerland die drittgrößte Kommune des Landkreises Aurich (nach den Städten Aurich und Norden) und nach Moormerland und Westoverledingen die drittgrößte ländliche Gemeinde Ostfrieslands. Sie ist geprägt von Landwirtschaft und Tourismus mit dem Schwerpunkt am Großen Meer, dem viertgrößten Binnensee Niedersachsens. Südbrookmerland ist insgesamt jedoch eine Auspendler-Gemeinde, vor allem nach Aurich und Emden, dort besonders in das Volkswagenwerk Emden.
Das Gebiet der Gemeinde liegt auf einem Teil der historischen Region Brokmerland, das im Zuge der mittelalterlichen Binnenkolonisation besiedelt wurde. Dort sind die Ursprünge der ersten planmäßigen Moorkolonisation in Ostfriesland zu finden. Nach der Urbarmachung von Teilen der Hochmoorgebiete folgte eine wirtschaftliche Blüte, die den Bau einiger außergewöhnlich großer Kirchen erlaubte. Als wirtschaftlicher Misserfolg wird hingegen die Anlegung einiger Moorkolonien nach dem Urbarmachungsedikt durch Friedrich den Großen angesehen. Besonders die Besiedlung von Moordorf galt aufgrund unzureichender Planung als Fehlschlag, der Ort war über fast zwei Jahrhunderte das Synonym für die Armut in ostfriesischen Moorkolonien. Im Ortsteil Engerhafe bestand 1944 kurzzeitig ein Konzentrationslager.
Die beiden unterschiedlich erfolgreichen Phasen der Moorkolonisation finden sich im kulturellen Erbe der Gemeinde wieder: Neben den Kirchen in Victorbur, Wiegboldsbur und insbesondere Engerhafe zählt das Moormuseum in Moordorf, in dem die Siedlungsverhältnisse der ersten Moorsiedler geschildert werden, zu den kulturellen Sehenswürdigkeiten.

## Geografie

### Lage und Ausdehnung
Südbrookmerland liegt im Nordwesten Deutschlands in Ostfriesland, etwa im Mittelpunkt des Landkreises Aurich und des Städtedreiecks Aurich, Emden und Norden. An die Städte Aurich und Emden grenzt Südbrookmerland unmittelbar an. Das Gebiet der Gemeinde befindet sich in einer Niederungszone am Westrand des oldenburgisch-ostfriesischen Geestrückens. Dieser zieht sich von der Ley (Norder Tief) bis zur Flumm (Fehntjer Tief) hin und ist von einer Reihe von flachen Binnenseen, vom Großen Meer bis zum Sandwater, durchsetzt.
Die Gemeinde erstreckt sich auf 96,8 Quadratkilometer, womit sie der Größe nach auf Rang 15 der ostfriesischen Kommunen liegt. Innerhalb des Landkreises Aurich ist Südbrookmerland die sechstgrößte Gemeinde nach Aurich, Krummhörn, Großefehn, Ihlow und Norden. Bei 19.010 Einwohnern ergibt sich eine Einwohnerdichte von 196 Einwohnern je km². Damit liegt die Gemeinde weit über dem ostfriesischen (148 Einwohner pro km²) und über dem niedersächsischen (168 pro km²) Durchschnitt, jedoch unter dem bundesrepublikanischen von 230 je km². Die größte Ausdehnung in ungefährer Nord-Süd-Richtung beträgt rund 15 Kilometer zwischen Moorhusen und dem Ems-Jade-Kanal im Süden, die größte Ost-West-Ausdehnung zwischen Moordorf und der Engerhafer Meede im Westen beträgt etwa 11,5 Kilometer.
Der Verwaltungssitz West-Victorbur befindet sich etwa neun Kilometer westlich von Aurich und zirka 18 Kilometer nordöstlich von Emden. Nahe gelegene Großstädte sind Oldenburg, Bremen und Groningen. In der Raumordnung des Landes Niedersachsen wird Südbrookmerland als Grundzentrum geführt. Damit muss die Gemeinde zentrale Einrichtungen und Angebote für den allgemeinen, täglichen Grundbedarf bereitstellen.

### Geologie und Hydrologie

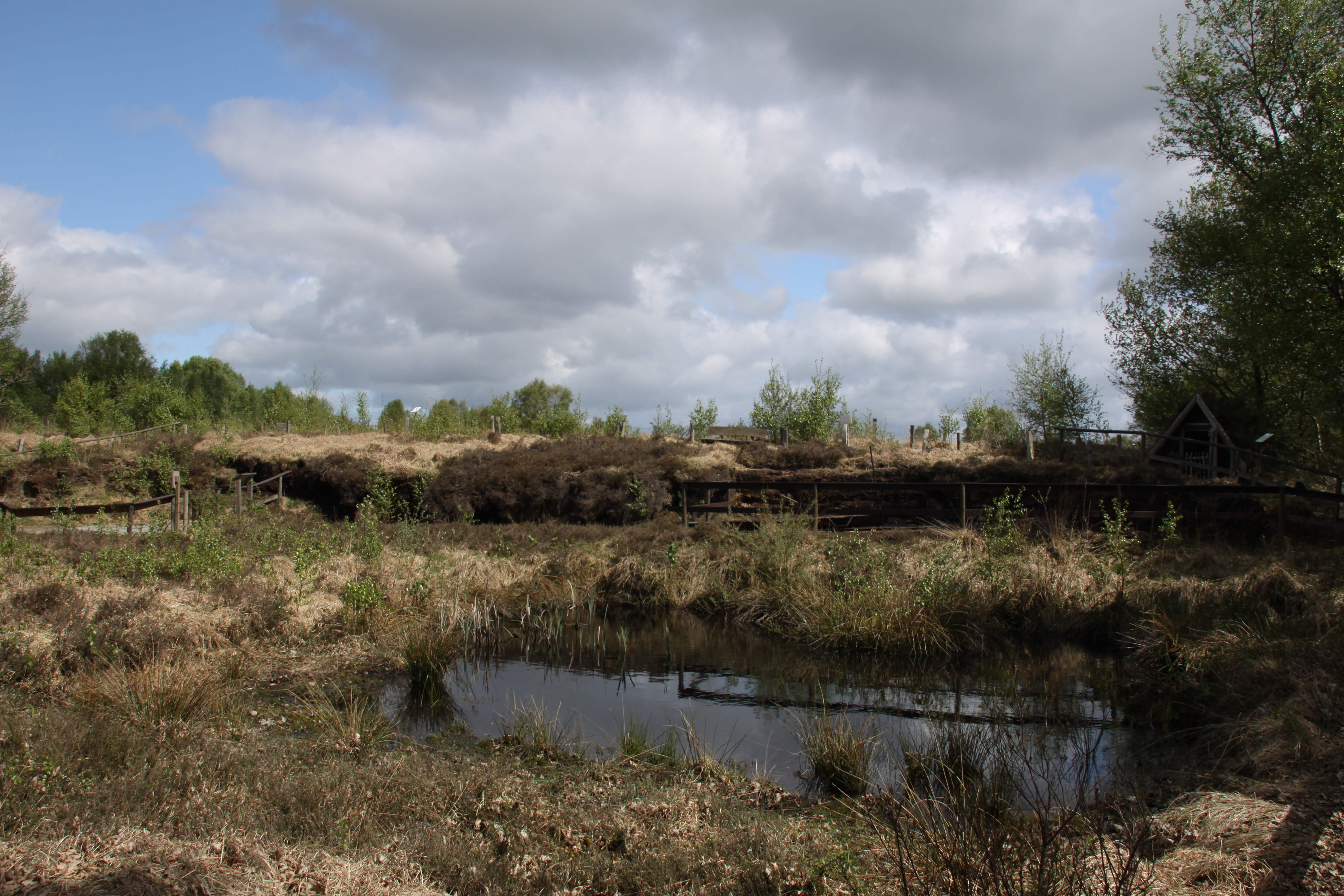
Hochmoorrest in Moordorf

Das Gemeindegebiet liegt im Übergangsbereich von Marsch, Geest und Moor und hat damit Anteil an allen drei Landschaftsformen des ostfriesischen Festlands. Oberflächlich wird das Gemeindegebiet also von Schichten des Pleistozäns (Geest) und des Holozäns (Moor und Marsch) bestimmt.
Die ältesten Siedlungskerne befinden sich auf Geestrücken, die das Gebiet der Kommune durchziehen. Es handelt sich um Ausläufer des Oldenburgisch-Ostfriesischen Geestrückens, der in südöstlich-nordwestlicher Richtung in etwa von Oldenburg bis Norden verläuft. Sande und Flugsande der Weichsel-Kaltzeit bilden den Untergrund der ältesten Schichten, so bei Wiegboldsbur und Uthwerdum. Von diesem Geestrücken flossen querab Bäche und andere Rinnsale, die auch auf Südbrookmerlander Gemeindegebiet aus Sand und Kies bestehende Flussablagerungen der Niederterrasse hinterlassen haben, welche ebenfalls auf die Weichsel-Kaltzeit zurückgehen. Dies trifft auf den Norden und Teile des südlichen Gemeindegebietes zu.
Die ehemals weit ausgedehnten Moorflächen im Norden des Südbrookmerlands wurden zum Großteil durch Moorbrand und (teils) Abtorfung urbar gemacht. Heute sind sie bis auf kleine Restflächen verschwunden. Rund um das Große Meer im äußersten Süden des Gemeindegebietes befindet sich überschlicktes Niedermoor.
Die zu den so genannten Sietlanden gehörenden Marschgebiete im Westen des Gemeindegebietes bilden den Übergang von der jüngeren in die ältere ostfriesische Marschenlandschaft. Die jüngere Marsch bei Engerhafe und Abelitz besteht aus Feinsanden, Schluff und Ton (Wattablagerungen), an die sich östlich die älteren Marschgebiete mit Brackwasserablagerungen anschließen.
Das Gemeindegebiet liegt auf einer Höhe zwischen 0,2 m unter und 3 m über Normalnull. Das Gebiet muss entwässert werden, damit es bei anhaltendem Regen nicht unter Wasser steht. Noch bis in die 1970er Jahre wurden die Moormarschflächen regelmäßig überflutet. Heute wird das Wasser über unzählige kleine Gräben sowie kleinere und größere natürliche und künstliche Kanäle (regional Tief genannt) sowie schmale und breitere Entwässerungsgräben (regional Schloot genannt) abgeführt. Diese werden über das Schöpfwerk an der Knock entwässert, das 1969 eröffnet wurde. Bis 1977 wurden zudem die nötigen Vorfluter gebaut. Seither sind die Wasserstände in Südbrookmerland konstant. Zuständig für die Entwässerung ist der I. Entwässerungsverband Emden mit Sitz in Pewsum.

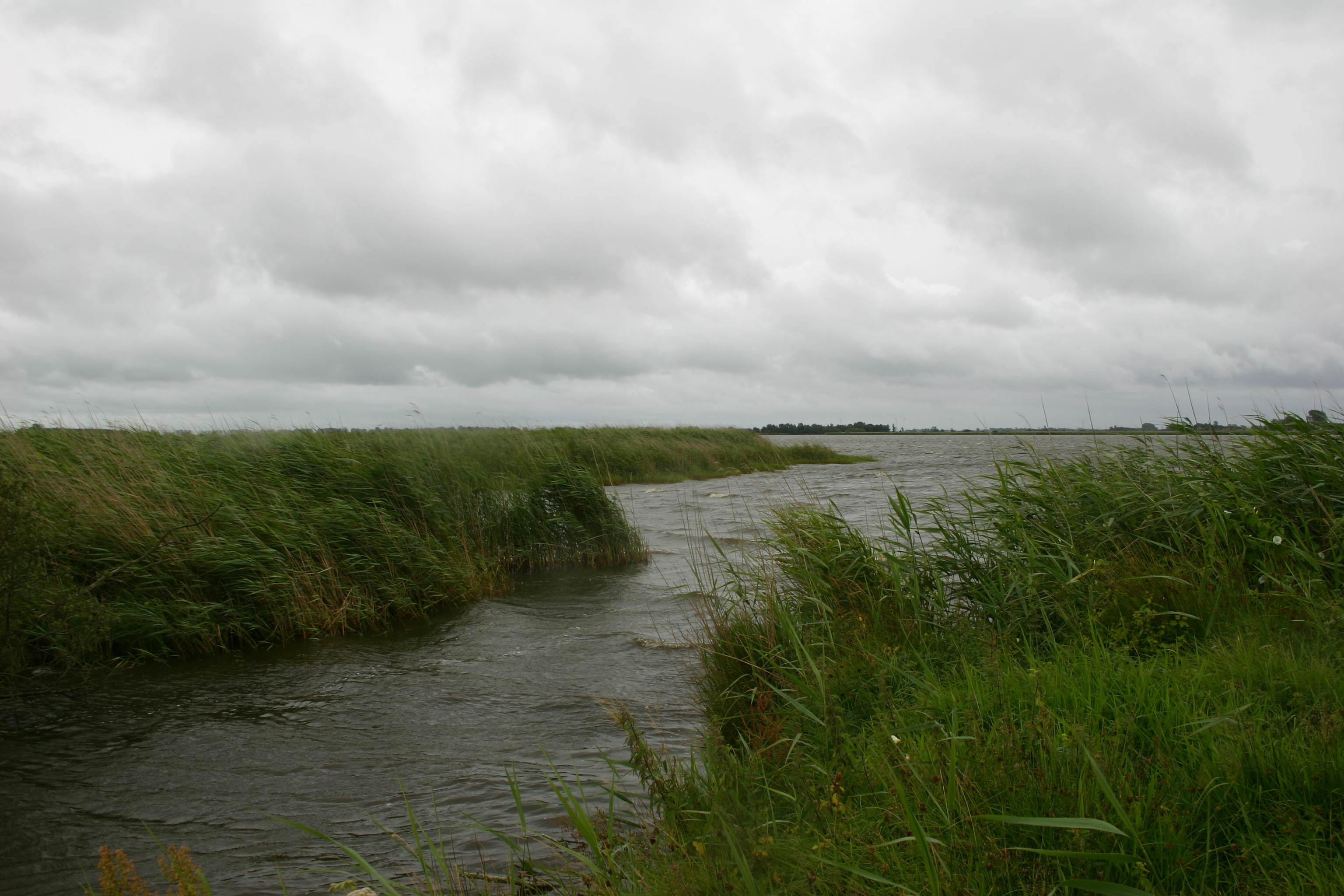
Verlandungszone im Südteil des Großen Meeres

Auf dem Gebiet der Gemeinde Südbrookmerland befinden sich zwei Binnenseen und etliche natürliche und künstlich angelegte Fließgewässer. Das Große Meer ist der viertgrößte See Niedersachsens. In unmittelbarer Nähe befindet sich westlich das Loppersumer Meer, das nach der nahe gelegenen Ortschaft Loppersum der Nachbargemeinde Hinte benannt ist, sich aber vollständig auf Südbrookmerlander Gebiet befindet. Am Großen Meer werden in den Jahren 2009 bis 2012 vier Stauwehre angelegt, mit deren Hilfe der Entwässerungsverband Emden und der Niedersächsische Landesbetrieb für Wasserwirtschaft, Küsten- und Naturschutz (NLWKN) zum einen die Wasserqualität verbessern wollen. Andererseits soll das Große Meer durch Aufstauen als ein zusätzliches Rückhaltebecken nach starken Regenfällen dienen.
Die äußerste Südgrenze des Gemeindegebietes wird auf etwa drei Kilometer Länge vom Ems-Jade-Kanal gebildet. Das andere Ufer des Kanals gehört zur Gemeinde Ihlow. Ebenfalls künstlich angelegt wurde der Ringkanal, der von Moorhusen im Norden der Gemeinde über Moordorf bis zur Gemeindegrenze nahe der Ortschaft Westerende in der Nachbargemeinde Ihlow fließt. Er mündet bei Westerende in den Ems-Jade-Kanal und dient der Entwässerung des tief liegenden Gebietes. Die gleiche Funktion übernimmt der Abelitz-Moordorf-Kanal, der bei Ost-Victorbur im geografischen Zentrum der Gemeinde in Richtung Südwesten fließt. Über den Fluss Abelitz, das Neue Greetsieler Sieltief und das Knockster Tief entwässert er zur Ems.
Das Knockster Tief beginnt am Nordwestufer des Großen Meeres, durchfließt das Loppersumer Meer und fließt dann weiter in Richtung Ems. Durch diese Verbindung sind der nördliche Teil des Großen Meeres und das Loppersumer Meer mit dem ostfriesischen Wasserstraßennetz verbunden. Dieser Umstand spielt beim Bootstourismus eine wichtige Rolle.

### Gebiet und Flächennutzung
| Nutzung                                              | Fläche in ha |
| ---------------------------------------------------- | ------------ |
| Siedlung                                             | 1.342        |
| davon Wohnbaufläche                                  | 869          |
| davon Gewerbe- und Industrieflächen                  | 149          |
| davon Sport-, Freizeit- und Erholungsfläche          | 131          |
| Verkehrsflächen                                      | 430          |
| davon Straßenverkehr                                 | 406          |
| Vegetation                                           | 7.417        |
| davon Landwirtschaftsfläche                          | 6981         |
| davon Wald                                           | 30           |
| davon Heide                                          | 0            |
| davon Moor                                           | 13           |
| davon Unland, vegetationslose Fläche                 | 38           |
| Gewässer                                             | 493          |
| davon stehende Gewässer (See/Teich)                  | 280          |
| nachr. Siedlungs- u.Verkehrsfläche (o.Berg-/Tagebau) | 1768         |
| Gesamtfläche                                         | 9.682        |

Die Flächennutzungstabelle recht verdeutlicht den überragenden Anteil der Landwirtschaftsflächen in der Gemeinde Südbrookmerland von 72 Prozent. Damit liegt Südbrookmerland knapp unter dem ostfriesischen Durchschnitt von rund 75 Prozent, jedoch weit über dem bundesrepublikanischen Durchschnitt von 52,3 Prozent.
Daneben haben Gewässer einen erheblichen Anteil an der Fläche. Zu nennen sind das Loppersumer und das Große Meer sowie unzählige kleinere und größere Entwässerungsgräben und mehreren Kanäle, die das Gemeindegebiet durchziehen. Die Kanäle dienen in erster Linie der Entwässerung der ehemaligen Moorgebiete und der tief gelegenen Ländereien im Gemeindegebiet. In früheren Zeiten wurden sie auch mit kleineren Fahrzeugen für die Schifffahrt genutzt. Mit 5 Prozent Wasserflächenanteil wird der Bundesdurchschnitt von 2,3 Prozent um ein Mehrfaches übertroffen.
Von den einst ausgedehnten Mooren haben sich dagegen nur kleinere Restflächen erhalten, die zusammengenommen 0,13 Prozent des Gemeindegebietes bedecken. Der Waldanteil liegt bei 0,3 Prozent und damit noch unter dem ostfriesischen Durchschnitt von 2,6 Prozent, der seinerseits erheblich unter dem Waldanteil an der Gesamtfläche der Bundesrepublik Deutschland von zirka 29,8 Prozent liegt. Außer Wallheckenlandschaften gibt es nur wenige kleinere aufgeforstete Flächen. Bäume wurden zudem als Windfang, zur Einfriedung von Feldern und als Straßengrün gepflanzt. In früheren Jahrhunderten wurde der Baumbestand auf den Geestflächen gerodet, um Bauholz und landwirtschaftliche Flächen zu gewinnen.

### Nachbargemeinden
Die Gemeinde liegt zentral innerhalb des Landkreises Aurich und ist die kreisangehörige Kommune mit den meisten Nachbargemeinden (7) innerhalb des Landkreises. Südbrookmerland grenzt im Südwesten an die Gemeinde Hinte, im Westen und Nordwesten an die Gemeinden Wirdum, Upgant-Schott und Rechtsupweg (alle drei gehören zur Samtgemeinde Brookmerland), im Norden an die Gemeinde Großheide, im Osten an die Stadt Aurich und im Osten und Süden an die Gemeinde Ihlow. All diese Kommunen gehören zum Landkreis Aurich. Im Süden grenzt die Gemeinde auf einem kleinen Abschnitt an die kreisfreie Stadt Emden.
Intensive Beziehungen bestehen zu den Nachbarstädten Emden und Aurich. Als Einkaufsorte, vor allem aber als Arbeitsorte, haben die beiden größten Städte Ostfrieslands eine hohe Bedeutung für die Gemeinde Südbrookmerland. Dies betrifft besonders das Volkswagenwerk Emden, in dem viele Südbrookmerlander arbeiten.

### Gemeindegliederung

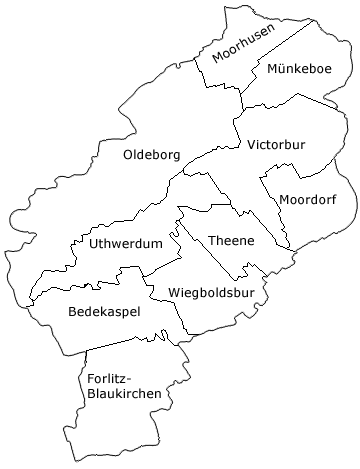
Karte des Gemeindegebietes

Südbrookmerland besteht aus zehn ehemaligen Landgemeinden, die unmittelbar nach der Übernahme Ostfrieslands durch das Königreich Hannover entstanden (Oldeborg wurde 1938 aus den zuvor selbständigen Landgemeinden Engerhafe, Fehnhusen, Oldeborg und Upende gebildet) und bis zur kommunalen Gebietsreform 1972 selbstständige Gemeinden waren. Die ehemaligen Gemeinden waren aus dem Zusammenschluss deutlich voneinander abgegrenzter Dörfer entstanden. Die zumeist historischen Dorfnamen (Gemarkungen) sind noch im amtlichen Sprachgebrauch und auf Ortseingangsschildern vorhanden. Es ist schwierig festzustellen, wo die Dorfgrenzen verlaufen, da die vorhandene Kartierung nur die besiedelten Gebiete insgesamt erfasst.
Die drei größten Ortsteile sind laut Gemeinde-Statistik Moordorf, Victorbur und Münkeboe. Als Dörfer mit übergemeindlicher Bedeutung sind Moordorf und der Verkehrsknotenpunkt Georgsheil zu nennen. Victorbur bildet als Sitz des Rathauses den Verwaltungsmittelpunkt der Gemeinde.
Hier sind die offiziellen Ortsteile mit ihren Dörfern angegeben, sofern deren Namen noch gebräuchlich sind.
- Bedekaspel, bestehend aus Bedekaspel (Dorf), Bedekaspeler Marsch und Wochenendsiedlung, 354 Einwohner
- Forlitz-Blaukirchen, bestehend aus Blaukirchen, Moorhusen und Forlitz, 220 Einwohner
- Moordorf, 6366 Einwohner
- Moorhusen, 1349 Einwohner
- Münkeboe, 1713 Einwohner
- Oldeborg, bestehend aus Engerhafe, Fehnhusen, Oldeborg (Dorf), Upende und dem östlichen Teil von Upende-Victorbur, 1654 Einwohner
- Theene, bestehend aus Hinter-Theene, Theene (Dorf) und Ekels, wiederum bestehend aus Alt-Ekels und Neu-Ekels, 1301 Einwohner
- Uthwerdum, bestehend aus Abelitz, Georgsheil, Uthwerdum (Dorf) und Victorburer Marsch, 1255 Einwohner
- Victorbur, bestehend aus Ost-Victorbur, Süd-Victorbur, West-Victorbur und dem westlichen Teil von Upende-Victorbur, 4140 Einwohner
- Wiegboldsbur, bestehend aus Neu-Wiegboldsbur und Wiegboldsbur (Dorf), 508 Einwohner

Die Einwohnerzahlen beziehen sich auf den 1. Juli 2024.

### Klima

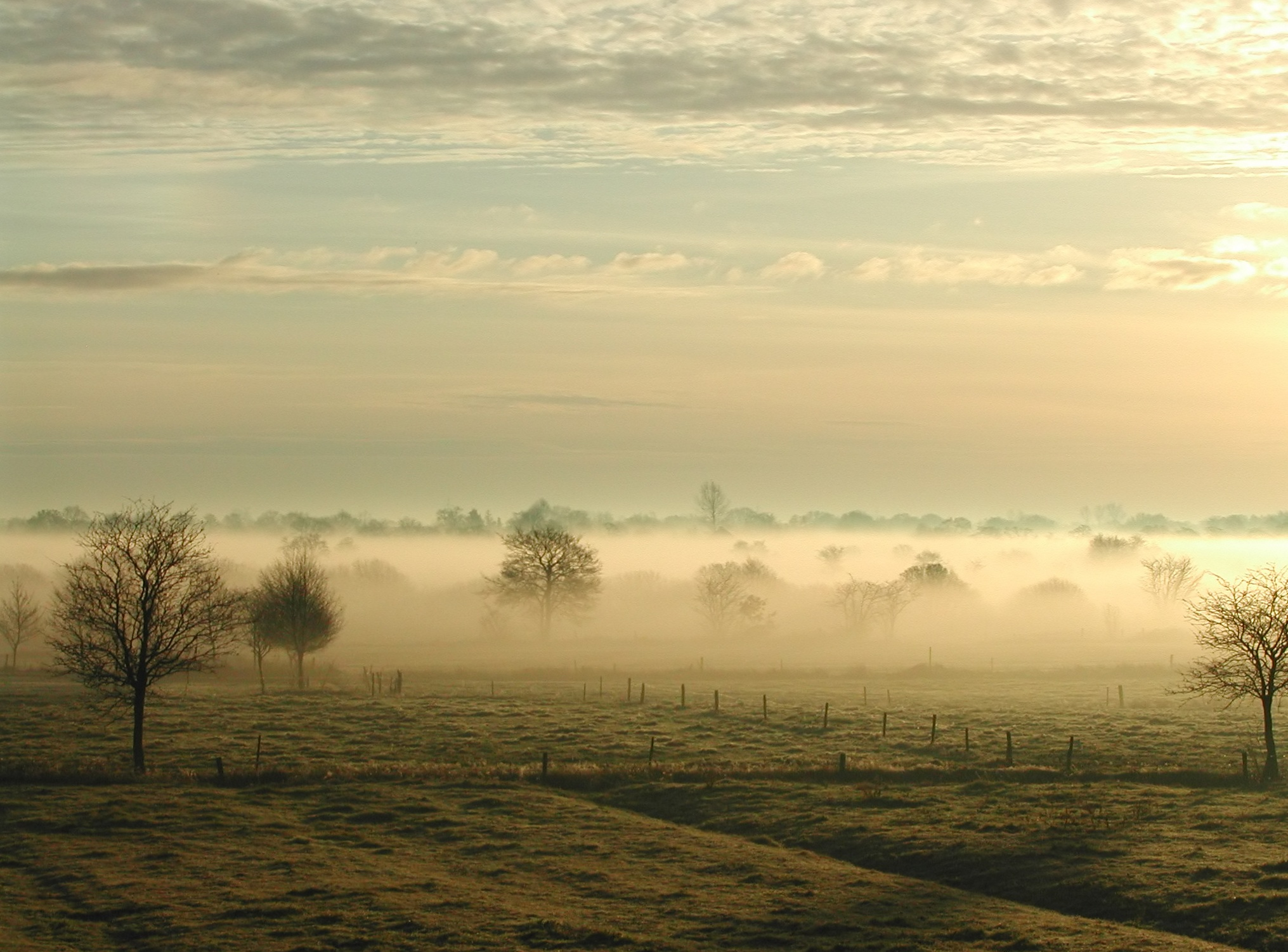
Bodennebel in Moordorf

Südbrookmerland liegt in der gemäßigten Klimazone. Das Gemeindegebiet steht hauptsächlich im direkten Einfluss der Nordsee. Im Sommer sind die Tagestemperaturen tiefer, im Winter häufig höher als im weiteren Inland. Das Klima ist insgesamt von der mitteleuropäischen Westwindzone geprägt.
Nach der Klimaklassifikation von Köppen befindet sich die Gemeinde in der Einteilung Cfb. (Klimazone C: warm-gemäßigtes Klima, Klimatyp f: feucht-gemäßigtes Klima, Untertyp b: warme Sommer).
Die Temperaturen sind aufgrund der Nähe zur Nordsee relativ ausgeglichen; die Sommer sind warm, häufig liegt die Höchsttemperatur über 20 °C, die 30 °C-Marke wird nur an wenigen Tagen überschritten. Die Winter sind im Allgemeinen mild und feucht mit durchschnittlich 20 Eistagen, Nur selten gibt es Temperaturen unter −10 °C. Die Jahresmitteltemperatur liegt bei 8,4 °C.
Die nächstgelegene Wetterstation befindet sich im benachbarten Aurich, das sehr ähnliche klimatische Bedingungen aufweist. Die Klimatabelle der dortigen Station:
|                        | Jan  | Feb  | Mär  | Apr  | Mai  | Jun  | Jul  | Aug  | Sep  | Okt  | Nov  | Dez  |   |       |
| Mittl. Temperatur (°C) | 1,0  | 1,3  | 3,7  | 6,9  | 11,5 | 14,6 | 16,0 | 15,9 | 13,2 | 9,6  | 5,2  | 2,2  | ⌀ | 8,5   |
|                        |      |      |      |      |      |      |      |      |      |      |      |      |   |       |
| Niederschlag (mm)      | 66,6 | 43,1 | 57,9 | 48,2 | 57,8 | 83,8 | 82,1 | 78,6 | 76,6 | 76,2 | 84,4 | 74,3 | Σ | 829,6 |
|                        |      |      |      |      |      |      |      |      |      |      |      |      |   |       |
| Sonnenstunden (h/d)    | 1,19 | 2,29 | 3,32 | 5,33 | 6,83 | 6,63 | 6,06 | 6,25 | 4,4  | 2,96 | 1,56 | 0,93 | ⌀ | 4     |

|  |

|  |

|  |

|  |

|  |

|  |

|  |

|  |

|  |

|  |

|  |

|  |

|  |

|  |

|  |

|  |

|  |

|  |

|  |

|  |

|  |

|  |

|  |

|  |

### Schutzgebiete

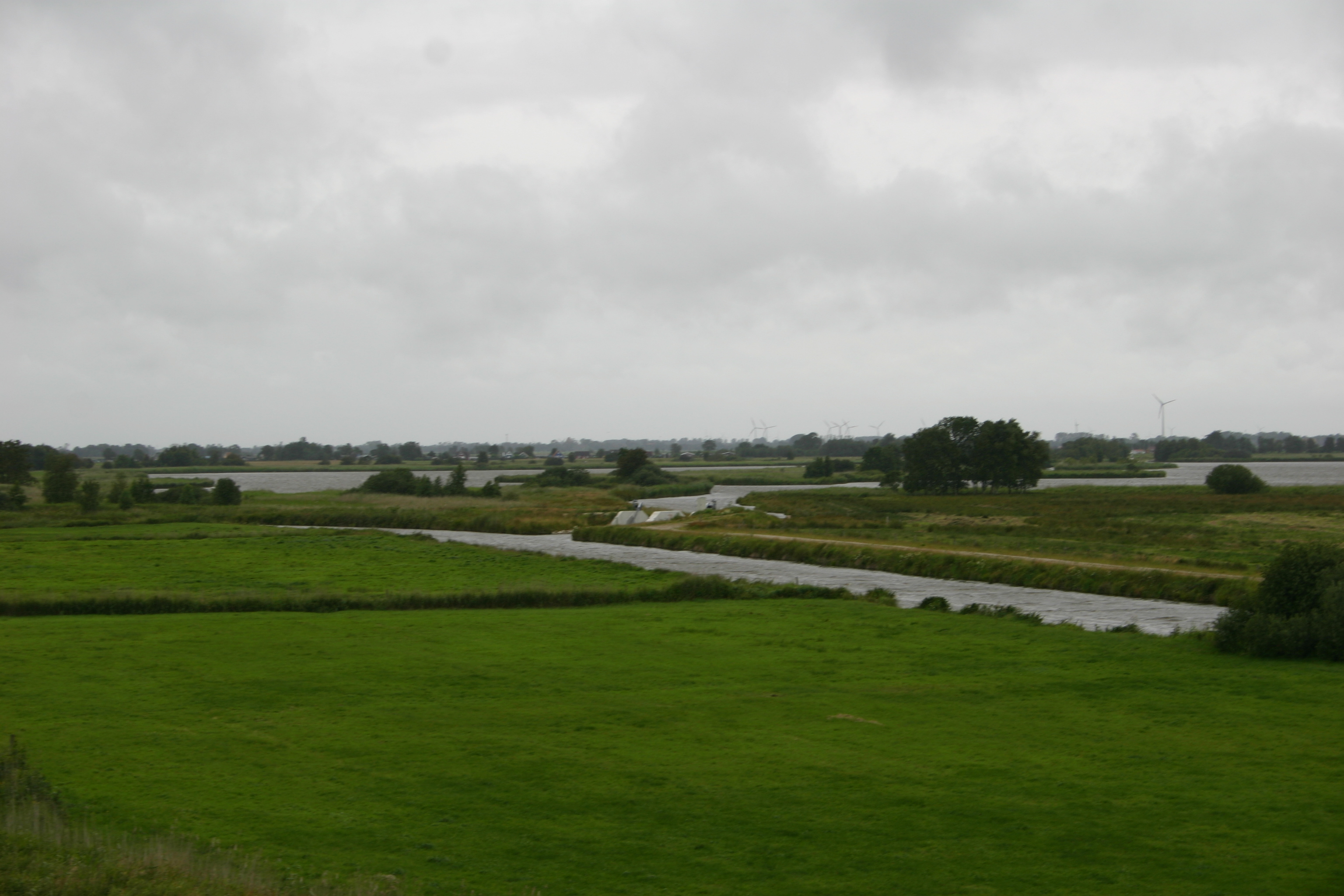
Naturschutzgebiet Südteil des Großen Meeres

Die Gemeinde verfügt über umfangreiche Naturschutz- und Landschaftsschutzgebiete. Größtes Naturschutzgebiet (NSG) ist mit 498 Hektar der Südteil Großes Meer, der seit 1974 geschützt ist. Das Loppersumer Meer ist seit 1988 unter Naturschutz gestellt. Das Gebiet umfasst eine Fläche von 48 Hektar. Mit der Gemeinde Ihlow teilt sich Südbrookmerland seit 1982 das 54 Hektar große NSG Groen Breike.
Als Landschaftsschutzgebiet (LSG) ist seit 1994 das Victorburer und Georgsfelder Moor ausgewiesen. Es liegt auf dem Gebiet der Gemeinde und der Stadt Aurich und schließt sich unmittelbar südlich an das NSG Ewiges Meer an und umfasst 381 Hektar. Bereits seit 1972 ist das LSG Großes Meer und Umgebung unter Schutz gestellt. Es umfasst eine ebene Fläche von 2148 Hektar rund um das Große Meer und das Loppersumer Meer und schließt auch die Hieve ein. Das LSG befindet sich zum Großteil auf Südbrookmerlander Gebiet, kleinere Anteile haben die Gemeinde Hinte und die Stadt Emden. Das letztgenannte Landschaftsschutzgebiet und die Naturschutzgebiete sind Bestandteil des EU-Vogelschutzgebietes Ostfriesische Meere. Loppersumer und Großes Meer bilden das FFH-Gebiet Großes Meer, Loppersumer Meer.
Alleebäume in Blaukirchen und die sogenannten Kriegereichen in Bedekaspel sind bereits seit 1941 als Naturdenkmale ausgewiesen. Hinzu kam 1989 das Naturdenkmal Ackerende in Wiegboldsbur.

## Geschichte
Die Gemeinde Südbrookmerland entstand am 1. Juli 1972 durch Zusammenschluss der Gemeinden Bedekaspel, Forlitz-Blaukirchen, Moordorf, Moorhusen, Münkeboe, Oldeborg, Theene, Uthwerdum, Victorbur und Wiegboldsbur, die jetzt die zehn Ortsteile bilden. Die neue Gemeinde wurde nach der gleichnamigen mittelalterlichen friesischen Landesgemeinde benannt, auf deren südlichem Gebiet sie sich befindet. Das historische Brookmerland war jedoch ungleich größer und umfasste auch den größten Teil der heutigen Samtgemeinde Brookmerland sowie Teile der Samtgemeinde Hage und der Gemeinde Großheide. Die Geschichte der einzelnen Ortschaften ist deutlich älter und lässt sich bis ins Mittelalter zurückverfolgen.

### Entwicklung des Gemeindenamens
Die Bezeichnung Brookmerland geht auf das altfriesische Wort brōk für eine kaum besiedelte moorige Bruchlandschaft zurück. Diese zog sich vom Westrand des Ostfriesischen Geestrückens, von der Ley (Norder Tief) bis zur Flumm (Fehntjer Tief) hin und war von einer Reihe flacher Binnenseen vom Großen Meer bis zum Sandwater durchsetzt. Dazu kam ein zu mer verschliffenes mann mit dem Herkunftsanhängsel er. Brookmerland bedeutet demnach Land der Mannen aus dem Moor.

### Ur- und Frühgeschichte

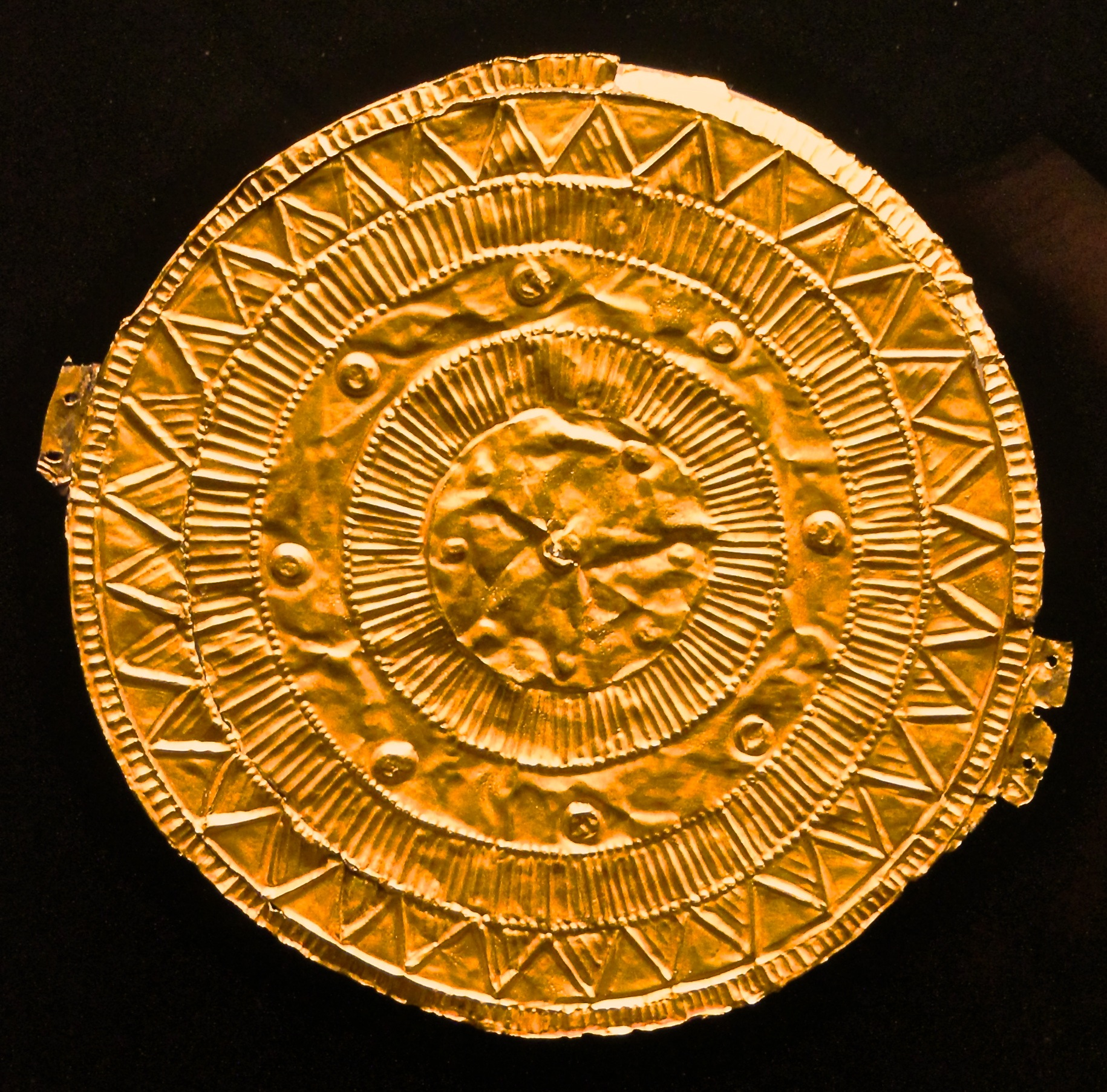
Die Sonnenscheibe von Moordorf

Die Geschichte der Besiedelung der Region reicht weit zurück. Davon zeugen viele archäologische Funde. Auf die Mittelsteinzeit wird ein Kernbeil datiert, das 2004 im Ortsteil Moorhusen entdeckt wurde. Ebenfalls aus dem Mesolithikum stammen zahlreiche Fundstücke, die 2000 in einem verlandeten Binnensee nahe Upende gefunden wurden. Aus der Zeit der Einzelgrabkultur stammt ein bereits 1954 gefundenes Feuersteinbeil, dessen Fundort 1998 bei Forlitz-Blaukirchen lokalisiert wurde. Es belegt die Besiedlung der Übergangsgebiete von Geest zu Moormarsch und Marsch.
Bekanntestes Fundstück ist die Goldscheibe von Moordorf aus der Periode II der Nordischen Bronzezeit (1500–1300 v. Chr.). Sie wurde um 1910 beim Torfgraben entdeckt. Das Original ist im Bestand des Niedersächsischen Landesmuseums in Hannover; eine detailgetreue Replik wird im Ostfriesischen Landesmuseum in Emden gezeigt, einfachere Reproduktionen befinden sich im Historischen Museum in Aurich und im Moormuseum Moordorf. Archäologen vermuten, dass sie, ähnlich wie der Sonnenwagen von Trundholm, auf einer hölzernen Unterlage befestigt war und für einen Sonnenkult benutzt wurde.

### Mittelalter
Das Südbrookmerland bildete im frühen Mittelalter eine natürliche Grenze zwischen verschiedenen Gauen und den Einflusszonen des Bischofs von Münster und des Erzbistums Bremen. Dieser ehemals menschenleere Raum wurde durch die so genannte Innere Kolonisation urbar gemacht und für die Reihendörfer erschlossen, was noch heute in vielen Siedlungsformen erkennbar ist.

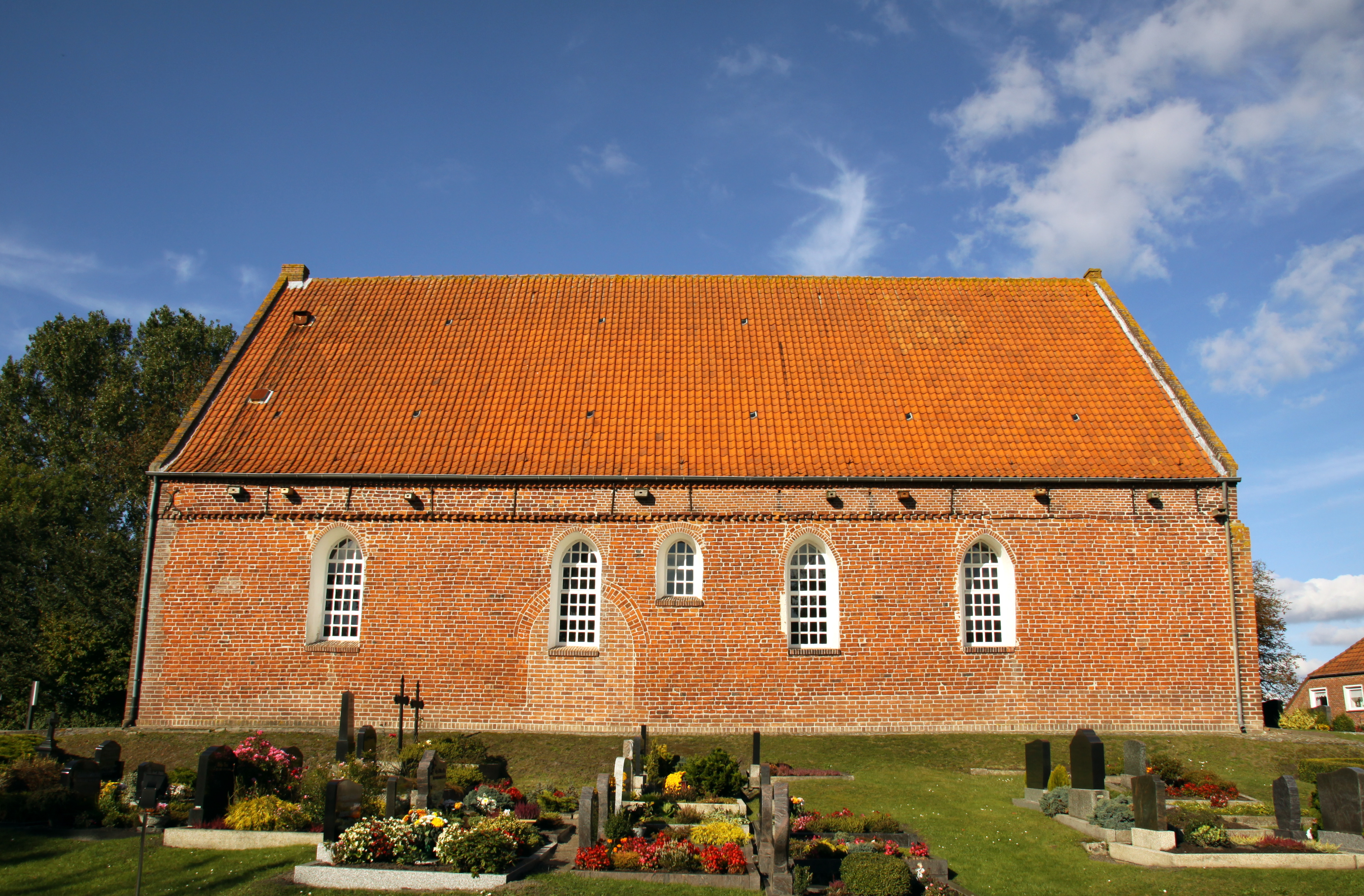
Die Wibadi-Kirche Wiegboldsbur aus der Zeit um 1250

Der älteste urkundlich erwähnte Ort des Südbrookmerlands ist Wiegboldsbur, das im 9. Jahrhundert in den Werdener Urbaren als Uuibodasholta erwähnt wurde. Die frühmittelalterliche Besiedlung dürfte zeitlich jedoch weiter zurückreichen. Für die Altmarschgebiete, im Südbrookmerland das westliche Gemeindegebiet, wird das 7. Jahrhundert angenommen. Wiegboldsbur, Engerhafe und Oldeborg liegen am Rande des ostfriesischen Geestrückens, wo er in die westlicher gelegenen Moormarsch- und Marschgebiete übergeht. Der Ort zählt mit Upgant zu den ältesten Siedlungen Ostfrieslands, die direkt am Rande der Hochmoore gegründet wurden. In diesem Raum ist der Beginn der mittelalterlichen Besiedlung der Moore zu suchen. Aus dem 10. Jahrhundert sind zahlreiche Siedlungsstellen archäologisch erschlossen. Hölzerne Kirchen in Wiegboldsbur, Engerhafe und Victorbur werden auf das 10. bis 12. Jahrhundert datiert. Bevorzugte Siedlungsplätze in jener Zeit waren neben Wurten in der Marsch die Orte am Geestrand, die noch am ehesten Schutz vor Sturmfluten versprachen, jedoch nahe genug an Prielen lagen, um am Handel teilnehmen zu können.
Von diesen Orten ging ab dem 10./11. Jahrhundert im heutigen Gemeindegebiet die neue Kolonisationsform der Moore durch das Aufstreckrecht (ostfriesisches Platt: Upstreekrecht) aus, später auch von anderen, jüngeren Orten. Dabei durften Siedler, die sich am Geestrand nahe einem Moor angesiedelt hatten, ihre Parzellen parallel zueinander so lange ins Moor vortreiben, bis sie auf natürliche Hindernisse oder auf Parzellen anderer Siedler stießen, die von anderen Richtungen aus das Moor kultiviert hatten. Östlich von Wiegboldsbur und Theene, südöstlich von Victorbur und nördlich von Oldeborg sind diese Flurformen mit ihren vielen parallel zueinander verlaufenden Entwässerungsgräben noch in der Landschaft erkennbar. In Theene hatten die Parzellen beispielsweise eine Breite von 60 bis 70 Metern, in Uthwerdum gab es besonders breite Streifen von 130 Metern. Aufgrund der Schwierigkeiten beim Bewirtschaften wegen fehlender Wege gingen die Parzellen in Längsrichtung jedoch selten mehr als einige 100 Meter über 2000 Meter hinaus. Das Moor wurde kultiviert, indem der Torf abgetragen und das Land mit natürlichem Dünger aus angrenzenden Grünlandzonen der Moormarschgebiete versorgt wurde.

„Die Größe des Ackerlandes stand somit in jener Zeit in einem proportionalen Verhältnis zum Umfang des natürlichen Grünlandes. Dieser Aspekt muss den Kolonisten zu Beginn der Erschließung der Moore bewusst gewesen sein, denn Aufstrecksiedlungen sind in Ostfriesland und auch in den Niederlanden nur dort anzutreffen, wo grünlandträchtige Niederungsgebiete unmittelbar an Hochmoore angrenzen.“

Zu den Ortschaften, die sich durch das Aufstreckrecht ausbreiteten, zählen Oldeborg, Upende, Uthwerdum, Victorbur, Theene, Wiegboldsbur, Bedekaspel und Forlitz-Blaukirchen. Der Wohlstand, den die Einwohner des Brookmerlandes mit der Landwirtschaft und dem Handel mit landgebundenen Produkten erwirtschafteten, führte im 13. Jahrhundert zum Bau von teilweise außergewöhnlich großen Kirchen. Dazu zählt neben der Engerhafer Kirche die von Marienhafe in der heutigen Nachbargemeinde Brookmerland. Beiden ist gemeinsam, dass sie nach Abbrüchen nur noch einen Bruchteil ihrer originalen Größe haben.
Die in Ostfriesland der damaligen Zeit anzutreffenden Strukturen der Friesischen Freiheit knüpften die Teilhabe an der Regelung der gemeinsamen Angelegenheiten an den Grundbesitz. Dies führte auch im (Süd-)Brookmerland dazu, dass die örtlichen Belange und die Aufgaben der Deich- und Sielrichter, Kirchverwalter und Armenvorsteher ausschließlich von den erbgesessenen Landwirten auf eigenem Hof, den sogenannten Hausmännern, als Führungsschicht wahrgenommen werden konnten.
Ende des 13. Jahrhunderts setzte der Niedergang des südlichen Brookmerlandes ein. Dies wird auf eine zunehmende Verschlechterung und Einschränkung der landwirtschaftlichen Nutzflächen in diesem Raum durch den Einbruch der Leybucht und ungelöste Entwässerungsprobleme zurückgeführt. Dadurch gerieten die Niederungsflächen nach den Anfangserfolgen zunehmend unter Wasser. Im späten Mittelalter und in der frühen Neuzeit breitete sich das Große Meer aus und in der Folge mussten die Siedlungen Burhafe und Südwolde aufgegeben werden. Die alten Verbindungswege zum Emsigerland konnten kaum oder gar nicht mehr benutzt werden.

### Von den tom Brok zu den Cirksena

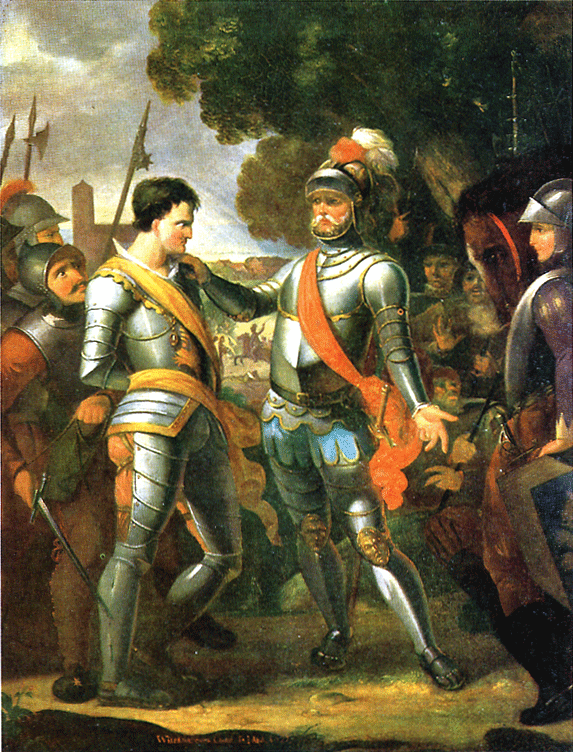
Ocko tom Brok wird nach der Schlacht auf den Wilden Äckern gefangen vor Focko Ukena geführt. Romantisierendes Historiengemälde von Tjarko Meyer Cramer, 1803

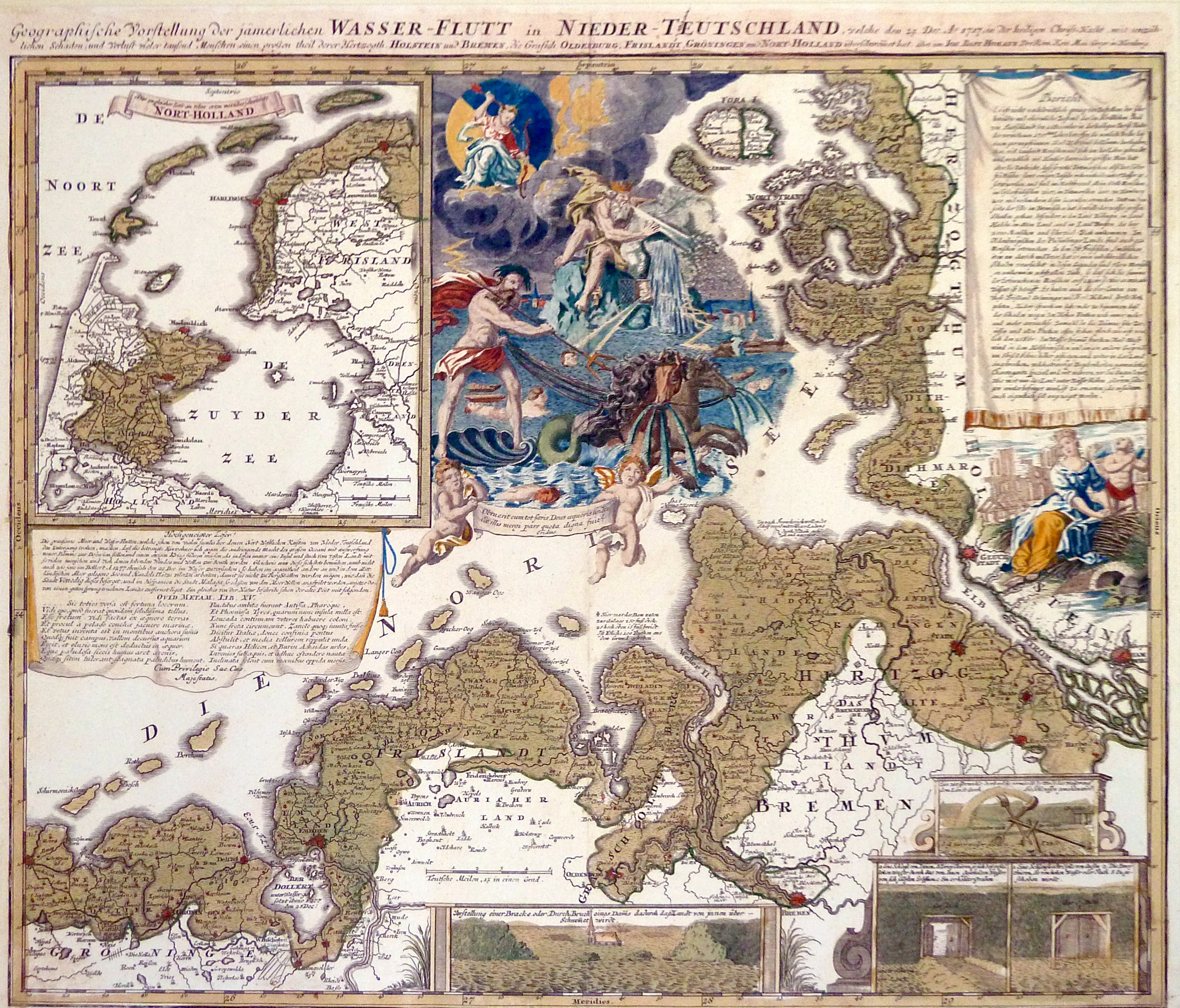
Karte des in der Weihnachtsflut überschwemmten Gebietes

Im 14. und 15. Jahrhundert geriet das Brookmerland unter die Herrschaft der aus Norden stammenden Kenisna. Diese wurden erbliche Landeshäuptlinge und nahmen den Namen tom Brook an, nach der Burg Brooke, die sie neben der alten bischöflichen Burg in Oldeborg erbauen ließen. Von dort dehnten sie ihre Herrschaft über einen großen Teil Ostfrieslands aus und legten den Grundstein für die politische Einheit dieser Landschaft. Der letzte dieser Familie, Ocko II., verlor am 28. Oktober 1427 in der Schlacht auf den Wilden Äckern (nördlich von Oldeborg) gegen seinen Widersacher Focko Ukena Herrschaft und Freiheit. Dieser scheiterte jedoch bei der Durchsetzung seines Herrschaftsanspruchs. Nachfolger waren wenig später die Cirksena aus Greetsiel, die um 1440 von Richtern und Vormündern zu Häuptlingen des Brookmerlandes und des Auricherlandes aufstiegen. Im Jahre 1464 verlieh ihnen der römisch-deutsche Kaiser die Grafenwürde über ganz Ostfriesland.
Die Cirksena ordneten die Verwaltung ihrer Grafschaft neu. Das Brookmerland wurde dem Amt Aurich untergeordnet und in die Nordbrookmer Vogtei mit Osteel, Marienhafe und Siegelsum und die Südbrookmer Vogtei mit den Kirchspielen Engerhafe, Victorbur, Wiegboldsbur, Bedekaspel und Forlitz-Blaukirchen geteilt.
Mit der Reformation wurde im Brookmerland das lutherische Bekenntnis eingeführt. Eine Ausnahme bildete das Kirchspiel Bedekaspel, das an die stark reformiert geprägte Gegend Emden, Hinte und die Krummhörn angrenzt und der calvinistischen Richtung angehört.
Im Dreißigjährigen Krieg nutzten die Kriegsgegner Ostfriesland als Ruheraum, wobei die Einwohner durch Kontributionen und Einquartierung ausgebeutet wurden. Von 1622 bis 1624 besetzten Truppen des protestantischen Heerführers Ernst von Mansfeld, von 1627 bis 1631 katholische Truppen der ligistischen Armee Tillys und von 1637 bis 1651 hessische Truppen das Land. Besonders die mansfeldischen Söldner wüteten auf dem flachen Land. Wiegboldsbur wurde besetzt und die Einwohner wurden derart ausgepresst, dass sie verarmten. In nahezu allen Ortsteilen beschädigten die Truppen Häuser zum Teil so schwer, dass sie von ihren Bewohnern verlassen wurden.
Die Weihnachtsflut im Jahre 1717 hatte in den Dörfern des Gemeindegebiets verheerende Auswirkungen und brachte ihnen große finanzielle Belastungen. Bis auf die höher gelegenen Geestdörfer war alles überschwemmt. Die sehr hoch gelegene Kirche in Blaukirchen diente den vom Wasser vertriebenen Einwohnern als Zufluchtsort, sie wurde aber wie die anderen Kirchen im Gemeindegebiet schwer beschädigt. Zum Teil mussten die Gebäude abgetragen oder stark verkleinert werden. Im Viehbestand entstanden große Verluste und in den Orten ertranken viele Menschen. Die Häuser waren zum Teil so schwer beschädigt, dass Siedlungsteile aufgegeben und auf die Geest verlegt werden mussten. Auf die Flut folgte eine Phase wirtschaftlichen Niedergangs und der Armut. Die Dörfer Forlitz und Blaukirchen beschlossen beispielsweise 1719, zukünftig nur gemeinsam einen Prediger zu wählen und zu besolden.

### Von Preußen zu Hannover (1744–1815)

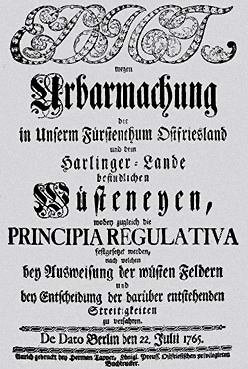
Urbarmachungsedikt vom 22. Juli 1765

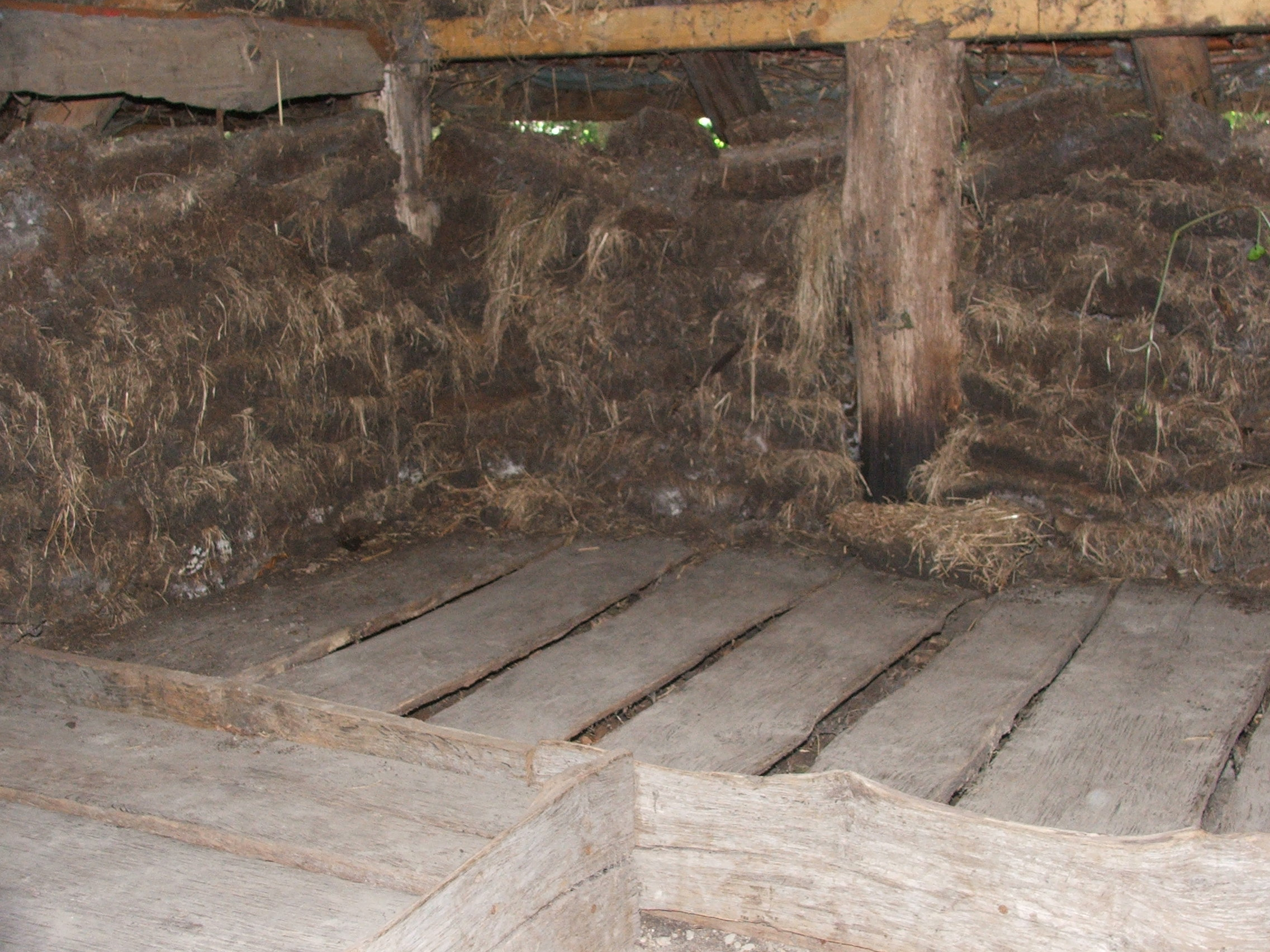
Lehmhütte der Siedler (Innenansicht)

Nach dem Aussterben der einheimischen Dynastie fiel Ostfriesland 1744 an Preußen. In den 1750er-Jahren waren die Orte Uthwerdum, Oldeborg, Engerhafe und Theene diejenigen mit der größten Zahl von Kaufleuten und Handwerkern innerhalb des vorliegenden Gebietes, mithin die wirtschaftlich bedeutenden Orte. Die größte Zahl registrierten die preußischen Beamten 1756 in Uthwerdum mit 22. Zum Vergleich: Der Marktflecken Marienhafe kam in jenem Jahr auf 59 Kaufleute und Handwerker, der höchste Wert des Auricherlandes außerhalb Aurichs. Die anderen genannten Orte verzeichneten ebenfalls eine zweistellige Zahl von Kaufleuten und Handwerkern. In (teils deutlich) geringerem Umfang gab es handwerkliche Betriebe in Victorbur, Wiegboldsbur, Fehnhusen, Forlitz, Blaukirchen und Bedekaspel.
Nach dem Urbarmachungsedikt des preußischen Königs Friedrich II. 1765 wurden auf dem Gebiet der heutigen Gemeinde Südbrookmerland neue Moorkolonien angelegt. Der preußische Staat hatte ein Interesse an der Kultivierung des Ödlandes, um einerseits der zunehmenden Bevölkerung eine landwirtschaftliche Existenz zu sichern, vor allem aber, um von den Kolonisten nach einer gewissen Zahl von steuerfreien Jahren Abgaben zu erhalten. So entstand ab 1767 Moordorf, 1770 folgte Moorhusen und 1771 Münkeboe im Norden und Nordwesten des heutigen Gemeindegebietes. Viele landlose Ostfriesen und wenige Siedler von außerhalb hofften, sich eine Existenz aufbauen zu können, indem sie ein Stück Moorland kultivierten.
Im Gegensatz zu den planmäßig angelegten Fehnkanal-Kolonien geschah die Besiedlung jedoch weitgehend unkoordiniert, die Kolonisten blieben in der Einöde zunächst sich selbst überlassen. In einer zeitgenössischen Chronik heißt es über die Kolonisten von Moordorf:

„In diesem Jahr sind die ersten Häuser im hiesigen Moratz (Morast, die Autoren), hinter den Victorburer Äckern, am Auricher Wege von Gerd Dircks und Johan Hinrich Neemann erbauet worden. Bey dem schlechten Ansehen, in Absicht ihres Unterhalts daselbst, wünschet man ihnen um destomehr allen göttlichen Segen.“

Die ersten Kolonisten hatten nicht nur mit völlig unzureichenden Verkehrsverbindungen zu kämpfen. Die ungenügende Entwässerung des Moorgebietes erschwerte die landwirtschaftliche Nutzung der abgetorften oder durch Moorbrand kultivierten Areale. Viehhaltung war den meisten der ersten Siedler nur in sehr bescheidenem Umfang möglich. Kamen dann Viehseuchen wie 1770 hinzu, war die landwirtschaftliche Existenz aufs Äußerste bedroht. Die ackerbauliche Nutzung beschränkte sich auf den Anbau von Buchweizen auf den durch Brand kultivierten und mit der Asche gedüngten Böden. Die Erde war nach wenigen Jahren jedoch ausgelaugt, so dass der Grund zur Vermeidung einer Hungersnot erweitert werden musste. Der preußische Regierungspräsident in Aurich, Christoph Friedrich von Derschau, notierte 1776:

„Das Elend und die Dürftigkeit dieser neuen Einwohner ist so groß, dass sie kaum beschrieben werden kann. Die Einwohner sind großenteils fast nacket, an die 50 bis 60 Kinder laufen ohne alle Zucht und Unterweisung herum, und wenn jemand stirbt, so fehlt es an einem Grunde für die Leiche.“

Die Lage besserte sich in den folgenden Jahren jedoch kaum. Durch Missernten Anfang der 1780er-Jahre wurde sie im Gegenteil katastrophal. 1781 zählte Moordorf 30 Haushalte, die in äußerst bescheidenen Plaggenhütten wohnten. Von den 30 Familien stammten zwei aus dem Groninger Umland, fünf aus dem oldenburgischen und hannoverischen Raum, zwölf waren ehemalige Soldaten. Die anderen waren zumeist aus den umliegenden Geestdörfern gekommen. Viele erhielten Unterstützung durch die Armenkassen, was jedoch oft nicht zum Überleben ausreichte: „[…] in den Sterberegistern finden sich immer wieder Bemerkungen über beim Betteln erfrorene oder umgekommene Kinder.“ Die Propagierung des Buchweizenanbaus nach der Moorbrandkultur wurde 1791 von der preußischen Kriegs- und Domänenkammer eingestellt. Ebenfalls 1791 kam es zu einem Vergleich zwischen den Ortschaften Moordorf und Walle über den Grenzverlauf und damit über die Nutzung von Gemeinweiden.

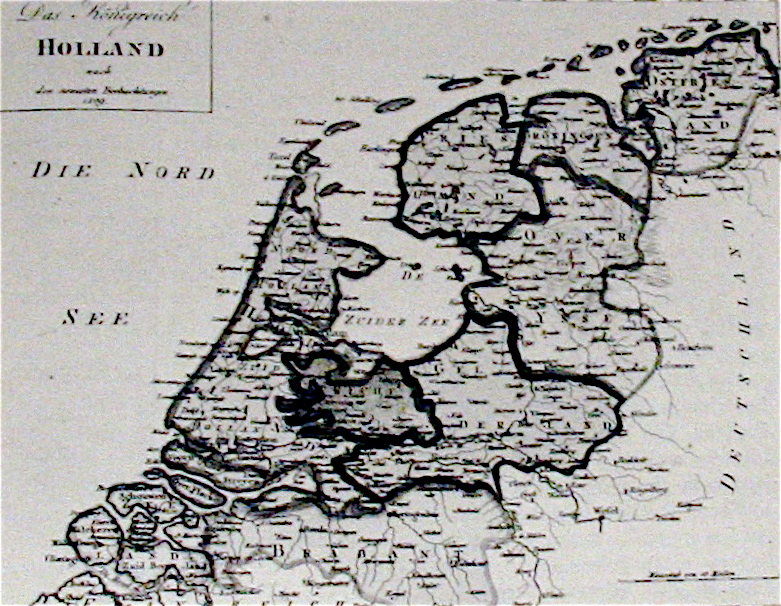
Karte des Königreichs Holland mit Ostfriesland (rechts oben)

Nach der Niederlage bei Jena und Auerstedt wurde Ostfriesland zunächst dem Königreich Holland angegliedert und kam 1810 als Departement Ems-Orientale (Osterems) zum französischen Kaiserreich. Die Verwaltungsstruktur wurde in der napoleonischen Zeit verändert. Das Brookmerland gehörte zum Arrondissement Aurich, zunächst im holländischen Departement Oost-Vriesland und nach der Besetzung des holländischen Königreichs zum französischen Departement de l’Ems-Oriental (Osterems). Der nördliche Teil mit Marienhafe, Upgant, Schott, Leezdorf und Tjüche wurde zur Mairie Marienhafe zusammengefasst und dem Canton Norden zugeordnet. Der südliche Teil, unterteilt in die Mairien Victorbur (Victorbur, Uthwerdum und Marsch, Theene, Neu-Ekels und Moordorf), Wiegboldsbur (Wiegboldsbur, Bedekaspel, Forlitz, Blaukirchen und Moorhusen kam zusammen mit Westerende und Fahne) und Engerhafe (Engerhafe, Marsch, Fehnhusen, Oldeborg und Upende) zum Canton Aurich. Mit dieser Einteilung war vorweggenommen worden, was ab 1885 bei der preußischen Kreisreform umgesetzt wurde: Das (Nord-)Brookmerland gehörte zum Landkreis Norden, das Südbrookmerland zum Landkreis Aurich. Nachdem die Franzosen im Jahre 1811 damit begannen, die ostfriesischen Inseln aus Furcht vor einer englischen Invasion zu befestigen, hatte jede Mairie bestimmte Lieferungen und Leistungen zu erfüllen. Dafür erhielten sie 1820 Entschädigungen aus französischen Kriegsreparationen.
Nach den Befreiungskriegen wurde Ostfriesland für kurze Zeit wieder preußisch.

### Hannoversche Zeit
Nach dem Wiener Kongress wurde Ostfriesland dem Königreich Hannover zugeschlagen. Dies bedeutete erneut eine Änderung der Verwaltungsstrukturen. 1817 bildete das südliche Brookmerland von Wiegboldsbur bis Moorhusen zusammen mit Barstede, Westerende, Bangstede, Ochtelbur und Riepe die Untervogtei Riepe der Amtsvogtei Aurich.
Die ehemalige Nordbrookmer Vogtei wurde ebenfalls aufgelöst. Das Kirchspiel Osteel wurde dem Amt Norden zugeschlagen und bildete eine Untervogtei der Amtsvogtei Norden. Aus den restlichen Gebieten wurde die Vogtei Victorbur gebildet, die aus der Untervogtei Victorbur (mit den Kirchspielen Victorbur und Engerhafe) und der Untervogtei Marienhafe (mit den Kirchspielen Marienhafe und Siegelsum) bestand. Letztere wurde jedoch am 1. Januar 1828 dem Amt Norden angeschlossen. Die damit gezogene Grenze zwischen den Ämtern Aurich und Norden bildete bis zum 31. Juli 1977 die Kreisgrenze des Landkreises Aurich.
Letztmals war das heutige Südbrookmerland vom 3. bis 5. Februar 1825 unmittelbar von einer Sturmflut betroffen. Dabei drang das Seewasser wieder bis an den Rand der Geest vor. Während bei Menschen und Vieh kaum Opfer zu beklagen waren, war das Wintergetreide auf den überströmten Äckern zumeist verdorben.
In der hannoverschen Zeit entstanden aus den in der französischen Herrschaft gebildeten Untergliederungen der Mairien so genannte Keddschaften, die politischen Gemeinden, die nach der Kommunalreform vom 1. Juli 1972 in der Gemeinde Südbrookmerland aufgingen. Vorsteher dieser Keddschaften waren so genannte Bauermeister, die vom Amt Aurich bestellt wurden. Erst später, nach Inkrafttreten der Landgemeindeordnung, wurden sie von den Gemeinden gewählt.

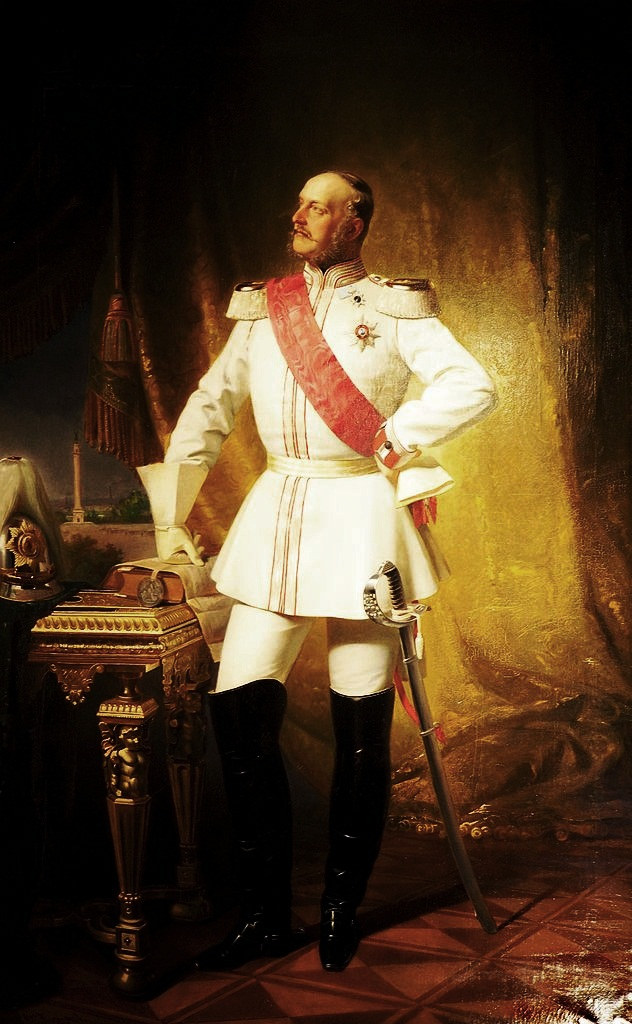
Georgsheils Namenspate: Georg V. von Hannover

Bis weit in das 19. Jahrhundert gab im Gemeindegebiet keine befestigte Straßen. Ausgelöst durch den steigenden Fremdenverkehr nach Norderney wurden in den 1840er-Jahren in Ostfriesland Steinchausseen angelegt, die Vorläufer der Bundesstraßen. Dazu gehörte die Verbindung von Emden nach Aurich, die heutige Bundesstraße 210, mit einer Abzweigung nach Norden. Am Kreuzungspunkt der Chausseen wurden zwei Gasthöfe an einer Posthalterei gebaut, um die sich das heutige Georgsheil entwickelte, das am 21. September 1844 nach König Georg V. von Hannover benannt wurde. Der Ort entwickelte sich in den folgenden Jahrzehnten zu einem der Verkehrsknoten im ostfriesischen Straßennetz.
Die große Auswanderungswelle in der zweiten Hälfte des 19. Jahrhunderts erfasste auch die Dörfer der heutigen Gemeinde. Mindestens 35 Personen verließen Moordorf und 60 Einwohner Victorbur. und ließen sich in den Vereinigten Staaten von Amerika, zumeist in den Bundesstaaten Iowa und Illinois, nieder. Dass dies nicht immer freiwillig geschah, lässt sich für Moordorf in mindestens einem Fall belegen, in dem eine unerwünschte Person von der Armenverwaltung abgeschoben wurde. Nach der Annexion des Königreichs Hannover durch Preußen war das heutige Südbrookmerland Teil der Provinz Hannover.

### Kaiserreich
Eine durchgreifende Verbesserung der schwierigen Untergrund- und Entwässerungsverhältnisse in weiten Teilen des Gemeindegebietes begann erst mit der Vertiefung der Engerhafer-Victorburer Ehe und deren Ausbau zum Abelitz-Moordorf-Kanal (1870–1877, vertieft 1886–1894) und des Ringkanals 1885. Es dauerte dennoch weitere Jahrzehnte, bis die Maßnahmen dauerhafte wirtschaftliche Erfolge in den Moorkolonien zeitigten.
Im Jahre 1883 wurde das Gemeindegebiet über die Bahnstrecke Abelitz–Aurich an das Schienennetz angeschlossen. Diese entstand als Zweigstrecke der Küstenbahn (der heutigen Emslandbahn), um die damalige Provinzhauptstadt Aurich nicht ohne Bahnanschluss zu lassen. Haltestellen gab es in Abelitz, Georgsheil, Victorbur und Moordorf.
Bei der preußischen Kreisreform 1885 wurde das Amt Aurich aufgelöst und das Gemeindegebiet dem Landkreis Aurich zugeordnet. Seither gehört das Südbrookmerland ununterbrochen zu diesem Landkreis.
Georgsheil entwickelte sich Ende des Jahrhunderts zum Zentrum der Agrarökonomie in der Gemeinde: 1892 wurde eine Molkerei errichtet. Einer der Initiatoren war der Norder Ackerbau-Schuldirektor Adolf Wegner. Im Jahre 1896 folgte die Spar- und Darlehnskasse Georgsheil, die auf Betreiben von August von Frese gegründet wurde.
Um die Jahrhundertwende begannen sich die Moorkolonien auch kirchlich von ihren Mutterkolonien zu lösen. So wurden Moordorf (zuvor Teil der Kirchengemeinde Victorbur) 1886 und Münkeboe/Moorhusen 1896 (zuvor Teil der Kirchengemeinde Engerhafe) durch das Landeskonsistorium jeweils zu einer selbstständigen evangelisch-lutherischen Kirchengemeinde erklärt.

### Weimarer Republik
Der Übergang vom Kaiserreich zur Weimarer Republik blieb im Südbrookmerlander Gebiet nicht ohne Widerhall. In den als sehr gemäßigt geltenden Arbeiter- und Soldatenrat in Aurich, der auf die Umlandgemeinden ausstrahlte, traten auf eigenen Wunsch Vertreter der Landwirtschaft ein. Der Georgsheiler Landwirt Claas Auts brachte es zum stellvertretenden Vorsitzenden. In der siebenköpfigen Nahrungsmittelkommission, die die Versorgung der Einwohner sicherstellen und überwachen sollte, war ein Landwirt aus Oldeborg vertreten. Allerdings strahlte die Haltung des Emder Arbeiter- und Soldatenrates auf das Südbrookmerlander Gebiet aus. Die Räte der Seehafenstadt agitierten Ende 1918/Anfang 1919 in den Landgemeinden nördlich der Stadt und damit auch im Südbrookmerland. Die spartakistischen Agitatoren hatten besonders dort Erfolg, wo Arbeitnehmer täglich zur Arbeit in den Emder Hafen pendelten. Daraus entstanden in den Folgejahren starke Gruppierungen der KPD im Südbrookmerland, besonders in Moordorf und Victorbur. Die KPD-Ortsgruppe mit Schwerpunkt in Moordorf, Victorbur und Ekels wurde zahlenmäßig in Ostfriesland nur von der Emder übertroffen. Sie soll eine Stärke von etwa 500 gehabt haben und damit eine der zahlenmäßig stärksten in einer ländlichen Gemeinde in Deutschland gewesen sein.
Wie im gesamten Nordwesten Niedersachsens erhielt in der Weimarer Republik die Landvolkbewegung Auftrieb, nachdem sich 1927 eine Missernte ereignet und die Bauern zusehends in Existenznöte gebracht hatte. Durch die Konzentration auf Mengen statt auf Qualität waren die Probleme jedoch zum Teil auch hausgemacht. Wie auch in anderen Landesteilen flatterte die schwarze Fahne, Symbol der Schwarzen Schar des Florian Geyer im Bauernkrieg, als Zeichen des Protests. In Wiegboldsbur kam es zu einem offenen Kampf zwischen Polizei und Vollzugsbeamten auf der einen Seite und etwa 50 mit Stöcken und Mistgabeln bewaffneten Bauern, als einem Landwirt eine Pfändung drohte. Die Nationalsozialisten mit ihrer Blut-und-Boden-Ideologie sahen sich als ideale Sachwalter der Nöte der Landwirte und fanden in vielen Gemeinden entsprechenden Zulauf.
In der Spätphase der Weimarer Republik kam es zu schweren Auseinandersetzungen mit rechtsgerichteten Parteien. Es gab Zusammenstöße, so etwa im September 1927, als eine Veranstaltung des Reichsbanners mit dem sozialdemokratischen Reichstagsabgeordneten Hermann Tempel in Victorbur von rechtsgerichteten Kräften gestört wurde. Als der Veranstaltungsleiter, Friedrich Wilhelm Gerdes, den Gemeindevorsteher von Victorbur in einem Zeitungsartikel als Hauptverantwortlichen namentlich genannt hatte, wurde er im Jahre 1928 wegen Beleidigung zu 60 Reichsmark oder sechs Tagen Haft verurteilt, eine Strafe, die der preußische Justizminister durch Verfügung wieder aufhob.
Die Auseinandersetzungen zwischen den politischen Lagern nahmen in der Folgezeit an Schärfe zu und gipfelten am 17. Juli 1932 in einer Schießerei zwischen Nationalsozialisten und Kommunisten in Süd-Victorbur. Auf dem Rückweg von einer Parteiveranstaltung in Aurich fuhren Norder NSDAP-Anhänger durch den Ort, wo sich in einer Gaststätte kommunistische Hafenarbeiter versammelt hatten. Es kam zu einer wüsten Schlägerei, bei der einige der Kontrahenten schwere Verletzungen erlitten, und im Nachhinein zu der Schießerei, bei der jedoch niemand verletzt wurde.

### Nationalsozialismus
Die ersten Verhaftungen von Kommunisten aus dem Südbrookmerland setzten bereits wenige Tage nach der letzten Reichstagswahl am 5. März 1933 ein. Der führende Kopf der KPD im Südbrookmerland, der aus Moordorf stammende und im Emder Hafen arbeitende Albert Meyer, entzog sich seiner Verhaftung noch fünf Monate lang und tauchte in Bremen unter. Ende Juli wurde er allerdings denunziert und verhaftet. Ein ehemaliger Rotfrontkämpfer aus Bremen, nach seiner zeitweiligen Inhaftierung von der Gestapo „umgedreht“, wirkte als Meyers Nachfolger im Südbrookmerland und lieferte den Nationalsozialisten Informationen, die zur Verhaftung weiterer Kommunisten führte. Am 27. Juli 1934 fand vor dem Oberlandesgericht in Hamm ein Massenprozess gegen 86 kommunistische Angeklagte statt, davon 24 aus dem vorliegenden Gebiet. Die verhängten Strafen bedeuteten einen schweren Schlag gegen die Kommunisten in der Region. 1937 wurden noch einmal zehn Kommunisten aus dem vorliegenden Gebiet in Konzentrationslager eingeliefert, als die Gestapo der im Emder Hafen weiterhin im Untergrund wirkenden KPD endgültig das Aus bereitete.
Die Bauern im Gemeindegebiet wurden im Reichsnährstand gleichgeschaltet. Die Verabschiedung des Reichserbhofgesetzes stieß bei vielen Bauern auf Proteste, da sie sich in ihrer wirtschaftlichen Entscheidungsfreiheit beschränkt sahen. In den Moorkolonien wie Moordorf, Münkeboe oder Moorhusen kam hinzu, dass die landwirtschaftlichen Grundstücke oft zu klein waren, um eine Vollbauernstelle darzustellen. Das Verbot, Erbhöfe zu veräußern, traf somit diejenigen Betriebe an der unteren Größenbegrenzung eines Erbhofes von 7,5 Hektar ganz besonders. Obwohl es viele richterliche Urteile zugunsten der klagenden Kleinbauern gab, blieb der Anteil der Erbhofbauern in der Region dennoch über dem Reichsdurchschnitt.

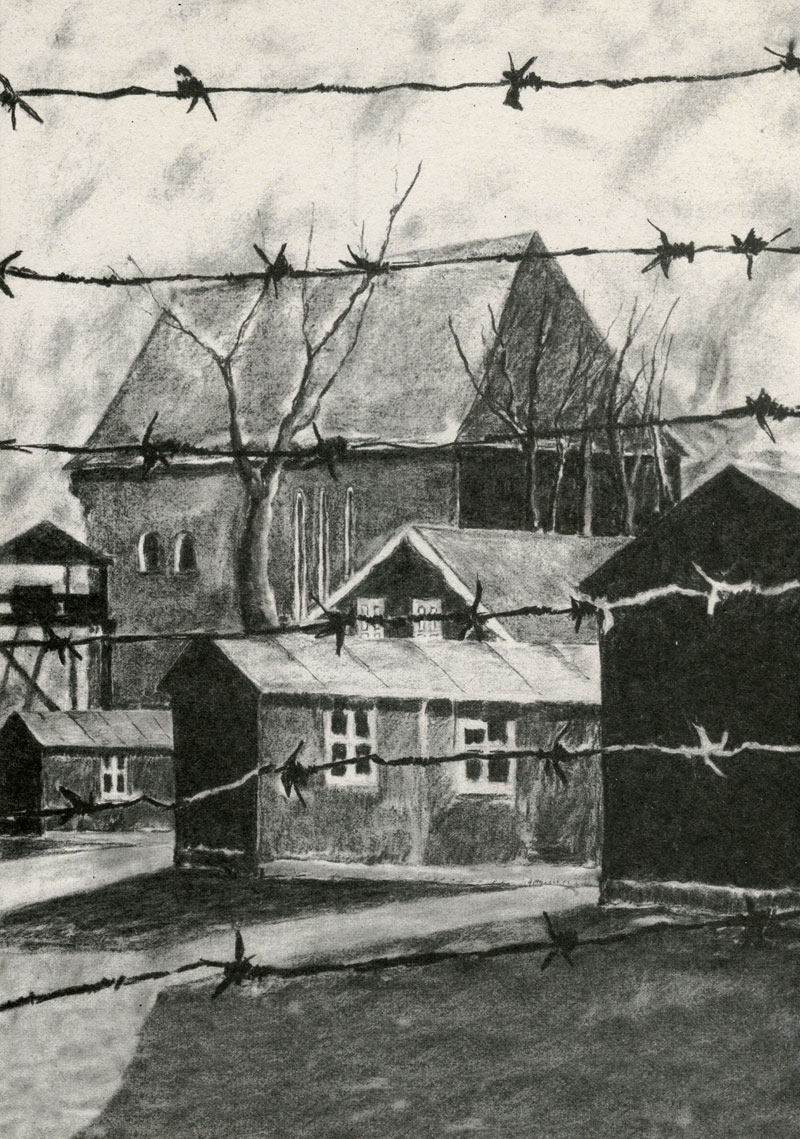
„KZ und Kirche“ (Engerhafe), 2000 auf Grundlage von Augenzeugenberichten entstandene Kohlezeichnung von Herbert Müller

Von Aurich ausgehend, hatten sich in Ostfriesland Anhänger der Deutschen Christen unter der Führung des Auricher Pastors Heinrich Meyer gebildet, die im Südbrookmerland allerdings nur vereinzelt Anhänger fanden. Meyers Position stieß allerdings unter den ostfriesischen Pastoren vielfach auf Widerstand, so etwa kurz nach der Kundgebung im Berliner Sportpalast am 13. November 1933, bei der der Berliner Gauobmann Reinhold Krause eine antisemitische Rede hielt. Der Engerhafer Pastor Cornelius Schomerus richtete zusammen mit anderen Pastoren des Kirchenkreises Aurich ein Schreiben an den Kirchensenat in Hannover, Meyer von seinem Amt als kommissarischer Generalsuperintendent zu entbinden, was jedoch nicht geschah. Die Spannungen zwischen den Deutschen Christen und jenen Pastoren, die der Bekennenden Kirche zuwandten, nahmen in den folgenden drei Jahren zu. Die Kirchengemeinde Engerhafe blieb dabei ein Rückhalt der Bekennenden Kirche, ab Mai 1934 gab es dort erste Bekenntnisgottesdienste. Die Deutschen Christen haben in der Region nicht entscheidend Fuß fassen können, 1936 traten in Aurich etwa 400 Gläubige aus der lutherischen Kirche aus und den Deutschen Christen bei.
In Moordorf wurde 1934 im Gemeindehaus (dem früheren Armenhaus) „zur Unterstützung hilfsbedürftiger Familien“ ein Lager des nationalsozialistischen weiblichen Reichsarbeitsdienstes (später RAD-Lager 8/81) eingerichtet. Es war das erste dieser Lager im Kreis Aurich.
1935 veranlasste Horst Rechenbach, der Leiter der Reichsstelle für Auswahl deutscher Bauernsiedler und radikaler Vertreter rassenhygienischer Anschauungen, in Moordorf erbbiologische Untersuchungen der Einwohner. Das Ergebnis lautete, dass der Ort zum einen übervölkert sei und sich zum anderen lediglich ein Drittel der Einwohner eigne, Bauer zu werden. 132 Moordorfern wurde „erbbiologische Bedenklichkeit“ attestiert, 395 der rund 2500 Einwohner galten als „erbbiologisch unerwünscht“. Das Auricher Gesundheitsamt erhielt die Anweisung, sich des „Problems Moordorf“ anzunehmen, woraufhin ein Hilfsarzt namens Arend Lang eine Abhandlung Lösung des Asozialen-Problems durch das Gesetz zur Verhütung erbkranken Nachwuchses verfasste. Lang schrieb der Mehrzahl der Moordorfer einen Hang zum Asozialen, zu Schwachsinn und kriminellem Handeln zu. In der Zeit des Nationalsozialismus wurden nachweislich 59 Moordorfer zwangssterilisiert. Im Jahre 1936 planten Reichsnährstand und der Kreisleiter der NSDAP darüber hinaus, so genannte „minderwertige Familien“ aus Moordorf in industriellen Gegenden als Arbeiter unterzubringen und den Ort vollständig der Heeresverwaltung als Übungsplatz zur Verfügung zu stellen. Diese Pläne wurden nach dem Beginn des Zweiten Weltkriegs nicht weiter verfolgt.
Nach der verheerenden Bombardierung Emdens am 6. September 1944 wurden im Südbrookmerland zahlreiche ausgebombte Bürger der Seehafenstadt in Barackenlagern untergebracht. In den späteren Kriegsjahren wurde das Gemeindegebiet durch Tieffliegerbeschuss und vereinzelte Bombenabwürfe in Mitleidenschaft gezogen.
Vom 21. Oktober 1944 bis zum 22. Dezember 1944 bestand in Engerhafe ein Außenlager des Konzentrationslagers Neuengamme, das KZ Engerhafe. Zwischen 2000 und 2200 Häftlinge wurden dort in drei 50 Meter langen und 8 bis 10 Meter breiten ungeheizten Baracken untergebracht. Die Gefangenen wurden zum Bau eines Panzergrabens rund um die Stadt Aurich, einem Teil des sogenannten Friesenwalls, eingesetzt. 188 Menschen kamen von Oktober bis Dezember 1944 im Lager Engerhafe um. Als Todesursache wurde in den Kirchenbüchern „blutige Diarrhoe“ angegeben. Kriegsgefangenenlager gab es in mehreren Ortsteilen, deren Insassen wurden zumeist in der Landwirtschaft eingesetzt.
Als die heranrückenden kanadischen Truppen am 5. Mai die Nachbarstädte Emden und Aurich besetzten, war auch auf dem Südbrookmerlander Gebiet der Krieg vorbei.

### Nachkriegszeit
Nach dem Krieg wurden auf dem heutigen Gemeindegebiet Flüchtlinge aus den Ostgebieten des Deutschen Reiches aufgenommen, allerdings mit ungleicher Verteilung: „Die Moorkolonien nahmen am wenigsten Flüchtlinge auf. Allen voran das bei vielen Ostfriesen als Inbegriff der Armut geltende Moordorf mit nur 3,5 Prozent“, heißt es in einer Untersuchung von Bernhard Parisius. Ähnlich niedrig waren die Werte in den Moorkolonien Moorhusen, Münkeboe, Victorbur und Theene. Die südwestlichen, näher zur fruchtbaren Marsch gelegenen Orte nahmen hingegen mehr Ostflüchtlinge auf. In Wiegboldsbur waren 1946 19 Prozent der Einwohner Vertriebene.
Die Flüchtlinge kamen in einen Landkreis, der damals bereits von Arbeitsplatzmangel gekennzeichnet war. Hinzu kam das Fehlen von ausreichendem und gesundem Wohnraum, wobei dabei die Moorkolonien negativ herausragten. Im Tätigkeitsbericht der Auricher Kreisverwaltung für die Wahlperiode 1948–1952 heißt es dazu:

„Für alle diese Menschen war ausreichende Arbeit und Wohnraum nicht zu schaffen, zumal die Städte Emden und Wilhelmshaven zerschlagen und ihre Einwohner teilweise auch in den Kreis Aurich evakuiert waren. Zu diesem unnatürlichen und dem Leistungsvermögen des Kreises glatt widersprechenden Anwachsen der Bevölkerung wies die Militärregierung noch die Heimatvertriebenen ein. Das bedeutete eine Katastrophe für beide Teile: für den Kreis Aurich und für die Vertriebenen! Die nun wieder andauernde Arbeitslosigkeit trifft die Vertriebenen am meisten. Obwohl sie nur 15 v.H. der Einwohner ausmachen, sind sie mit rund 30 v.H. an der Arbeitslosigkeit beteiligt. Ebenso hart wirkt sich die Wohnungsnot aus. […] So bekamen die Vertriebenen meistens die schlechten Nebenräume, Sommerküchen, Upkamern, Milchkammern und Backhäuser zugewiesen, die ebenso ungesund wie menschenunwürdig sind wie die Nissenhütten und Baracken. Das Wohnungselend der Vertriebenen im Kreise Aurich wird vom Statistischen Landesamt bestätigt durch die Feststellung, „daß der Regierungsbezirk Aurich bei kleinster durchschnittlicher Wohnungsgröße die höchste Wohndichte in Niedersachsen hat“.“

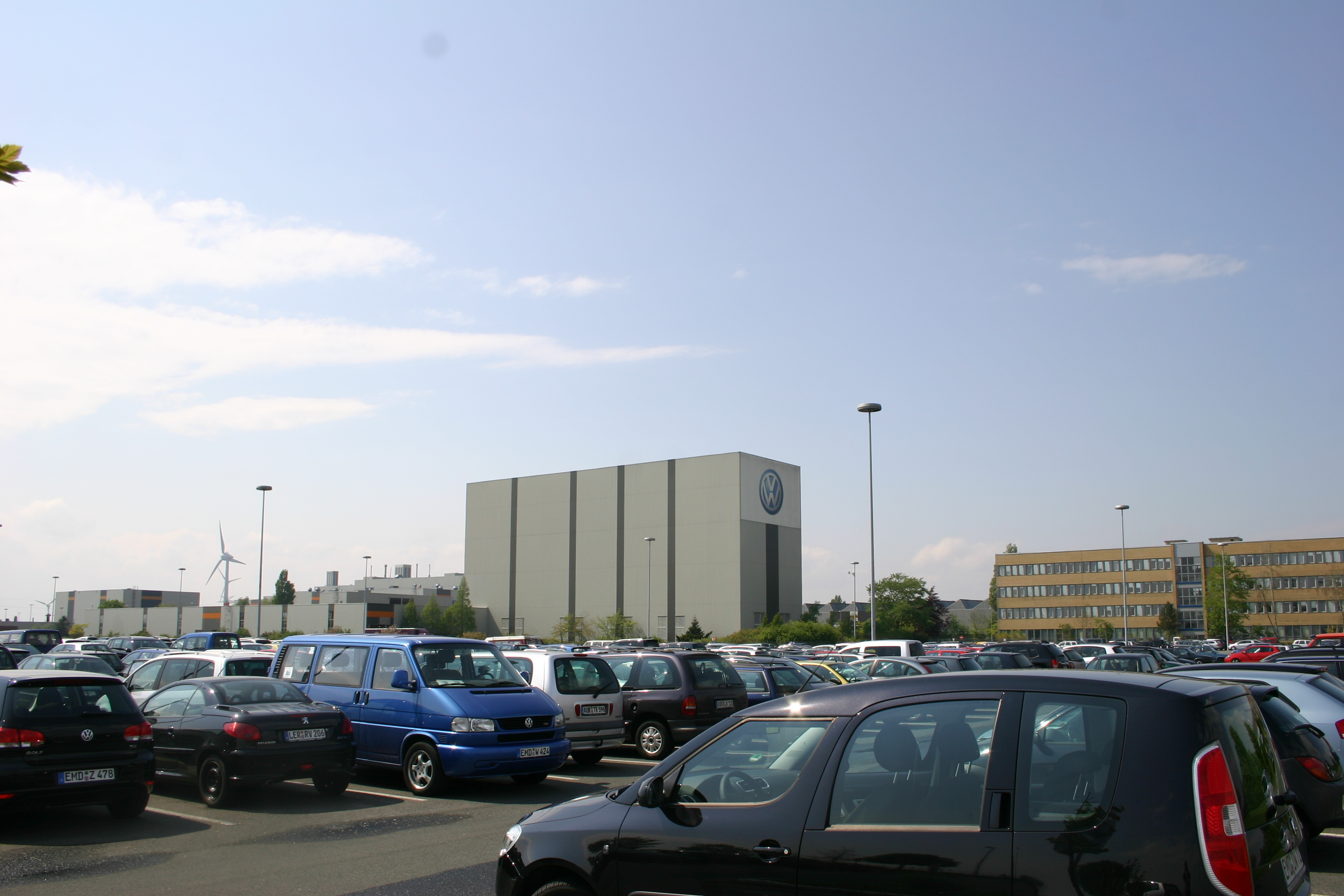
Ein Ziel der Pendler aus dem Südbrookmerland: das Emder VW-Werk

Mit dem Bau des Volkswagenwerks Emden im Jahr 1964 veränderten sich die wirtschaftlichen Rahmenbedingungen für die Einwohner der Gemeinde Südbrookmerland erheblich. In den 1970er-Jahren arbeitete ein Viertel der Erwerbstätigen des Ortes Moordorf bei VW in Emden. Auch aus anderen Ortsteilen pendeln immer noch viele Arbeitnehmer täglich ins Emder Autowerk.
Am 24. September 1967 wurde der Personenverkehr auf der Bahnstrecke Abelitz–Aurich eingestellt. Lediglich der Güterverkehr blieb aufrechterhalten, vor allem für das Munitionsdepot der Bundeswehr in Tannenhausen und in geringerem Umfang für die Güter- und Brennstoffversorgung von Aurich und weiteren Orte entlang der Strecke. Die Bedeutung der Strecke nahm in den Folgejahren immer weiter ab, so dass der Güterverkehr am 31. Dezember 1993 eingestellt wurde.
Im Zuge der Niedersächsischen Kommunalreform wurde zum 1. Juli 1972 der Zusammenschluss der früheren Gemeinden Bedekaspel, Forlitz-Blaukirchen, Moordorf, Moorhusen, Münkeboe, Oldeborg, Theene, Uthwerdum, Victorbur und Wiegboldsbur zur Gemeinde Südbrookmerland vollzogen. Sie liegt nach Auflösung des Kreises Norden im Jahre 1978 ungefähr im Mittelpunkt des Landkreises Aurich, in dem der Norder Kreis aufging. Am 1. Januar 1979 kam es zu einem Gebietsaustausch mit der Kreisstadt Aurich, bei dem die Gemeinde Südbrookmerland etwa 100 Einwohner (nach damaligem Einwohnerstand) hinzugewann.
Nach der Gemeindereform wurde besonders in Victorbur und Moordorf die Infrastruktur ausgebaut. 1974 wurde in Victorbur das Rathaus der neuen Gemeinde gebaut, 1996 in Moordorf ein Marktplatz. In Georgsheil wurde ein Gewerbegebiet ausgewiesen, in dem sich inzwischen mehr als 30 Betriebe angesiedelt haben. Um dieses Gewerbegebiet nach der Reaktivierung der Bahnstrecke im April 2008 nicht ohne Bahnanschluss zu lassen, investierte die Gemeinde rund 250.000 Euro in ein Umfahrungsgleis von rund 500 Meter Länge. Weitere 250.000 Euro wurden vom Land Niedersachsen bereitgestellt.

### Einwohnerentwicklung
Die Zahl der Einwohner stieg seit der Gemeindegründung kontinuierlich um mehr als 32 Prozent auf rund 19.000. Verantwortlich dafür sind die Ausweisung zahlreicher Baugebiete, insbesondere in den Ortsteilen Victorbur und Moordorf. Besonders der Ortsteil Moordorf vergrößerte sich erheblich. Dort wohnt inzwischen rund jeder dritte Südbrookmerlander. Damit ging ein Ausbau der Infrastruktur einher, besonders im Einzelhandel. Im Gegensatz dazu verloren mehrere Dörfer nach und nach Kleinunternehmen, wie sich am Beispiel Wiegboldsbur belegen lässt: Die beiden Schuhmacher gaben das Handwerk um 1945 und 1953 auf, zwei Bäckereien 1958 und 1965. Zwei Gemischtwarenläden schlossen um 1972 und 1975, um 1973 eine Polsterei und die Schmiede, 1980 der einzige Zimmerei- und Tischlereibetrieb sowie 1985 das letzte Fuhrunternehmen. Die erst 1955 eröffnete Poststelle wurde 1997 geschlossen und die einzige Gaststätte 2003. Es blieben (Stand: 2006) ein Fliesenleger und ein Viehhandelsbetrieb als nicht originär landwirtschaftliche Betriebe. Auch die Zahl der Landwirte nahm ab (siehe Abschnitt Landwirtschaft). Die Zahl der Auspendler hingegen stieg deutlich an.
| Jahr | Einwohnerzahl |
| ---- | ------------- |
| 1885 | 4.786         |
| 1925 | 7.186         |
| 1933 | 9.451         |
| 1939 | 9.487         |
| 1961 | 12.038        |

| Jahr | Einwohnerzahl |
| ---- | ------------- |
| 1970 | 13.956        |
| 1975 | 14.351        |
| 1978 | 14.352        |
| 1981 | 14.566        |
| 1985 | 15.068        |

| Jahr | Einwohnerzahl |
| ---- | ------------- |
| 1987 | 15.281        |
| 1990 | 15.652        |
| 1995 | 17.027        |
| 2000 | 18.425        |
| 2005 | 19.053        |

| Jahr | Einwohnerzahl |
| ---- | ------------- |
| 2007 | 19.175        |
| 2010 | 19.009        |
| 2011 | 19.018        |
| 2012 | 18.956        |
| 2020 | 18.302        |

## Politik

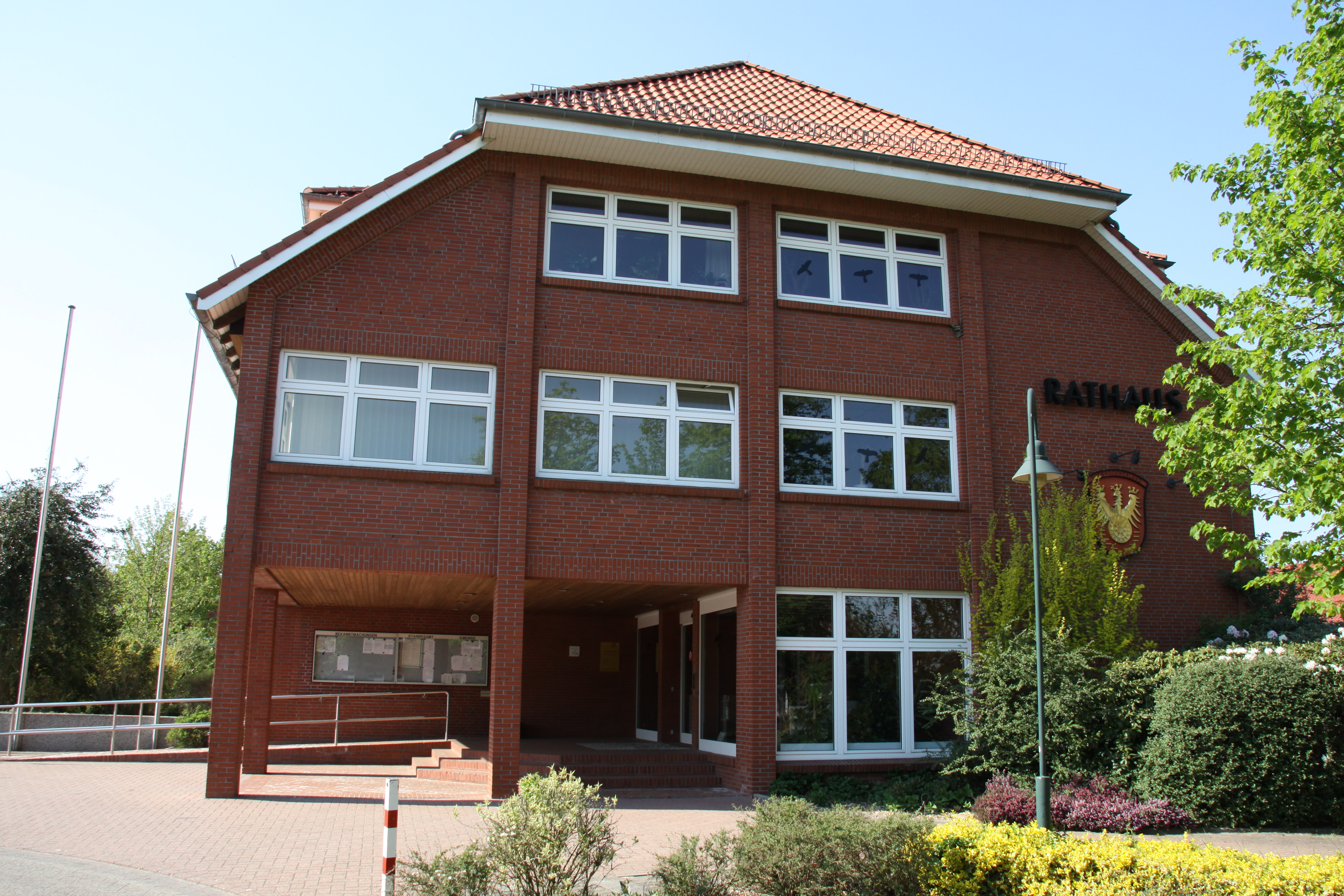
Rathaus der Gemeinde Südbrookmerland

Die Gemeinde ist, wie Ostfriesland in seiner Gesamtheit, seit Jahrzehnten eine Hochburg der SPD. Seit Gründung der Gemeinde hielt die SPD bis 2011 eine absolute Mehrheit. Sie lag sowohl bei Kommunal- als auch bei überregionalen Wahlen teils bei mehr als 60 % der abgegebenen gültigen Stimmen. Bis 1999 stellte die SPD den Bürgermeister, seither gewannen jedoch zwei Parteilose die Bürgermeister-Wahlen.
Bei der Bundestagswahl 1949 holte die SPD die Mehrheit in sechs der zehn damaligen Gemeinden, die CDU gewann drei, davon die beiden dünn besiedelten und agrarisch strukturierten Orte Bedekaspel und Forlitz-Blaukirchen. Die Gemeinde Münkeboe war bei jener Wahl eine von sechs in Ostfriesland mit einer Mehrheit für die rechtskonservative Deutsche Partei. Die Bundestagswahl 1953 brachte den Christdemokraten die absolute Mehrheit in Forlitz-Blaukirchen sowie die relative in Bedekaspel und Oldeborg. In allen anderen Gemeinden errang die SPD die relative oder (Moordorf, Moorhusen) absolute Mehrheit. Bei der Bundestagswahl 1969, bei der die CDU in Ostfriesland im Vergleich zu vorherigen und nachfolgenden Wahlen überdurchschnittlich viele Stimmen holte, gewann sie in sechs der zehn Gemeinden, die SPD in den anderen vier, wobei es sich jedoch um die einwohnerstärkeren handelte. Die „Willy-Brandt-Wahl“ 1972 schließlich brachte für die SPD Rekordergebnisse in Ostfriesland im Allgemeinen und im Südbrookmerland: Mit Ausnahme von Bedekaspel und Forlitz-Blaukirchen gewann sie durchweg die absolute Mehrheit der Stimmen in den Gemeinden, darunter mehr als 70 Prozent in Moordorf und mehr als 60 Prozent in Moorhusen, Victorbur und Theene. Bei den Bundestagswahlen 2005, 2009, 2013, 2017 und 2021 siegte ebenfalls die SPD. Bei der Europawahl 2024 war die vom Bundesamt für Verfassungsschutz (BfV) als rechtsextremistischen Verdachtsfall eingestufte Alternative für Deutschland mit 24,4 Prozent die am häufigsten gewählte Partei in der Gemeinde Südbrookmerland. Die Gemeinde war damit ein Sonderfall in Ostfriesland.

### Rat
Der Rat der Gemeinde Südbrookmerland besteht aus 32 Ratsfrauen und Ratsherren. Dies ist die festgelegte Anzahl für eine Gemeinde mit einer Einwohnerzahl zwischen 15.001 und 20.000. Die 32 Ratsmitglieder werden durch eine Kommunalwahl für jeweils fünf Jahre gewählt. Die aktuelle Amtszeit begann am 1. November 2021 und endet am 31. Oktober 2026. Stimmberechtigt im Rat ist außerdem der hauptamtliche Bürgermeister.
Die letzte Kommunalwahl vom 12. September 2021 ergab folgendes Ergebnis:
| Partei                        | Anteilige Stimmen | Anzahl Sitze |
| ----------------------------- | ----------------- | ------------ |
| FWG                           | 35,93 %           | 12           |
| SPD                           | 32,19 %           | 10           |
| CDU                           | 13,87 %           | 4            |
| Südbrookmerlander Bürgerliste | 6,58 %            | 2            |
| Bündnis 90/Die Grünen         | 4,94 %            | 2            |
| Die Linke                     | 1,80 %            | 1            |
| FDP                           | 2,77 %            | 1            |

Kurz nach der Wahl verlor die SPD jedoch einen Sitz an die FWG, nachdem eine Ratsfrau noch vor der konstituierenden Sitzung ihren Fraktionswechsel erklärte.
Die Wahlbeteiligung bei der Kommunalwahl 2021 lag mit 61,98 % etwas über dem niedersächsischen Durchschnitt von 57,1 %. Zum Vergleich – bei der vorherigen Kommunalwahl vom 11. September 2016 lag die Wahlbeteiligung bei 56,23 %.

### Bürgermeister

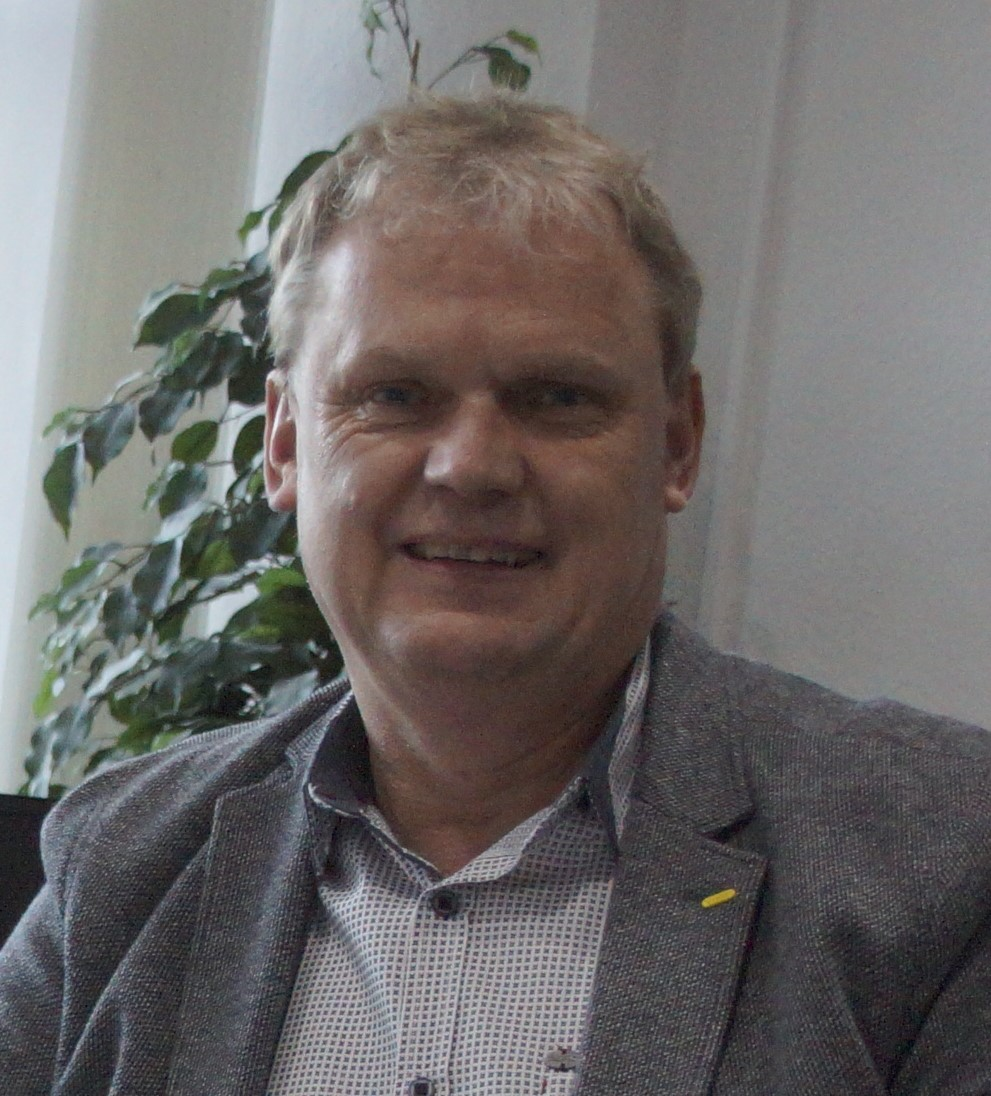
Thomas Erdwiens ist seit 1. November 2021 Bürgermeister der Gemeinde Südbrookmerland

In Niedersachsen gilt laut der niedersächsischen Kommunalverfassung für Bürgermeister eine Amtszeit von fünf Jahren. Sie ist damit genauso lang wie die Wahlperiode der Ratsmitglieder. Gewählter hauptamtlicher Bürgermeister ist seit 2021 Thomas Erdwiens (FWG). Er setzte sich am 26. September 2021 in einer Stichwahl knapp gegen den parteilosen Einzelbewerber Stefan Hiller durch. Seinen Dienst im Rathaus in Victorbur trat Erdwiens am 1. November 2021 an.
Sein Amtsvorgänger war Friedrich Süßen, der von 2006 bis 2021 an der Spitze der Gemeinde stand und in einer Direktwahl mit 71,5 Prozent der Stimmen als parteiloser Kandidat im ersten Wahlgang gewählt worden war. Süßen trat im April 2013 jedoch dem Moordorfer Ortsverein der SPD bei. Einem entsprechenden Aufnahmeantrag Süßens hatte die SPD zugestimmt mit der Begründung, Süßen mache bereits seit seinem Amtsantritt sozialdemokratische Politik. Bei der Grünen-Fraktion im Südbrookmerlander Rat stieß der Parteibeitritt auf Zustimmung, bei den anderen Fraktionen hingegen auf Ablehnung mit der Begründung, Süßen sei 2006 bewusst als Parteiloser gewählt worden. Süßens Amtszeit endet am 31. Oktober 2021. Bei den vorher stattfindenden Wahlen kann er wegen Erreichens der Altersgrenze nicht erneut antreten. Um seine Nachfolge bewarben sich bei der Kommunalwahl vom 12. September 2021 acht Kandidaten, von denen es Thomas Erdwiens (FWG) und der parteilose Einzelbewerber Stefan Hiller in die Stichwahl schafften, die parallel zur Bundestagswahl stattfand und die von Thomas Erdwiens gewonnen wurde.
Erster ehrenamtlicher Bürgermeister der Gemeinde Südbrookmerland nach der Gebietsreform 1972 war für kurze Zeit Walter Bobka (Freie Wählergemeinschaft). Auf ihn folgte Richard Lüken, der vor der Gebietsreform ehrenamtlicher Bürgermeister der damals noch selbstständigen Gemeinde Moordorf war. Lüken schied nach siebzehnjähriger Amtszeit 1989 aus dem Amt. Nachfolger wurde Hermann Bontjer, der das Amt bis 1999 innehatte und von 1990 bis 2003 gleichzeitig Landtagsabgeordneter des Wahlkreises war. 1999 endete die sogenannte Zweigleisigkeit in der Gemeinde, also die Doppelspitze mit einem ehrenamtlichen Bürgermeister und einem Gemeindedirektor als Leiter der Gemeindeverwaltung. Gemeindedirektor von der Gebietsreform 1972 bis 1980 war Alfred Wölfer und von 1981 bis 1999 Werner Meyer.
1999 zerstritt sich die SPD, die vorher über zweieinhalb Jahrzehnte den ehrenamtlichen Bürgermeister stellte. So trat das vormalige SPD-Mitglied Peter Schallmaier als parteiloser Kandidat an und gewann die Wahl 1999 als hauptamtlicher Bürgermeister der Gemeinde, auch wenn die SPD weiterhin die absolute Mehrheit im Kommunalparlament hatte.

### Vertreter in Landtag und Bundestag
Im Niedersächsischen Landtag (Legislaturperiode bis 2027) sind zwei Abgeordnete aus dem Wahlkreis 86 Aurich (Aurich, Südbrookmerland, Ihlow, Großefehn, Brookmerland, Großheide) vertreten. Bei der letzten Landtagswahl in Niedersachsen vom 9. Oktober 2022 gewann der Auricher Sozialdemokrat Wiard Siebels das Direktmandat mit 44,7 % der Stimmen. Über die Landesliste der CDU zog Saskia Buschmann in den Landtag ein.
Bei Bundestagswahlen gehört Südbrookmerland zum Wahlkreis 24 Aurich – Emden. Dieser umfasst die Stadt Emden und den Landkreis Aurich. Bei der Bundestagswahl 2025 wurde der Sozialdemokrat Johann Saathoff direkt wiedergewählt. Über Listenplätze der Parteien zog kein Kandidat der Parteien aus dem Wahlkreis in den Bundestag ein. Die Südbrookmerlander stimmten bei den Erststimmen mit großer Mehrheit für Saathoff und bei den Zweitstimmen mit knapper Mehrheit für die SPD. Diese kam auf 29,42 % der abgegebenen Stimmen, während die zweitplatzierte AfD ein Ergebnis von 28,40 % erzielte.

### Kommunale Finanzen
Die Gemeinde Südbrookmerland hatte Ende des Jahres 2010 etwa 14 Millionen Euro Schulden. In jenem Haushaltsjahr stiegen die Schulden allein um rund zwei Millionen Euro. Die Gemeindeverwaltung sah vor allem niedrigere Schlüsselzuweisungen vom Land Niedersachsen und geringere Einnahmen aus der Einkommensteuer als Ursache für steigende Schulden. Der Schuldenstand der Gemeinde sank bis Ende 2018 auf knapp 12 Millionen Euro. Die Pro-Kopf-Verschuldung im Südbrookmerland belief sich damit auf 646 Euro. Um den 25,7 Millionen Euro-Haushalt des Jahres 2020 ausgleichen zu können, ist die Aufnahme von 1,5 Millionen Euro Krediten nötig, die den Schuldenstand entsprechend erhöht.

### Gemeindewappen, Farben und Dienstsiegel
| Wappen von Südbrookmerland | Blasonierung: „In Rot ein goldener, goldbezungter und goldbekrönter Adler mit geöffneten Flügeln und golden bekrönten Schwingenspitzen, wachsend aus einer goldenen Sonnenscheibe, die im Schildfuß von zehn goldenen Schindeln begleitet ist.“ |
| Wappen von Südbrookmerland | Wappenbegründung: Die Blasonierung ist der Genehmigungsurkunde des Regierungspräsidenten in Aurich vom 30. April 1975 entnommen. Abweichend von der amtlichen Blasonierung hat die Gemeinde den goldenen Schriftzug Südbrookmerland im Schildhaupt hinzugefügt. Das Wappen soll die Geschichte des Raumes der jetzigen Gemeinde Südbrookmerland symbolisieren. Der dreifach bekrönte Adler auf rotem Grunde war das Wappen der Häuptlinge tom Brok, die das gesamte Brookmerland, also in etwa die heutige Gemeinde Südbrookmerland und die Samtgemeinde Brookmerland, im Mittelalter beherrschten. Die im Zuge der Gebietsreform im Jahre 1972 in der Gemeinde Südbrookmerland aufgegangene Gemeinde Oldeborg hatte diesen Adler in ihrem Gemeindewappen geführt. Die runde Scheibe vor dem Adler erinnert an die goldene Sonnenscheibe von Moordorf, den bedeutendsten archäologischen Fund im Gemeindegebiet. Die zehn umrahmenden Schindeln symbolisieren die zehn früher selbstständigen Ortsteile. Diese früheren Gemeinden führten außer der Gemeinde Oldeborg keine eigenen Wappen. Die Farben der Flagge der Gemeinde sind Rot-Gold. Das Dienstsiegel enthält neben dem Wappen die Umschrift „Gemeinde Südbrookmerland, Landkreis Aurich“. |

## Religion

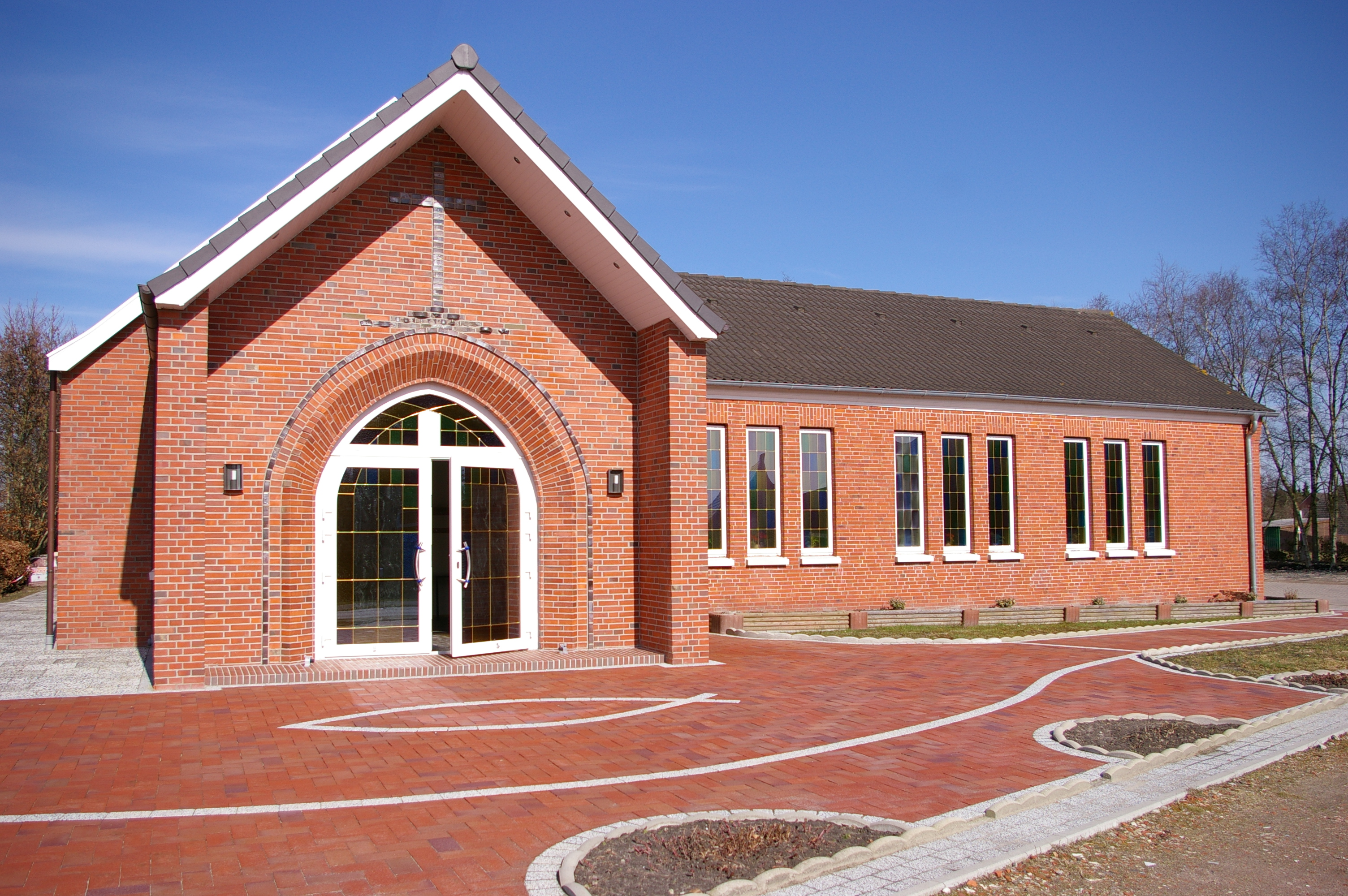
Baptistenkirche Moorhusen

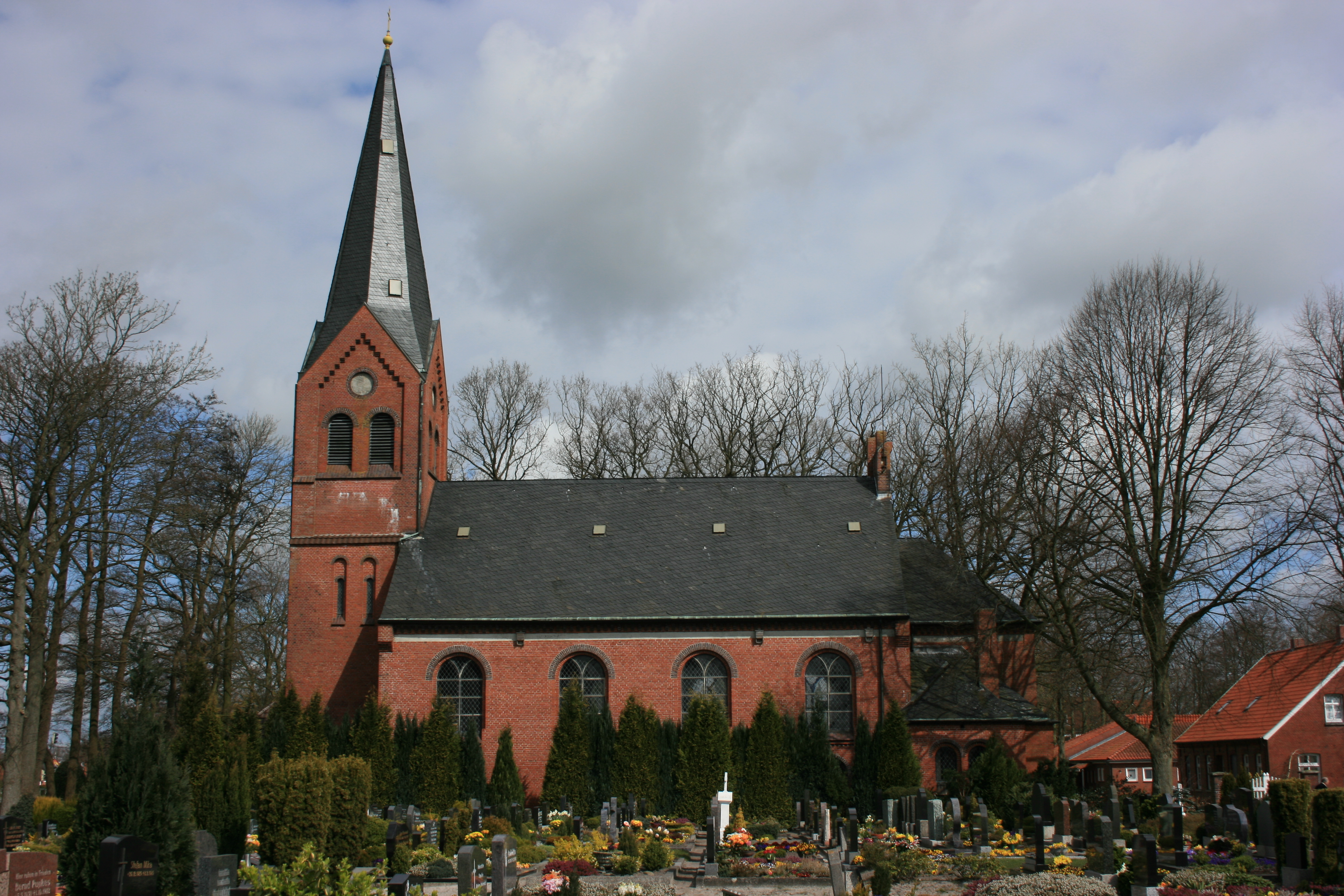
Martin-Luther-Kirche Moordorf

Südbrookmerland ist kirchlich weit überwiegend evangelisch-lutherisch geprägt. Im überwiegend protestantischen Ostfriesland zählt das Südbrookmerland größtenteils zum größeren östlichen lutherischen Gebiet, während entlang der Ems das reformierte Bekenntnis überwiegt. Die lutherischen Kirchengemeinden gehören zum Kirchenkreis Aurich, der mit rund 73.000 Gemeindegliedern der zweitgrößte der Hannoverschen Landeskirche ist. Die lutherische Kirche hat in den Landkreisen Aurich und Wittmund die höchsten Anteile in ganz Deutschland.
Eine evangelisch-reformierte Kirchengemeinde gibt es in Bedekaspel. Sie ist im Gebiet des Altkreises Aurich (Städte Aurich und Wiesmoor sowie Gemeinden Großefehn, Ihlow und Südbrookmerland) eine von zwei reformierten Gemeinden. Die andere ist die reformierte Gemeinde in Aurich, deren Mutterkirche in Bedekaspel ist. Bedekaspel grenzt geografisch an die deutlich reformiert geprägte Region Emden/Krummhörn/Hinte.
Die Anfänge der Evangelisch-Freikirchlichen Gemeinde Moorhusen (Baptisten) liegen in der zweiten Hälfte des 19. Jahrhunderts. Als selbständige Gemeinde innerhalb des baptistischen Gemeindebundes konstituierte sie sich 1908. 2010 erweiterte die Gemeinde ihr Kapelle, in dem auch ein gemeindeeigenes Diakoniewerk seinen Sitz hat.
Eine römisch-katholische Kirche gibt es wegen des verschwindend geringen Bevölkerungsanteils im Südbrookmerland nicht. Die wenigen Katholiken gehören zur Auricher St.-Ludgerus-Gemeinde im Dekanat Ostfriesland des Bistums Osnabrück. Beigesetzt werden sie aber nahezu ausschließlich auf den Friedhöfen der evangelischen Ortskirchen.
Die Zeugen Jehovas kommen in ihrem Königreichssaal in Moordorf zusammen.
Statistische Daten zur Zahl der Angehörigen anderer Glaubensrichtungen, etwa Muslime, liegen nicht vor. Die nächstgelegene Moschee befindet sich in Aurich.

## Kultur und Sehenswürdigkeiten
Durch das Verbot im Brokmerbrief, Steinhäuser zu errichten, ist Südbrookmerland abgesehen von den Kirchen arm an älteren Gebäuden. Erst im späten Mittelalter entstanden Burgen in Engerhafe und Oldeborg, von denen jedoch nichts mehr erhalten ist.

### Museen

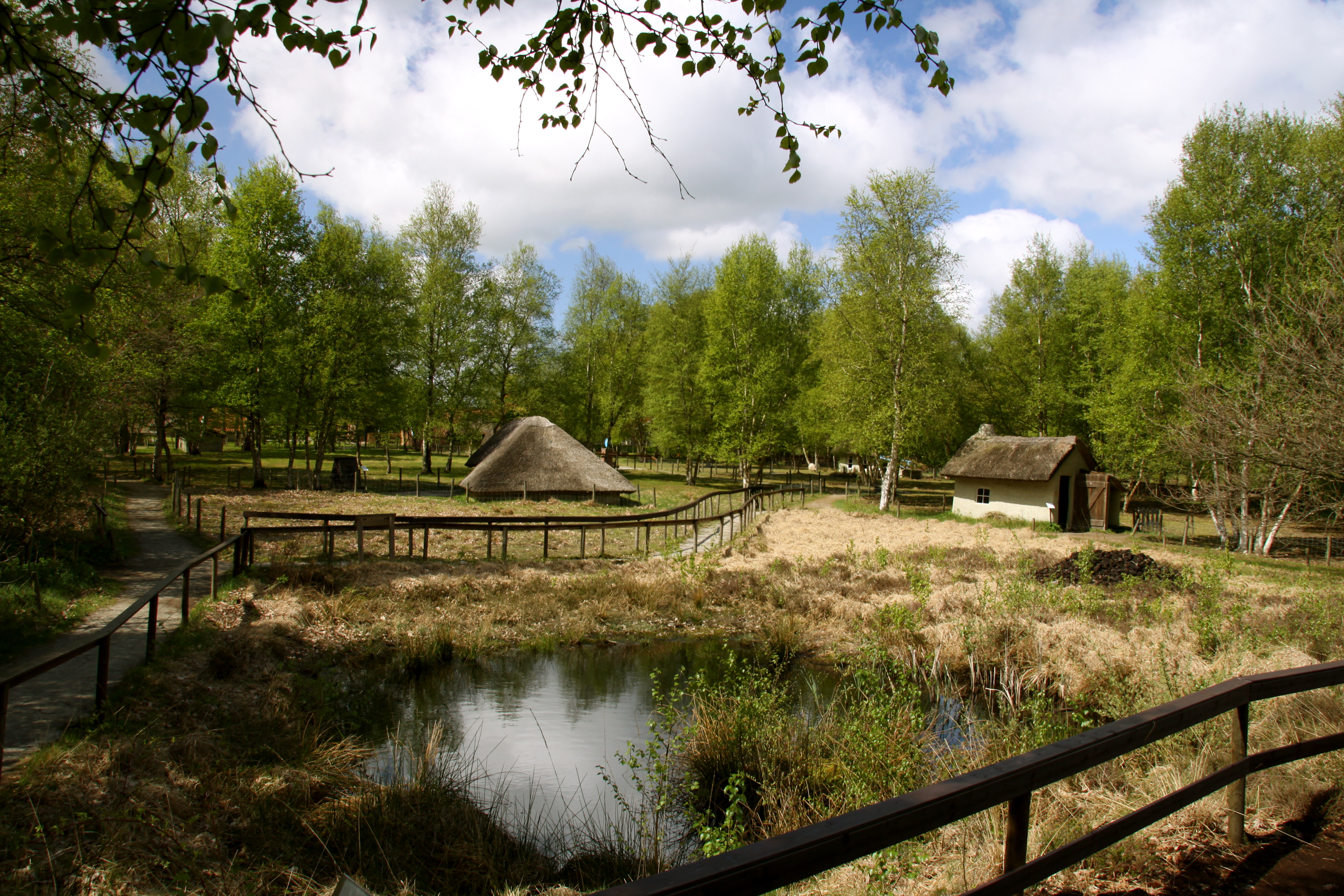
Blick über das Moormuseum Moordorf

In Südbrookmerland gibt es Heimat- und Freilichtmuseen in Moordorf und Münkeboe und Wiegboldsbur.
Das Moormuseum Moordorf hat als Schwerpunkt die schwierigen Lebensumstände der Siedler in der Moorkolonie Moordorf. Auf einem Gelände von 1,5 Hektar werden die Entwicklungsgeschichte Moordorfs sowie der Lebens- und Arbeitsbereich der Moorkolonisten dargestellt. Es wurden mehrere originalgetreue Nachbildungen der Lehmhäuser und -hütten dieser Kolonisten errichtet. Das Museum wurde 1984 eröffnet und zählte bis 2009 insgesamt 1,3 Millionen Besucher. Im Durchschnitt der ersten 25 Jahre des Bestehens besuchten somit 53.000 Personen das Museum.
Im Dörpmuseum (Dorfmuseum) Münkeboe werden Werkstätten, Einrichtungen, Geräte und Maschinen, die früher in Münkeboe und Umgebung zur Arbeitswelt gehörten, gezeigt. Dort wurden, wie in Moordorf, auf dem Gelände des Freilichtmuseums alte Gebäude wieder aufgebaut. Zu sehen sind eine funktionsfähige Kornwindmühle und ein Dorfmuseumsplatz mit mehreren historischen Gebäuden sowie eine Gulfhofanlage. In den vergangenen Jahren wurden im Dörpmuseum jährlich knapp 10.000 Besucher gezählt.
Ein weiteres Heimatmuseum befindet sich in der Mühle Wiegboldsbur. Gezeigt werden diverse historische Maschinen, die die technische Entwicklung des Müllerhandwerks und der Landwirtschaft dokumentieren. In dem zur Mühle gehörenden Lagerschuppen ist eine Schmiede- und Tischlerwerkstatt eingerichtet, in der alte Handwerks- und Schmiedekunst gezeigt wird. In der Backstube wird monatlich Brot gebacken.

### Kirchen und Orgeln

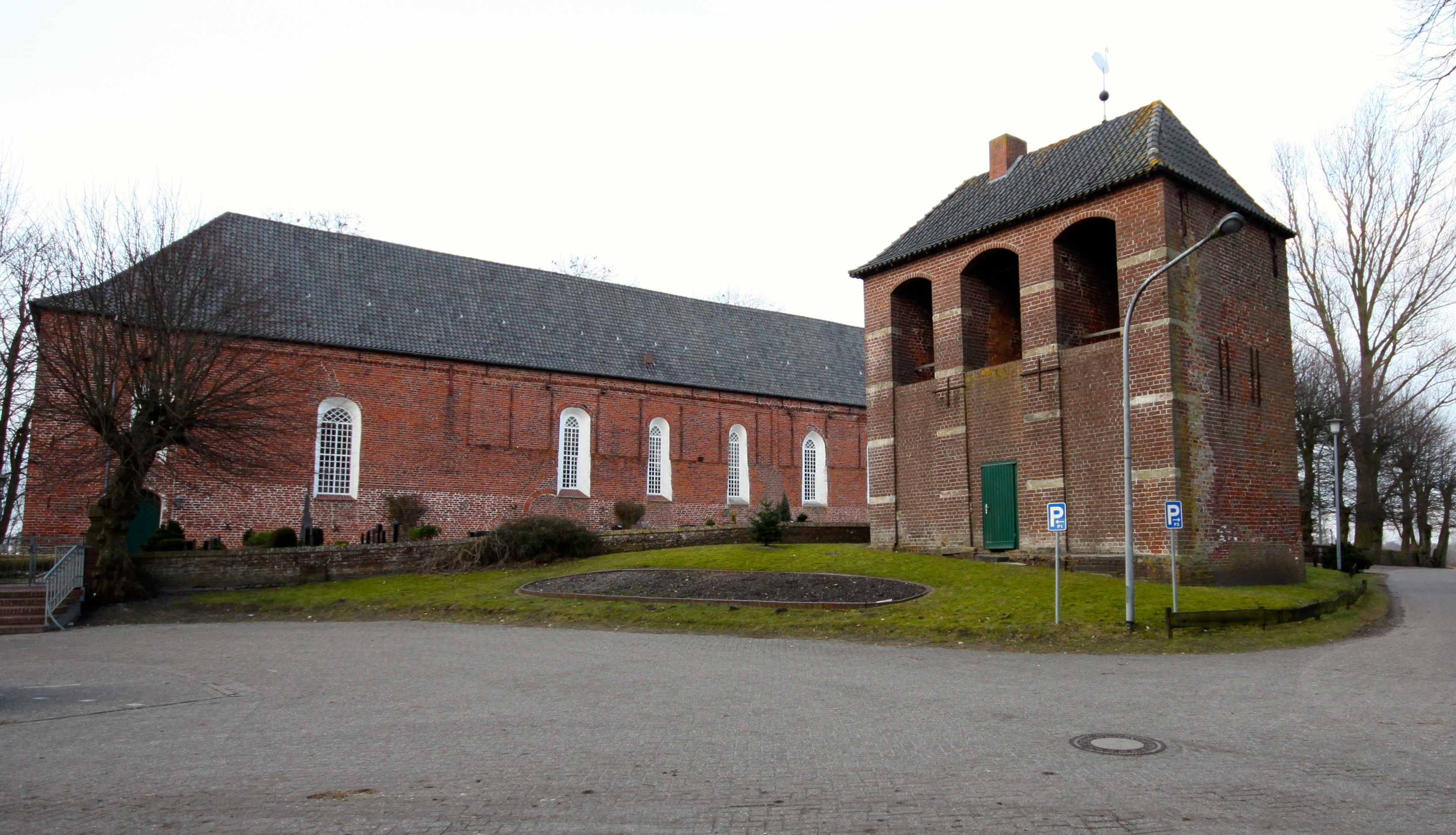
Kirche Sankt Victor

Im 13. Jahrhundert entstanden in Südbrookmerland mehrere romanische Kirchen, von denen drei erhalten sind. Im Ortsteil Victorbur steht die St.-Victor-Kirche, die um 1250 als chorlose Apsidensaalkirche (einfacher Kirchenbau mit halbrundem oder halbkreisförmigem Altarraum) im Stil der Romanik fertiggestellt, im Laufe der Jahrhunderte aber mehrmals verändert wurde. Der Sakramentsschrein im Triumphbogen stammt aus vorreformatorischer Zeit, ebenso wie der Taufstein aus Bentheimer Sandstein. Barock gestaltet sind der Altar von Jürgen Frese und Peter Jansen (1657) und die Kanzel aus der Werkstatt von Hinrich Cröpelin (1697). Von der Orgel, die Johann Gottfried Rohlfs 1817/18 baute, ist noch der Prospekt erhalten.
Um 1250 begann der Bau der Kirche Wiegboldsbur. Sie wurde auf einer Warft, einem künstlich aufgeschütteten Hügel, auf 1,15 Meter tiefen Fundamenten errichtet. Die aus Backstein erbaute Kirche gehört zu den sechs Sendkirchen, also den ältesten Kirchen des Brookmerlandes. Die ursprüngliche Apsis wurde im 17. Jahrhundert durch eine gerade Ostwand ersetzt, während der westliche Teil des Kirchenschiffes um 7,5 Meter verkürzt wurde. Aus dem 12. Jahrhundert datieren zwei trapezförmige Grabsteine. Peter Clockgether goss im Jahr 1496 das Bronze-Taufbecken, das auf vier Rittern ruht und in dessen Wandung die Kreuzigungsszene sowie Apostel als Relief unter spätgotischen Kielbögen eingearbeitet sind. Dominiert wird der Innenraum vom großen Altar aus dem Jahr 1653. Der Leeraner Wilhelm Eilert Schmid schuf 1818/19 die weitgehend erhaltene Orgel mit acht Registern.
Im Ortsteil Engerhafe gibt es das Ensemble aus der Kirche und dem mittelalterlichen Steinhaus (Pfarrei). Von der 1250 bis 1280 erbauten, einst fast doppelt so großen Kirche sind die verbliebenen Reste noch immer eine imponierende Erscheinung. Die einschiffige, hochaufragende Anlage stammt aus zwei Bauabschnitten. Ein unbekannter Meister schuf im Jahr 1636 die Kanzel, Hinrich Cröpelin 1698 den Altar. Claudius Voillo und Gottfried Baulard aus Lothringen gossen 1646 die Bronzetaufe. Von der Orgel auf der Westempore, die Hinrich Just Müller in den Jahren 1774 bis 1776 mit 13 Registern baute, ist nur der Prospekt mit spätgotischen Pfeifen erhalten. Das Rückpositiv in der Brüstung ist eine Attrappe.

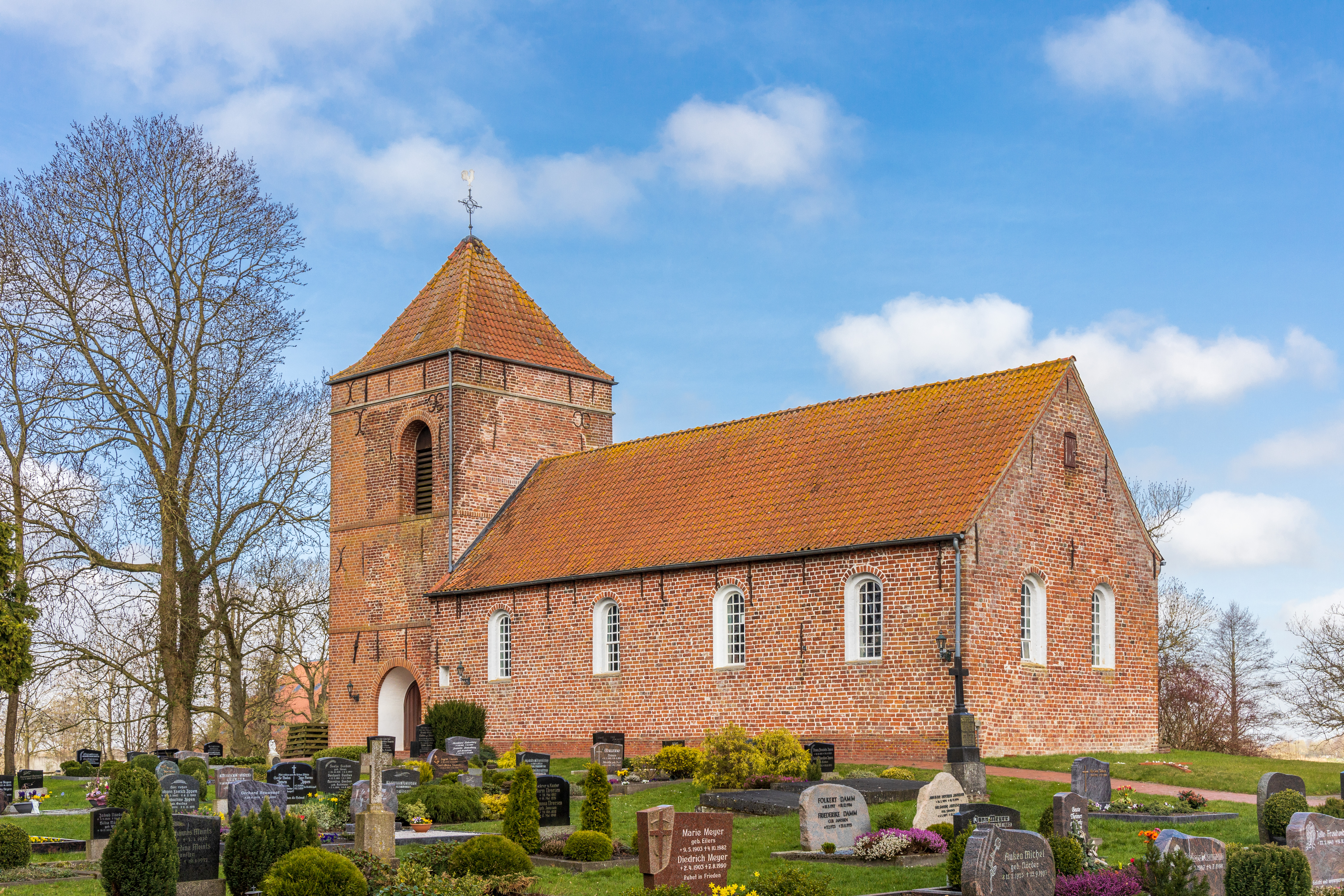
Bedekaspeler Kirche

Die mittelalterliche Bedekaspeler Kirche erlitt nach der Weihnachtsflut 1717 derartige Schäden, dass sie 1728 neu errichtet werden musste. Der gotische Westturm blieb jedoch erhalten. Aus dem Vorgängerbau wurde die Kanzel von 1653 übernommen. Erst 1869 erhielt die Kirche eine erste Orgel, die die Gebrüder Rohlfs mit sechs Registern auf einem Manual und angehängtem Pedal bauten.
Im Stil des Klassizismus präsentiert sich die Kirche in Forlitz-Blaukirchen, die als Ersatz für die ehemaligen Kirchen in Blaukirchen und Forlitz errichtet wurde. Die Februarflut 1825 fügte ihr erhebliche Schäden zu. Aus der Vorgängerkirche stammt der romanische Taufstein aus Bentheimer Sandstein, Reste eines Steinsarkophags datieren möglicherweise aus dem 12. Jahrhundert. 1733 wurde ein Messingkronleuchter und 1744 die Kanzel gefertigt. Die Gebrüder Rohlfs bauten 1869 eine kleine Orgel mit sechs Registern hinter einem neogotischen Prospekt.
Aus der Zeit des Historismus stammen die neoromanische Martin-Luther-Kirche in Moordorf aus dem Jahr 1893, an die 1908 ein Kirchturm angebaut wurde, die Baptistenkapelle Moorhusen (1900), die weitgehend umgebaut wurde, und die neogotische Kirche zum guten Hirten in Münkeboe, deren Turm 1927 durch Blitzschlag zerstört und in verkleinerter Form neu errichtet wurde.

### Profanbauten

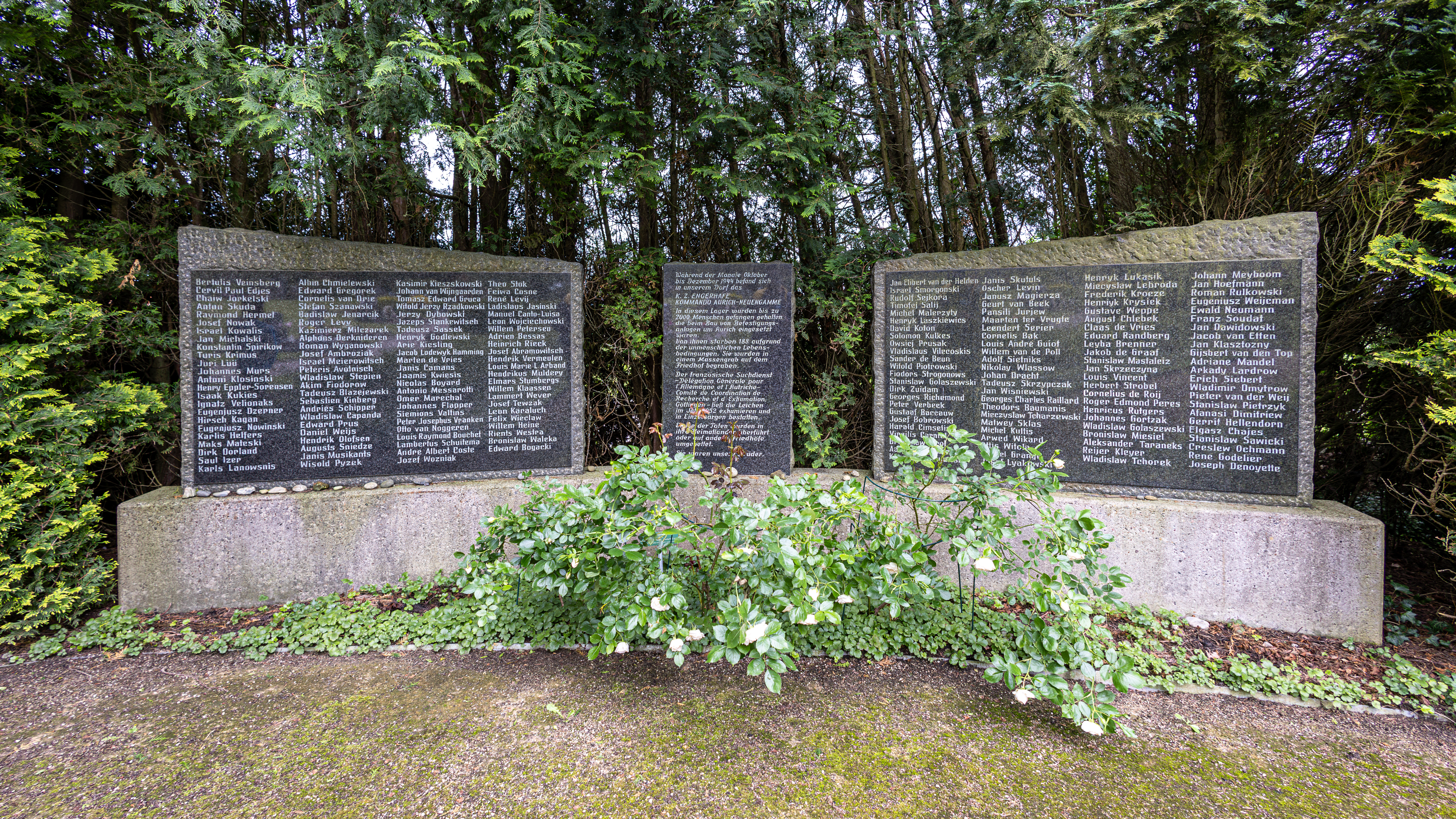
Mahnmal mit den Namen der 188 Opfer des Lagers Engerhafe

An der Kirche des Ortsteils Engerhafe erinnert eine Gedenkstätte an das KZ Engerhafe, ein Außenlager des Konzentrationslagers Neuengamme, das vom 21. Oktober 1944 bis 22. Dezember 1944 bestand. In diesen zwei Monaten starben 188 Häftlinge. Im Obergeschoss des alten Pfarrhauses von Engerhafe wollen die Kirchengemeinde und der dafür gegründete Verein eine Gedenkstätte für die Opfer des Außenlagers einrichten.
In den Ortsteilen Münkeboe und Wiegboldsbur gibt es restaurierte Windmühlen, in Bedekaspel eine Wasserschöpfmühle. Die Mühle Münkeboe ist ein zweistöckiger Galerieholländer aus dem Jahr 1854. Er gehört zum Dörpmuseum Münkeboe. Die Mühle in Wiegboldsbur ist ein zweistöckiger, voll funktionsfähiger Galerieholländer und wurde 1812 gebaut. Die Mühle dient für Ausstellungen und Veranstaltungen. Alte landwirtschaftliche Geräte wie Ernte- und Dreschmaschinen sind dort zu besichtigen. Im Lagerschuppen ist eine Schmiede- und Tischlerwerkstatt eingerichtet, in der jeden ersten und zweiten Freitag im Monat alte Handwerks- und Schmiedekunst gezeigt wird. An jedem letzten Freitag im Monat wird in der Mühlbackstube Brot gebacken. Zur Entwässerung des tief liegenden Gebietes diente die 1920 gebaute Wasserschöpfmühle Agnes am Großen Meer. Die Mühle wurde 1986 rekonstruiert und kann von außen besichtigt werden. Seither wird sie nicht mehr für die Ent-, sondern für die Bewässerung genutzt. Sie hält den Wasserspiegel in einem Biotop konstant.
In Wiegboldsbur steht der Woldenhof, ein Gulfhof von 1858, der Niedersachsens ersten Schulbauernhof des Naturschutzbundes NABU beherbergt. Er bietet Schulklassen, Gruppen und Besuchern die Möglichkeit, naturnahe Landwirtschaft auf einem denkmalgeschützten Gulfhof zu erleben. Neben dem Woldenhof und der Mühle sind in Wiegboldsbur zwei weitere gut erhaltene Gulfhöfe aus den Jahren 1899 und 1906 unter Denkmalschutz gestellt.

### Regelmäßige Veranstaltungen
Bekannteste Veranstaltung in der Gemeinde sind die Münkeboer Festtage, die von der Dorf-Arbeitsgemeinschaft Münkeboe organisiert werden und traditionell drei Tage dauern. An einem Freitag startet ein Volkslauf der Lauf-Gemeinschaft-Ostfriesland (LGO). Im Anschluss daran wird bei der After-run-Party gefeiert. Am Sonnabend finden ein Flohmarkt und eine Oldtimer-Schau mit Teilemarkt statt. Abends wird die Münkeboer Partynacht gefeiert. Höhepunkt der Festtage ist der Sonntag, der mit einem auf Plattdeutsch gehaltenen Gottesdienst beginnt. Es folgt ein Umzug, der Münkeboer Korso, bei dem bunt geschmückte Trecker samt Hängern durch den Ort ziehen. Die Festtage finden zumeist Ende August statt.
Alljährlich im September wird in Wiegboldsbur das Döschkefest gefeiert, bei dem landwirtschaftliche Tätigkeiten wie Korn dreschen mit alten Maschinen, Brot backen im Steinbackofen und Mahlvorführung von Getreide im Mittelpunkt stehen. Weitere Handwerksarbeiten runden das Programm ab, das mit einem Gottesdienst beginnt. Wie in anderen ostfriesischen Gemeinden beteiligen sich im Südbrookmerland viele Landwirte am Tag des offenen Hofes, einer Aktion des NDR mit dem Niedersächsischen Landvolk.
Im Moormuseum Moordorf findet seit einigen Jahren die Kunstausstellung MuseuMenta statt, bei der Künstler aus dem norddeutschen Raum Werke ausstellen und Besuchern die Möglichkeit geben, ihnen bei der Arbeit über die Schultern zu schauen. Am Großen Meer findet jährlich ein Sommerfest an der Paddel- und Pedalstation statt. Konzerte werden regelmäßig im Gulfhof Ihnen in Engerhafe gegeben, vor allem aus dem Bereich Folk/Singers and Songwriters. Seit 2008 wird dort Ende Dezember das Folk-Festival zwischen den Jahren abgehalten. Wie in ganz Ostfriesland finden am Vorabend des Nikolaus-Tages am 5. Dezember im Einzelhandel, in der Gastronomie und bei verschiedenen Organisationen und Vereinen traditionell Verknobelungen statt. Dabei wird um Torten, Backwaren sowie Geflügel-, Fleisch- und Wurstwaren gewürfelt. Jeder Mitspieler gibt seinen Einsatz und hat danach einen Wurf. Gewürfelt wird im Allgemeinen mit drei Würfeln im Lederbecher. Der Spieler, der die höchste Zahl wirft, gewinnt einen der genannten Preise.
Der Gulfhof Ihnen in Engerhafe zählt seit einigen Jahren zu den bekanntesten Adressen für Folk-Musik in der Region. Hier treten nicht nur Ostfriesische Liedermacher auf, sondern auch Folk-Artisten aus dem Ausland. Zu den Höhepunkten zählt das „Folk-Festival zwischen den Jahren“, das stets zwischen Weihnachten und Neujahr stattfindet. Lesungen und weitere Veranstaltungen runden das Programm ab. Das Gulfhaus zählt zu den ältesten seiner Art im Ort, dessen Besitzergeschichte sich bis in das Jahr 1547 zurückverfolgen lässt. 1991 wurde der Hof von der Gemeinde Südbrookmerland übernommen und von dieser für kulturelle Zwecke zur Verfügung gestellt. Unterstützt wird die kulturelle Arbeit durch die Alma-Ihnen-Stiftung, benannt nach der letzten Besitzerin, die 2000 verstarb und ihr beträchtliches Vermögen an Grundstücken, Gebäuden und Sparbeträgen der neu gegründeten Stiftung überließ.

### Sport

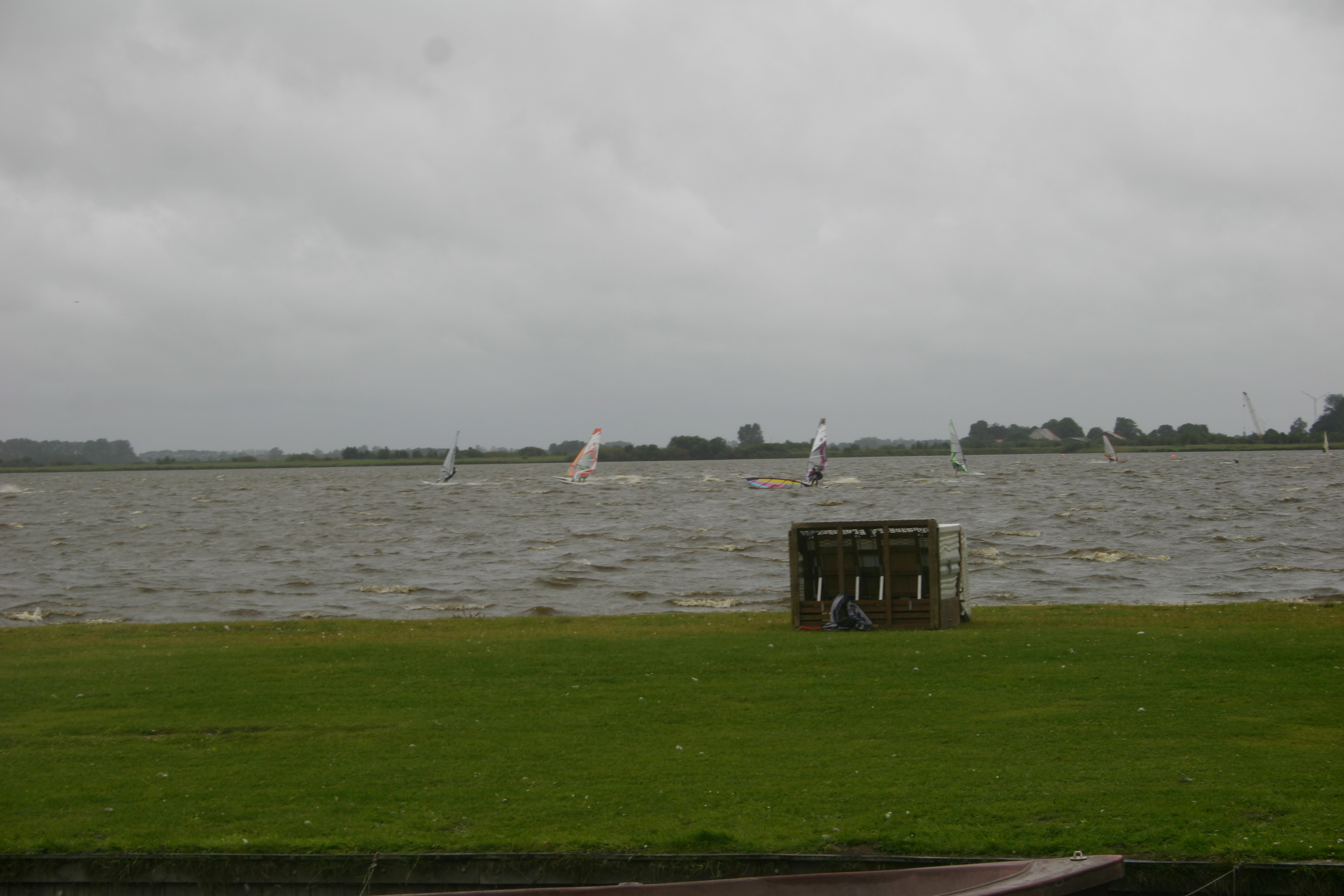
Surfer am Großen Meer

Beliebteste Sportart in der Gemeinde ist Fußball. Nahezu jeder Ortsteil verfügt über einen Verein. Fußballplätze gibt es in Engerhafe, Moordorf, Moorhusen, Münkeboe, Theene (Neu-Ekels), Uthwerdum (Georgsheil), Victorbur und Wiegboldsbur. Der SV Georgsheil verfügt über eine Leichtathletik-Abteilung.
Tennisplätze gibt es in Münkeboe, Uthwerdum und Wiegboldsbur, in Moorhusen eine dem Schulzentrum angegliederte Leichtathletikanlage. Die Drei-Felder-Sporthalle am Schulzentrum Moorhusen wird von den örtlichen Vereinen und für größere Turniere genutzt, von denen der alljährlich zum Jahreswechsel ausgetragene Supercup, ein großes Freizeitfußballer-Turnier, das mit der größten Beteiligung ist. Die Schulen haben jeweils eigene Hallen. Im Schul- und Kindergarten-Zentrum Moordorf geht der Spielplatz am Jugendzentrum in einen öffentlichen Calisthenics-Trainingspark über.
Es bestehen mehrere Tennisvereine, eine Reithalle sowie mehrere Boßelvereine. Am Großen Meer, am Schweitief in Engerhafe und am Marscher Tief im Ortsteil Abelitz befinden sich kleinere Sportboothäfen. Am Großen Meer gibt es einen Badestrand. Das Große Meer ist wegen des in der flachen Landschaft recht ungehindert wehenden Windes und seiner geringen Wassertiefe ein beliebtes Surferrevier.

### Sprache
Im Südbrookmerland wird neben Hochdeutsch Ostfriesisches Platt gesprochen. Im Gegensatz zu manchen anderen Städten und Gemeinden Ostfrieslands wird diese Sprache noch von vielen Jüngeren beherrscht. Die Kindergärten in Moordorf, Engerhafe und Victorbur wurden zwischen 2006 und 2010 von der Ostfriesischen Landschaft als „mehrsprachige Kindergärten“ ausgezeichnet. 1993 wurde Gitta Franken, Erzieherin und Liedermacherin aus Südbrookmerland, für ihre Arbeit mit Plattdeutsch im Kindergarten mit dem Keerlke-Preis ausgezeichnet. Es ist durchaus üblich, dass die offiziellen Sitzungen des Gemeinderats und seiner Gremien zumindest teilweise auf Plattdeutsch abgehalten werden. Gleiches gilt für Hochzeiten und ähnliche Anlässe.

## Wirtschaft und Infrastruktur
Neben der Landwirtschaft und kleineren Gewerbebetrieben hat sich der Fremdenverkehr in den vergangenen Jahrzehnten als weiterer Wirtschaftszweig entwickelt. Insgesamt ist die Gemeinde kaum industrialisiert. Der Löwenanteil der sozialversicherungspflichtig Beschäftigten ist im Handel, dem Gastgewerbe oder im Verkehrssektor beschäftigt (38 Prozent). Das Produzierende Gewerbe beschäftigt 25 Prozent und 34 Prozent arbeiten im Dienstleistungssektor. In der Land- und Forstwirtschaft sind 3 Prozent der Beschäftigten tätig.
Separate Arbeitsmarktdaten für die Gemeinde Südbrookmerland werden nicht erhoben. Gemeinsam mit den Städten Aurich und Wiesmoor sowie den Gemeinden Großefehn und Ihlow bildet Südbrookmerland den Bereich Geschäftsstelle Aurich innerhalb des Bezirks Emden-Leer der Agentur für Arbeit. Dort lag die Arbeitslosenquote 2024 bei 6,5 Prozent. Südbrookmerland ist in deutlichem Maße eine Auspendler-Gemeinde: 1.569 Einpendlern stehen 6.160 Auspendler gegenüber, das einen negativen Pendlersaldo von 4591 ergibt (Stand: 2025). Im Südbrookmerland gibt es 7535 sozialversicherungspflichtig Beschäftigte bei 334 Betrieben.
In einem größeren Gewerbegebiet im Ortsteil Georgsheil hat sich als eines der wenigen Industrieunternehmen der Gemeinde ein Zweigwerk (Gießerei) von Enercon angesiedelt. Dieses verkaufte der Windkraftanlagen-Hersteller 2023 an den dänischen Konzern Baettr. Produziert wird weiter auch für Enercon. Die Versorgung der Einwohner mit Gütern des täglichen Bedarfs wird vor allem in den Ortsteilen Moordorf und (West-)Victorbur gesichert. Ein weiteres, kleineres Gewerbegebiet ist in Moordorf entstanden. Neben einem Supermarkt und einem Gartencenter sind dort vor allem Handwerksbetriebe wie Bauunternehmen und Werkstätten ansässig. Da die Gemeinde als Grundzentrum geführt wird, sind großflächigere Warenhäuser die Ausnahme.

### Tourismus

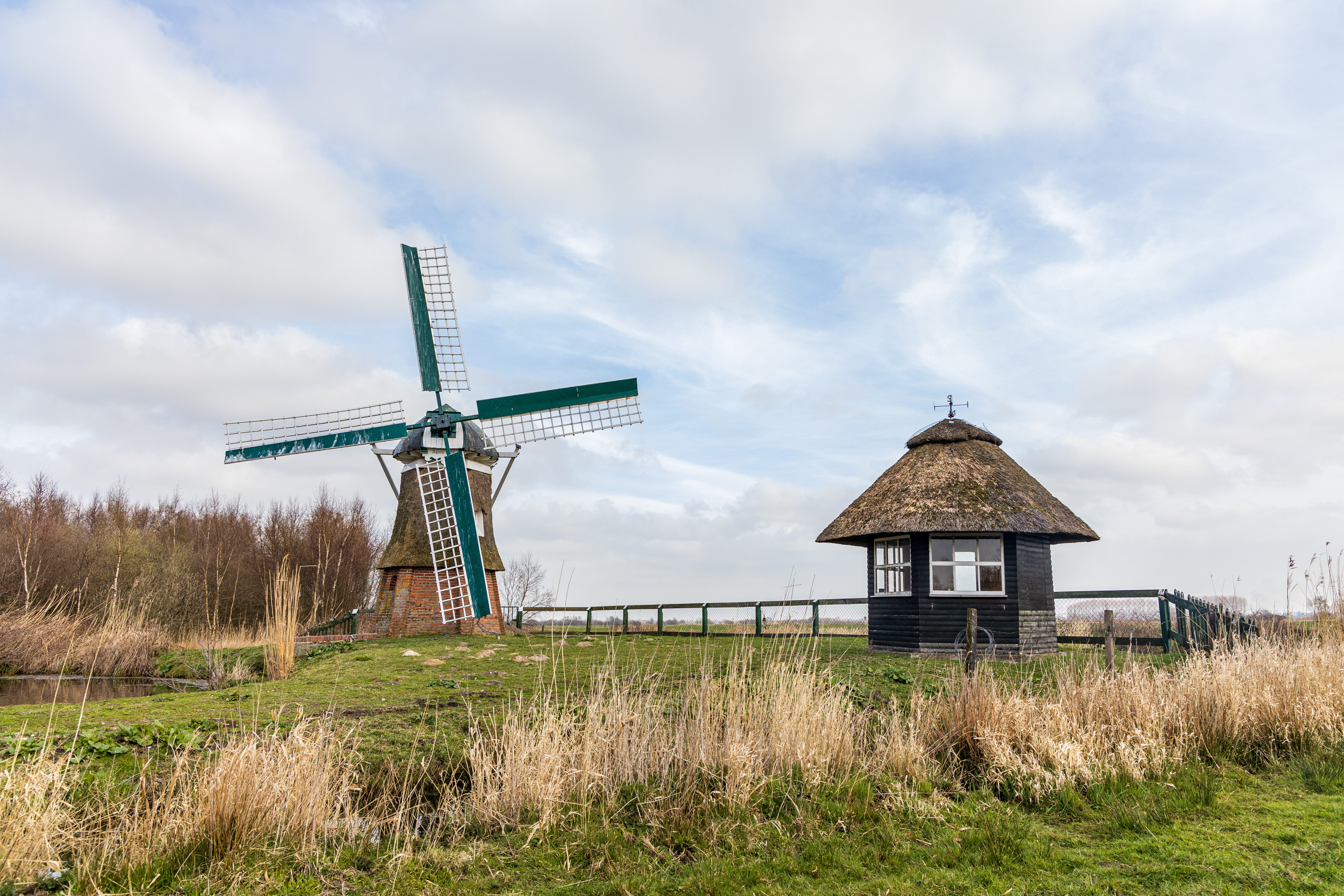
Die Wasserschöpfmühle Agnes

Der Tourismus hat sich vor allem in den Ortsteilen Bedekaspel und Forlitz-Blaukirchen mit den Erholungsgebieten Großes Meer und Kleines Meer (Hieve, auf dem Gebiet der Gemeinde Hinte gelegen) in den letzten Jahren zu einem wirtschaftlichen Faktor entwickelt. An beiden Seen befinden sich Kolonien von mit insgesamt 600 Wochenendhäusern, am Großen Meer ein Campingplatz sowie weitere Freizeiteinrichtungen. Dort gibt es seit 2012 auch 30 Wohnmobil-Stellplätze; ein Segelbootshafen steht am Großen Meer zur Verfügung.
Westlich des Großen Meeres liegt das Loppersumer Meer, das nur eineinhalbmal mal so groß ist wie die Hieve. Die drei Binnenseen sind seit 2009 mit teils neu angelegten Wegen vernetzt (Drei-Meere-Weg). Seitdem können alle drei Seen zu Fuß oder per Rad umwandert oder umfahren werden. Da dazu einige Wasserläufe überquert werden müssen, die für den Bootstourismus freigehalten werden sollen, haben die beteiligten Gemeinden Hinte und Südbrookmerland auf den Bau von Brücken verzichtet. Stattdessen wurden zwei Pünten (Kurbelfähren) erbaut, mit deren Hilfe die Kanäle passiert werden können. Entlang des Weges entstanden zudem Aussichtsplattformen. Ein Schwerpunkt des Tourismus liegt dem Wasserreichtum entsprechend auf dem Bootstourismus und anderen Wassersportarten. Der stete Wind sowie die geringe Tiefe tragen dazu bei. Das Radwegenetz ist gut ausgebaut. An den beiden im Gemeindegebiet verlaufenden Bundesstraßen und an den meisten Kreisstraßen führen vom Straßenkörper getrennte Radwege entlang.

### Landwirtschaft
In der Landwirtschaft des Südbrookmerlands ist ein starker Strukturwandel zu beobachten. So nahm die Zahl der landwirtschaftlichen Betriebe von 1991 bis 2007 um nahezu zwei Drittel ab. Damit einher gingen Flächenvergrößerungen der bestehenden Betriebe. Der Anteil der unmittelbar in der Landwirtschaft tätigen Einwohner ging dagegen in den vergangenen Jahrzehnten, vor allem durch fortschreitende Technisierung, stark zurück. Neben den rein landwirtschaftlichen Betrieben gibt es einige vor- und nachgelagerte Unternehmen dieses Sektors.

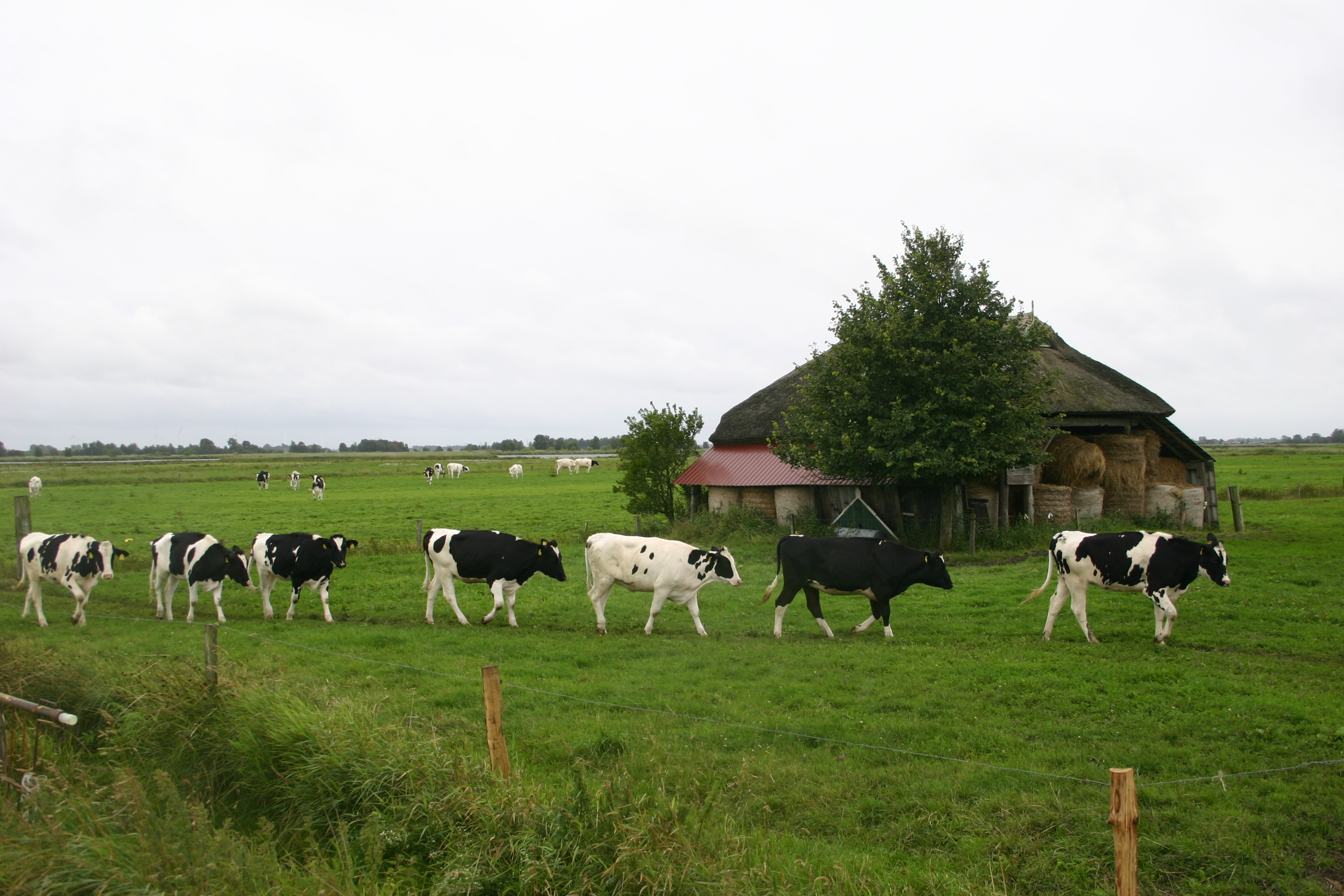
Schwarzbunte nahe Forlitz-Blaukirchen

Die Gemeinde ist in puncto Fläche deutlich von der Landwirtschaft geprägt. Mehr als 71 der knapp 97 Quadratkilometer der Gemeindefläche werden landwirtschaftlich genutzt. Dabei ist aufgrund der geringeren Bodengüte Milchwirtschaft vorherrschend. Der Landkreis Aurich lag 2021 auf Platz 14 der größten Milcherzeuger-Landkreise in Deutschland, wozu die Gemeinde Südbrookmerland aufgrund des hohen Flächenanteils der Landwirtschaft beiträgt. Die Milchlandwirte leiden seit einigen Jahren unter einem sehr niedrigen Milchpreis. Die Ziegen- und Schweinehaltung ist im Vergleich zur Rinderhaltung ohne größere Bedeutung.

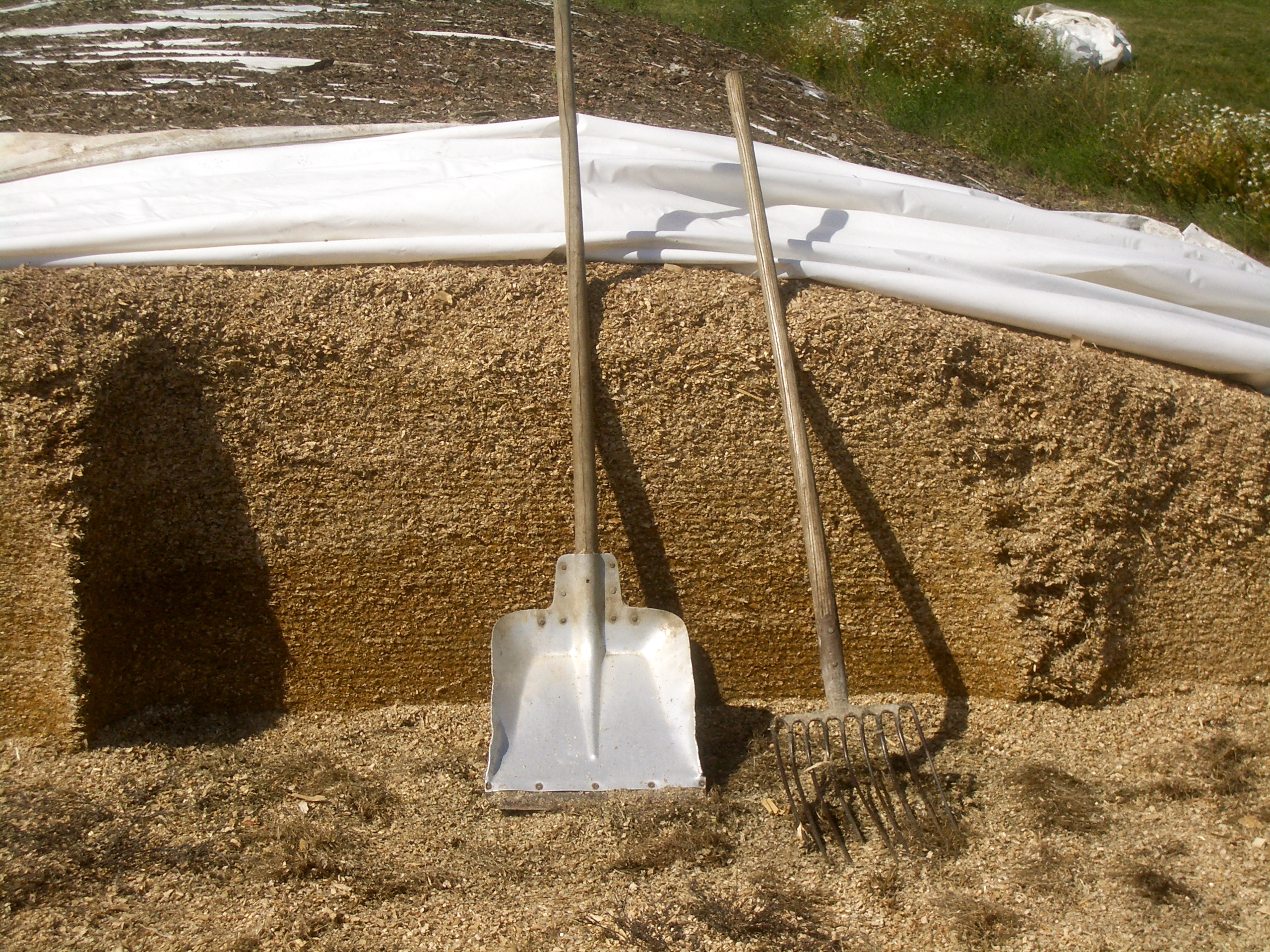
Maissilage in einem Fahrsilo

Ackerbaulich werden die Landwirtschaftsflächen vor allem zum Anbau von Futtermitteln, vor allem Mais, genutzt. Der Mais wird vor allem zur Gewinnung von Silage angebaut. Darüber hinaus spielt der Anbau von Nutzpflanzen zur Gewinnung von Biogas eine Rolle. Der starke Anstieg bei der Zahl der Biogas-Anlagen führt jedoch zu einer Ausweitung der Anbauflächen für Mais, die in Ostfriesland insgesamt zwischen 2005 und 2010 um 60 Prozent gewachsen sind. Damit einher ging eine Verteuerung der Landwirtschaftsflächen für Ackerland und Grünland um 31 und 40 Prozent.
Einzelne Höfe haben sich auf biologisch erzeugte Produkte spezialisiert und entsprechenden Vermarktungsorganisationen angeschlossen. Zusatzeinkommen verdienen sich Bauern durch die Aufstellung von Windkraftanlagen sowie Biogas-Anlagen. In geringerem Umfang bieten Landwirte zudem Räume für Feriengäste (Urlaub auf dem Bauernhof) an.
In Bedekaspel am Großen Meer wird nach wie vor Reet geerntet, das in Norddeutschland als Dachbedeckung beliebt ist. Allerdings hat die Zahl der Reet-Ernter in den vergangenen Jahrzehnten stark abgenommen: Statt 50 Menschen, die vor rund 50 Jahren noch dieser Profession nachgingen, sind es nur noch fünf. Zwar ist die Nachfrage nach dem natürlichen Baustoff nach wie vor hoch, statt einheimischer Produkte kommt inzwischen hauptsächlich importierte Ware zum Einsatz. Reet wird traditionell in den Wintermonaten geerntet.
Fischerei hat in der Gemeinde Südbrookmerland – im Gegensatz zu den Küstengemeinden der Region – keine wirtschaftliche Bedeutung. Unter touristischen und Naherholungsaspekten ist allerdings die Sportfischerei zu nennen.

### Ansässige Unternehmen

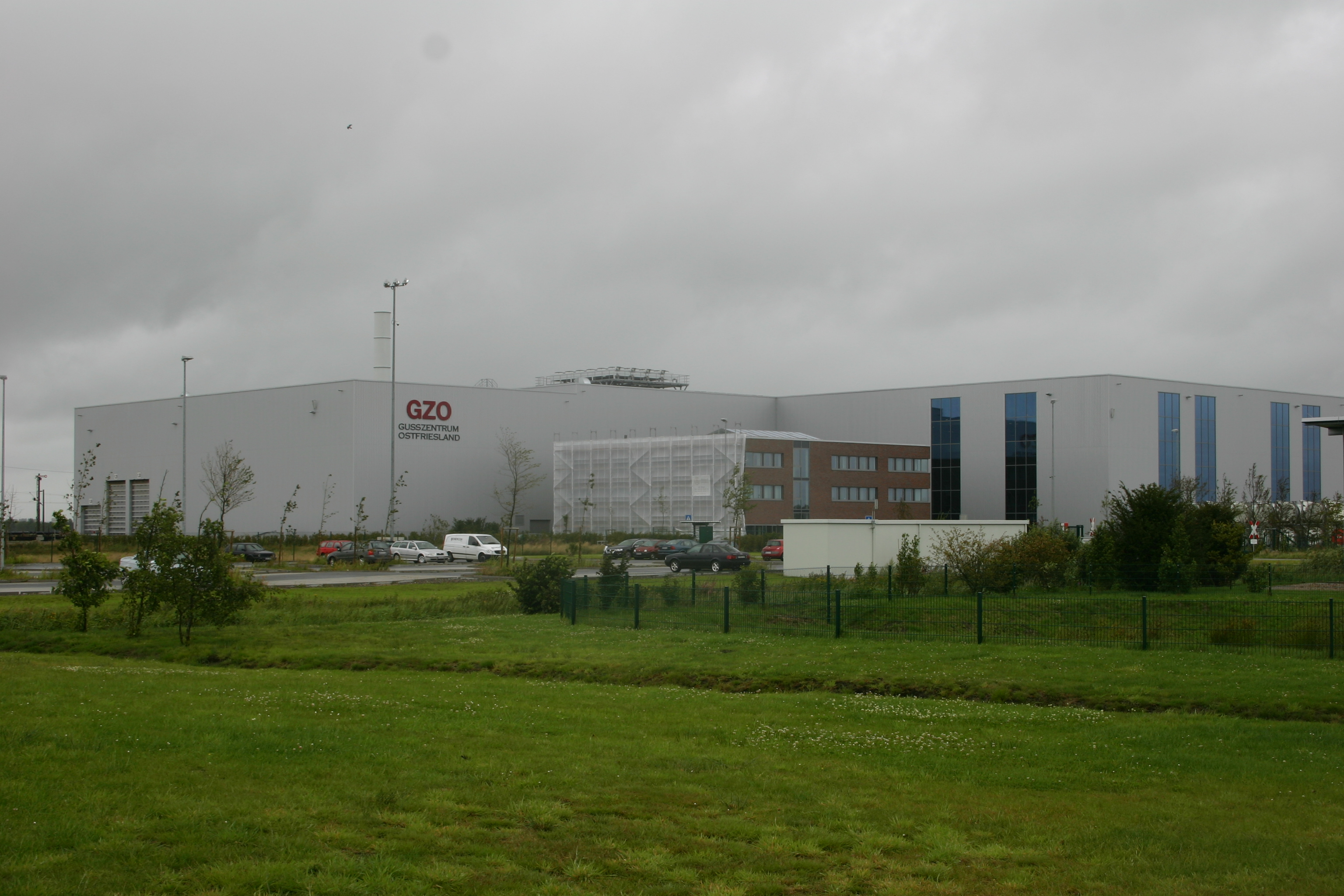
Gussfabrik des Windkraftanlagen-Herstellers Enercon

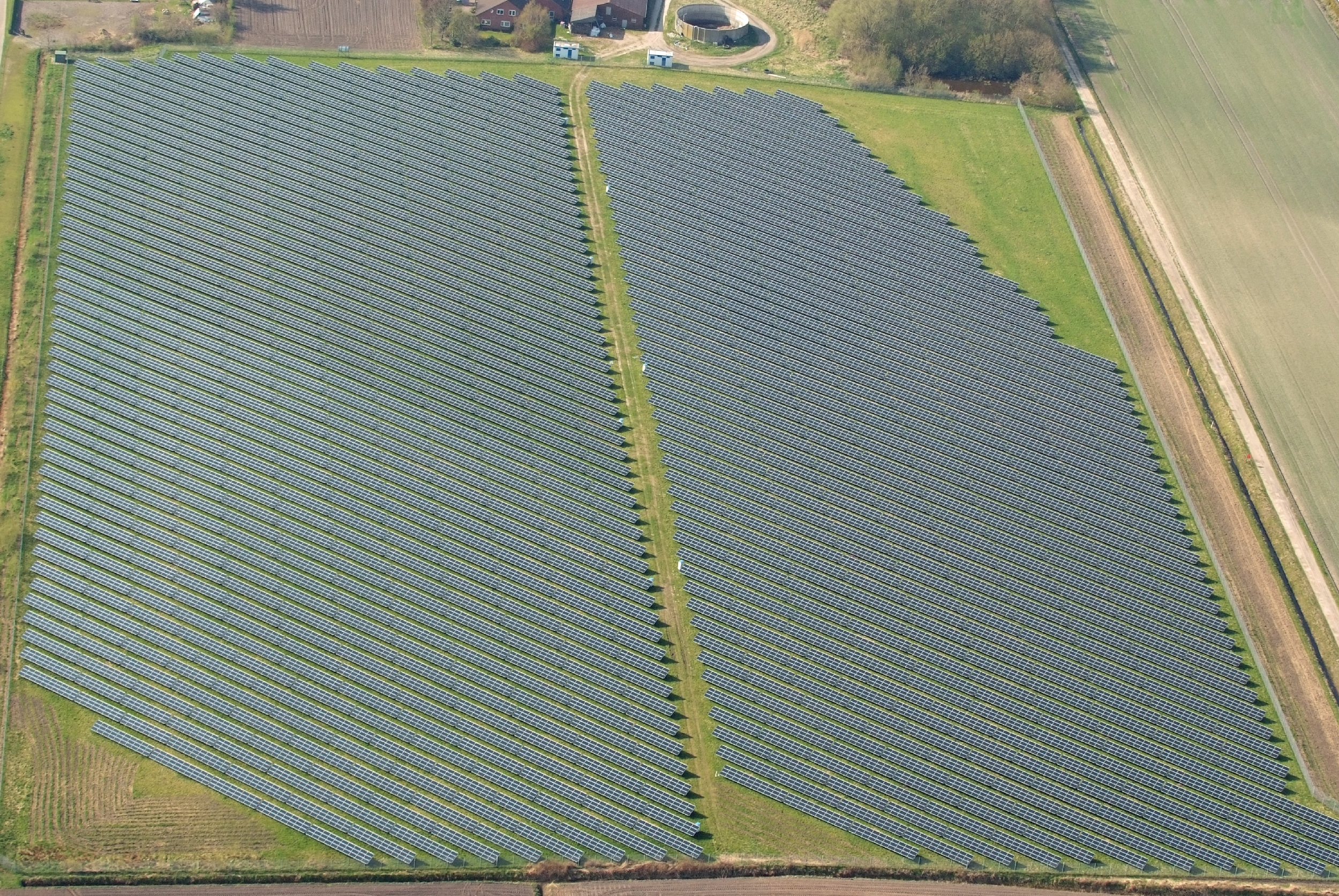
Solaranlage in Victorbur

Südwestlich des Ortsteils Georgsheil an der Bundesstraße 210 befindet sich ein großes Gewerbegebiet, das über einen Eisenbahnanschluss verfügt. Dort wurde 2010 nach Aurich und Emden der dritte ostfriesische Standort des Windenergieanlagen-Herstellers Enercon in Ostfriesland aufgebaut. In der Gießerei sind etwa 130 Arbeitsplätze entstanden. Die Anlieferung erfolgt zum Teil über den Eisenbahnanschluss, der vorher jahrelang ungenutzt blieb.
Der zum Zeitpunkt seiner Errichtung im Jahre 2007 größte Solarpark Niedersachsens mit einer Leistung von 2,2 Megawatt befindet sich im Ortsteil Victorbur.
Der Landschafts- und Kulturbauverband (LKV) Aurich mit Sitz in Georgsheil hat das Ziel der Bodenverbesserung. Einer der beiden Vorläufer, der Meliorationsverband, wurde 1929 in Norden gegründet, der andere 1951 in Aurich. 1991 schlossen sich die beiden Verbände zum LKV zusammen. Er ist Dienstleister für die Landwirtschaft im Landkreis Aurich, in der Stadt Emden und im nordwestlichen Teil des Landkreises Leer.
Eine der ältesten Rinderbesamungsstationen hat ihren Sitz in Georgsheil. Die Station wurde 1948 gegen zähen Widerstand aus der ostfriesischen Bauernschaft von Brookmerlander Landwirten gegründet und ist heute als Besamungs- und Embryotransferstation Georgsheil ein Standort des Vereins Ostfriesischer Stammviehzüchter (VOSt eG), der seinen Sitz in Leer hat. Die EU-Station hält rund 200 schwarz- und rotbunte Bullen und hat eine Jahresproduktion von etwa 800.000 Dosen Bullensamen, die in 30 Ländern weltweit von Rinderzuchtbetrieben eingesetzt werden.

### Öffentliche Einrichtungen

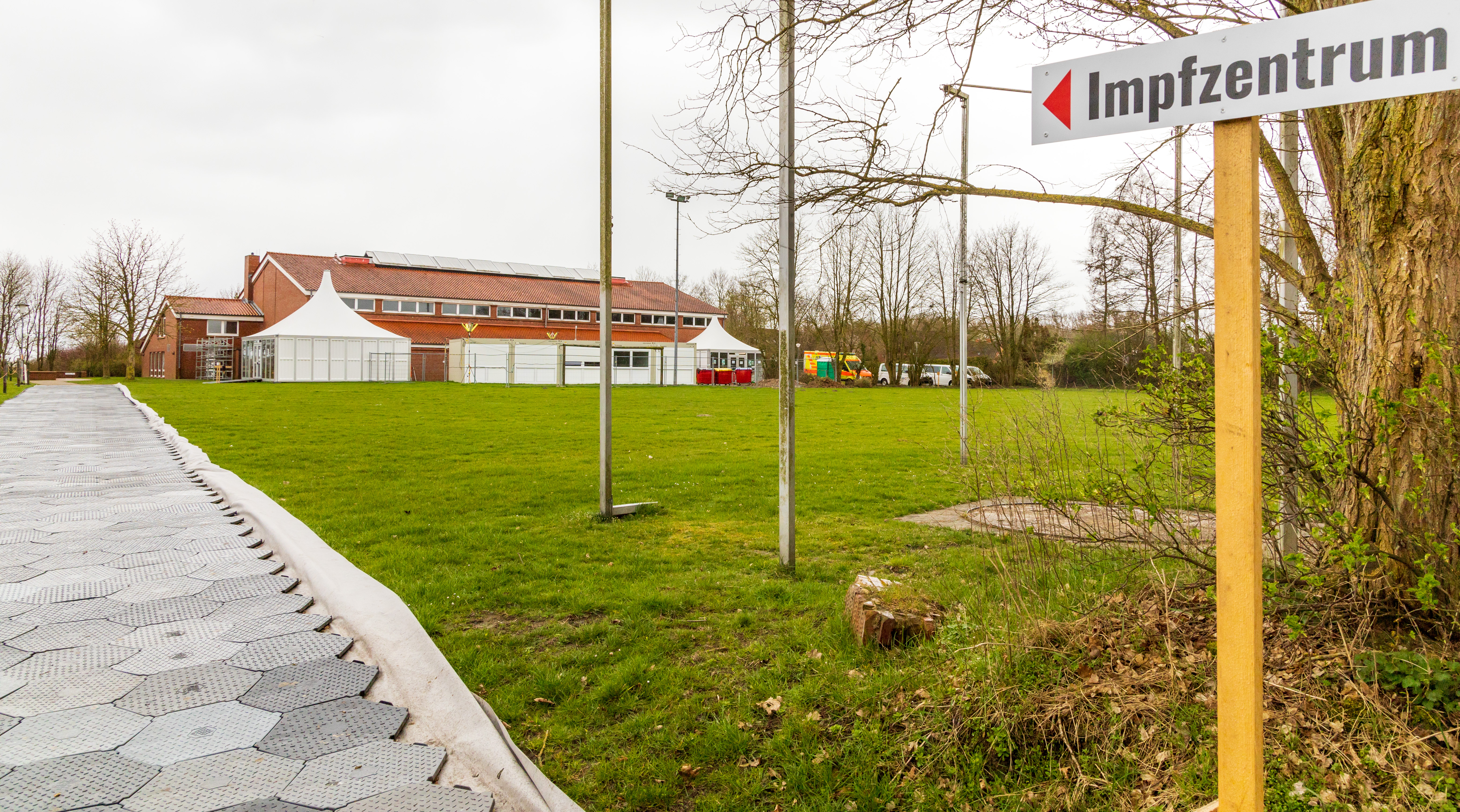
Das ehemalige Impfzentrum in der Sporthalle Georgsheil

Neben der Gemeindeverwaltung mit den nachgeordneten Betrieben wie dem Bauhof befindet sich im Südbrookmerland eine Polizeistation. Die örtliche Tourismus-GmbH ist eine Einrichtung der Gemeinde. Aufgrund der zentralen Lage ist das Amt für Kreisstraßen mit der angeschlossenen Kreisstraßenmeisterei des Landkreises Aurich im Georgsheiler Gewerbegebiet untergebracht. Seit 2007 befindet sich die Feuerwehrtechnische Zentrale des Landkreises in Georgsheil. Sie löste zwei parallel bestehende Einrichtungen in Aurich und Norden ab. Die Wasserver- und -entsorgung wurde 1999 vom Oldenburgisch-ostfriesischen Wasserverband übernommen, der 2003 zudem das Klärwerk der Gemeinde in Uthwerdum übernahm.
Im Oktober 2013 wurde bekannt, dass der Landkreis Aurich und die Stadt Emden über eine gemeinsame Zentralklinik in Georgsheil nachdenken. Bei einem Bau einer gemeinsamen Klinik dort würden die beiden Standorte der Ubbo-Emmius-Klinik in Aurich und Norden sowie das Hans-Susemihl-Krankenhaus in Emden geschlossen. Im Juni 2017 votierte im Rahmen eines Bürgerentscheids eine Mehrheit der Wahlberechtigten im Landkreis Aurich dafür und in der kreisfreien Stadt Emden zunächst dagegen, jedoch bei einer wiederholten Abstimmung im Mai 2019 schließlich ebenfalls dafür. 2020 wurde ein 37 Hektar großes Grundstück erworben und mit den Ausführungsplanungen begonnen. Allerdings liegt diese Fläche nicht in Georgsheil, sondern im daran angrenzenden Uthwerdum. Derzeit wird von einer Inbetriebnahme der Klinik im Jahr 2029 ausgegangen.
Im Dezember 2020 richtete der Landkreis Aurich in der Sporthalle in Georgsheil ein provisorisches Impfzentrum für den Kampf gegen die Covid-19-Pandemie ein, in dem bis zu 600 Menschen täglich geimpft werden konnten. Die erste Lieferung für das Impfzentrum Georgsheil bestand aus 566 Impfdosen. Am ersten Tag ließen sich 211 Personen impfen. Nach 140.000 verabreichten Impfungen schloss der Landkreis das Zentrum am 23. September 2021 wieder.
Der Brandschutz in Südbrookmerland wird von den fünf Ortsfeuerwehren in Münkeboe, Oldeborg, Uthwerdum, Victorbur und Wiegboldsbur sichergestellt. Darüber hinaus gab es bis 2019 auch eine Bereitschaft des Deutschen Roten Kreuzes in der Gemeinde. Die Einheit wurde nach Aurich abgezogen, rückt aber bis heute bei Einsätzen der Südbrookmerlander Feuerwehren mit aus. In Moordorf unterhält der Landkreis Aurich eine Wache des Rettungsdienstes. Eine Polizeistation gibt es in Victorbur.
Seit 2005 gibt es eine Rettungswache mit 2 Rettungswagen in Moordorf. Ihr Einsatzgebiet umfasst die gesamte Gemeinde Südbrookmerland sowie Teilbereiche der Gemeinden Brookmerland, Hinte und Ihlow. Bei Bedarf rücken die Fahrzeuge auch in die Stadtgebiete Aurich oder Norden aus.

### Verkehr

Verkehrsachsen in Ostfriesland: Der Südbrookmerlander Ortsteil Georgsheil zwischen Aurich, Emden und Norden ist einer der Verkehrsknoten der Region.

#### Straße
Südbrookmerland gilt als Verkehrsknotenpunkt im Landkreis Aurich, da es etwa im Mittelpunkt des Städtedreiecks Aurich, Emden und Norden liegt. In Georgsheil treffen die Bundesstraße 210 Emden – Wilhelmshaven und die Bundesstraße 72 Norddeich–Schneiderkrug aufeinander. Beide führen gemeinsam von Georgsheil aus mit zwei Nummerierungen weiter nach Aurich. Die Moordorfer Ortsdurchfahrt benutzen täglich etwa 18.000 Fahrzeuge, östlich davon in Aurich-Extum sind es fast genau 28.000 Fahrzeuge, was diesen Abschnitt zum am stärksten befahrenen unter den ostfriesischen Bundesstraßen macht. Die nächstgelegene Autobahn-Anschlussstelle in rund 13 Kilometer Entfernung ist Emden-Mitte, wo die B 210 auf die A 31 Emden–Bottrop trifft.
Der öffentliche Personennahverkehr in der Gemeinde wird mit Bussen sichergestellt. Die bedeutendste Verbindung ist die Linie 410 der Weser-Ems Bus-GmbH zwischen Aurich und Emden. Sie führt auf der B 210 durch die Gemeinde. Ab dem ZOB in Georgsheil fährt, zeitlich auf die Linie 410 abgestimmt, ein Bus über die Bundesstraße 72 nach Norden. Eine weitere Busverbindung führt ebenfalls von Aurich nach Norden und bindet das nördliche Gemeindegebiet an. Einzelne, abseits der Hauptverkehrsstraßen liegende Ortsteile werden werktags über eine Rufbus-Linie an Moordorf angebunden mit der Möglichkeit der Weiterfahrt in die umliegenden Städte.

#### Schiene
Durch Südbrookmerland führt die eingleisige und elektrifizierte Bahnstrecke Rheine–Norddeich Mole, ohne dass hier ein Halt existiert. Hier verkehrt der Regionalexpress in Richtung Oldenburg, Bremen und Hannover. Ein Intercity fährt in gleiche Richtung und weiter nach Leipzig, ein anderer in Richtung Münster und Köln. Seit 2020 verkehrt im Sommer auch ein ICE nach München. Alle Züge werden von der Deutschen Bahn betrieben. Die doppelstöckigen RE- und IC-Züge in Richtung Hannover halten am nächstgelegenen Personenbahnhof etwa 3 km nördlich der Gemeinde in Marienhafe. Die ebenfalls doppelstöckigen IC-Züge nach Köln erreicht man erst im 16 km entfernten Hauptbahnhof Emden. Dort beginnt auch ein weiterer auf gleicher Strecke verkehrender Regionalexpress der Westfalenbahn in Richtung Münster.

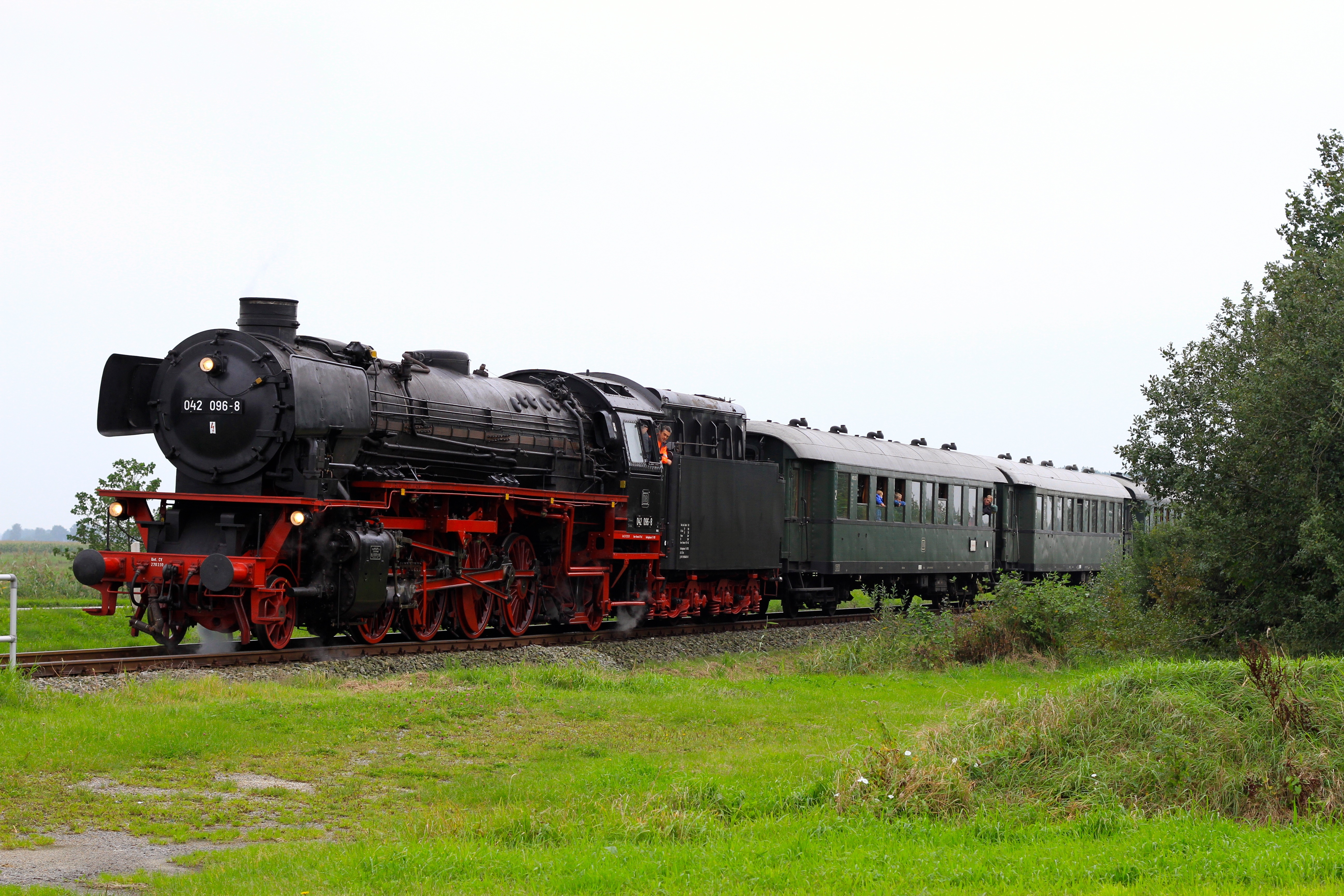
Im September 2013 wurde mit Dampflok-Rundfahrten (hier in Uthwerdum) an den 130. Jahrestag der Inbetriebnahme der Strecke erinnert.

An einem Kreuzungsbahnhof im Ortsteil Abelitz zweigt die in der Regel nur von Güterzügen befahrene eingleisige und nicht elektrifizierte Bahnstrecke Abelitz–Aurich ab. Diese war erstmals am 15. Juni 1883 in Betrieb genommen worden. Der Personenverkehr auf der Strecke wurde 1967 aufgegeben. Der zunächst letzte Güterzug fuhr 1996. Anschließend wuchs die Strecke mit Gräsern und Sträuchern zu. Seit dem 4. April 2008 fahren wieder Züge auf dieser Strecke durch die Gemeinde Südbrookmerland. Damals eröffnete Niedersachsens Ministerpräsident Christian Wulff die runderneuerte 13 Kilometer lange und von der Eisenbahninfrastrukturgesellschaft Aurich-Emden mbH betriebene Bahnstrecke. Der Windenergieanlagen-Hersteller Enercon war die treibende Kraft hinter dem Ausbau. Am 14. April 2008 fuhr der erste Güterzug vom Industriegebiet Nord in Aurich durch Südbrookmerland in den Emder Hafen, wo Enercon seine Anlagen verschiffen lässt. Zudem wird ein Betonbetrieb in Aurich mit Sand, Kies und Zement beliefert. Da die Trasse dicht an den Bundesstraßen 72 und 210 entlangführt und in Süd-Victorbur und Moordorf viele Häuser fast unmittelbar an der Strecke stehen, können sich die Züge nur mit 20 km/h bis nach Abelitz bewegen.
In Aurich existiert ein Haltepunkt, an dem zu besonderen Anlässen zum Beispiel am Tag der Niedersachsen ein Personenverkehr nach Emden eingerichtet wurde. Eine gescheiterte Wiederaufnahme des Personenverkehrs auf der Bahnstrecke Aurich–Abelitz war bis 2016 geplant. Dazu wären umfangreiche Bauarbeiten notwendig: Allein in Moordorf gibt es derzeit noch 20 Überquerungen der Bahngleise, die teils nur zu einzelnen Häusern führen. Ihre Zahl soll auf fünf gesenkt, zudem sollen diese Überquerungen beschrankt werden. Drei Häuser standen so dicht an den Schienen, dass sie abgerissen wurden. Sie hätten dem Ausbau auf sieben Meter Breite (Gleise plus Schutzeinrichtungen) im Wege gestanden. Die Höchstgeschwindigkeit der Züge in der Ortschaft soll 50 km/h betragen. Der Windenergieanlagen-Hersteller Enercon wollte die Gleise verbreitern lassen, um größere Teile in den Emder Hafen transportieren zu können. Der Ausbau der Strecke sollte etwa 68 Millionen Euro kosten. Im Jahre 2015 gab Enercon bekannt, dass das Unternehmen die Verbreiterung der Strecke nicht mehr benötige. Damit wurde auch die Reaktivierung des Personenverkehrs auf der Strecke Aurich-Emden gestoppt. 2020 verkaufte Enercon seine Eisenbahn. 2021 setzten sich die Regierungsfraktionen in Niedersachsen für die Wiederbelebung von Bahnstrecken, darunter auch die Strecke nach Aurich ein. Der Landkreis Aurich lässt deshalb eine bestehende Machbarkeitsstudie aktualisieren, um für den Fall, dass Fördermittel bereitgestellt werden, vorbereitet zu sein. In der Gemeinde Südbrookmerland formiert sich hingegen politischer Widerstand gegen die Reaktivierung der Strecke zwischen Aurich und Abelitz. 2023 sollen die Ergebnisse einer Machbarkeitsstudie vorliegen. 2025 gab das Land Niedersachsen bekannt, die Reaktivierung der Bahnstrecke zwischen Aurich und Abelitz (und dann weiter bis Emden) sei „wirtschaftlich machbar“. Sie erfülle die Förderbedingungen für Investitionszuschüsse vom Bund. Diese sind notwendig, um alte Bahnstrecken für den Personenverkehr zu ertüchtigen.

#### Wasser und Luft
Ein Teil der Infrastruktur in der Gemeinde sind Wasserläufe, die ausschließlich von der Sportschifffahrt genutzt werden. Das Große Meer ist über das Knockster Tief mit dem Emder Hafen verbunden, wo Schleusungen hinaus auf die Ems vorgenommen werden können. Die Grenze zwischen Südbrookmerland und Emden bildet der Ems-Jade-Kanal. Auf der Südbrookmerlander Seite des Kanals gibt es allerdings keine Sportboothäfen oder Ähnliches.
Die nächstgelegenen zivilen Flugplätze befinden sich in Emden und Norddeich. Der nächste internationale Verkehrsflughafen ist der in Bremen.

### Bildung

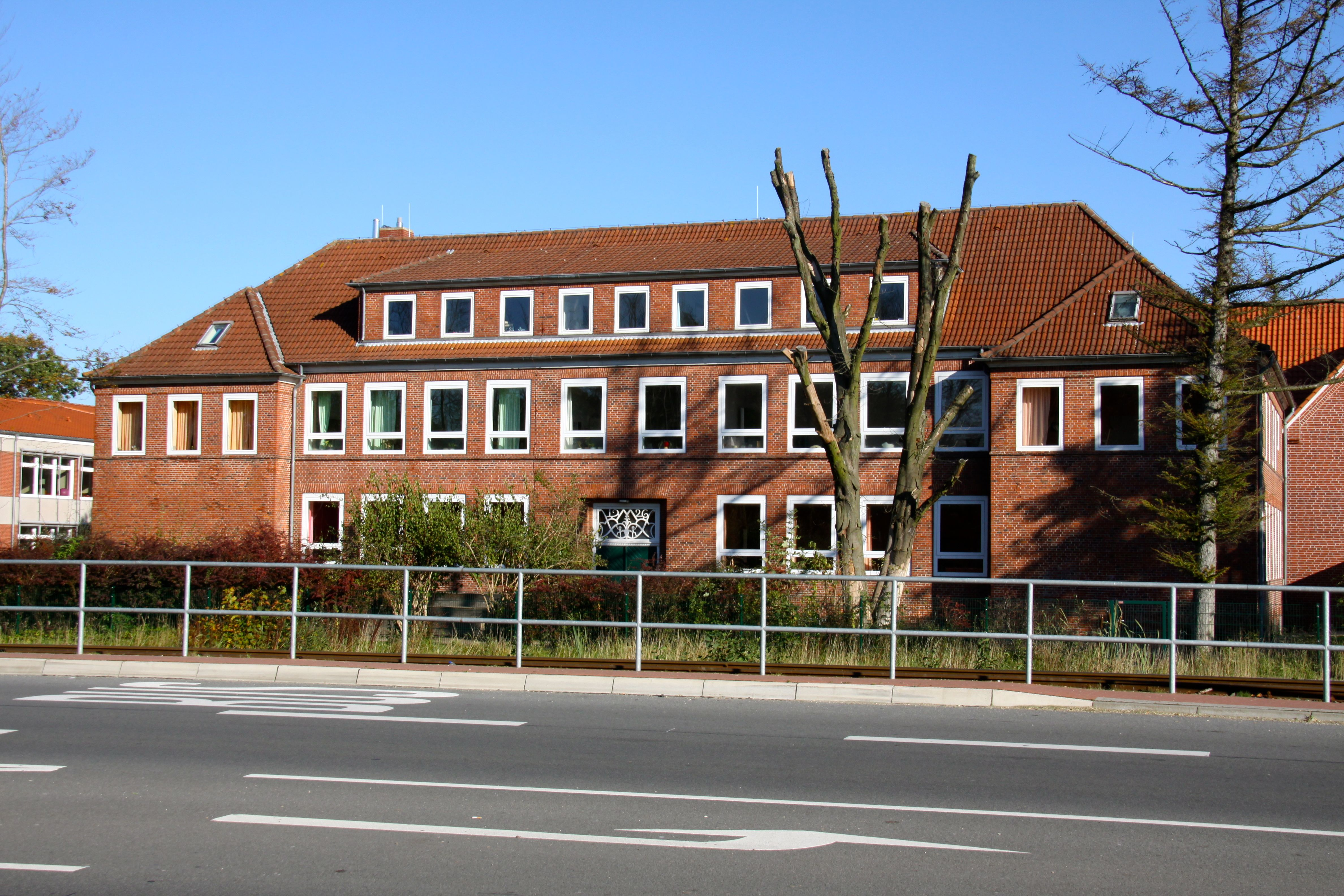
In der 1927 errichteten ehemaligen Volksschule befand sich von 2006 bis 2013 die erste Waldorfschule Ostfrieslands

Es gibt in Südbrookmerland fünf Grundschulen, davon eine mit Außenstelle.
Moorhusen ist seit 2015 einer der beiden Standorte der Integrierten Gesamtschule (IGS) Marienhafe/Moorhusen. Dort werden die Jahrgänge 5 bis 8 unterrichtet. Schüler ab dem neunten Jahrgang besuchen die Oberstufe der IGS in Marienhafe. In Aurich befinden sich zudem das Gymnasium Ulricianum (bis Jahrgang 13) sowie zwei Berufsbildende Schulen (BBS) für Schüler aus dem Südbrookmerland. Um Doppelangebote zu vermeiden, werden im Rahmen einer Kooperation der ostfriesischen berufsbildenden Schulen an den einzelnen Standorten nicht alle Fächer unterrichtet. Das hat zur Folge, dass einige Südbrookmerlander Schüler die Schulen in Emden und Norden besuchen.
In Moordorf gibt es zwei Sonderschulen des Landkreises Aurich, die Astrid-Lindgren-Schule mit dem Schwerpunkt geistige Entwicklung und die Hinnerk-Haidjer-Schule mit den Schwerpunkten Lernen, Sprache und Verhalten. 2006 wurde die erste Waldorfschule Ostfrieslands in Moordorf eröffnet. Mit Schuljahresbeginn 2013 bezog sie ein neues Gebäude in Aurich.
Die ehemalige Haupt- und Realschule Südbrookmerland in Moordorf wurde 2022 geschlossen. Vom Schuljahr 2017/18 an wurden keine Fünftklässler mehr aufgenommen.
Im Rahmen einer längeren Vorgeschichte beschloss 2018 der Gemeinderat, in dem bald leerstehenden Gebäude künftig die Grundschule Moordorf unterzubringen. Das dann leerstehende Grundschulgebäude sollte sodann für die umgebaut werden. Am 3. Oktober 2020 wurde der Ratsbeschluss jedoch durch einen Bürgerentscheid gekippt. Das dafür nötige Quorum wurde dabei nur knapp erreicht. In der Folge wurde beschlossen, dass die DRK-Kindertagesstätte zum August 2022 in das dann leerstehende Gebäude der Haupt- und Realschule ziehen soll. Seit der Schließung der Schule (2022) liefen die Umbauarbeiten. Nach einer Renovierung sind dort die Kindertagesstätte des Deutschen Roten Kreuzes (DRK) und die Freie Christlichen Schule Ostfriesland eingezogen und haben alle Räumlichkeiten belegt. Auch das hier untergebrachte Schwimmbad wurde kernsaniert und steht allen Schulen Südbrookmerlands zur Verfügung. Die heutige Nutzung begann schließlich ab den Sommerferien 2023.
Die nächstgelegene Fachhochschule ist die Hochschule Emden/Leer, die nächstgelegene Universität die Carl von Ossietzky Universität Oldenburg.

### Medien
Das Südbrookmerland liegt im Verbreitungsgebiet zweier Tageszeitungen. Dies sind die in Aurich erscheinenden Ostfriesischen Nachrichten, die Heimatzeitung für den Altkreis Aurich (Städte Aurich und Wiesmoor, Gemeinden Südbrookmerland, Ihlow und Großefehn) und die Ostfriesen-Zeitung. Diese in Leer erscheinende Zeitung ist die einzige, die in der ganzen Region verbreitet ist. Das Redaktionsbüro der Ostfriesischen Nachrichten befindet sich am Marktplatz in Moordorf und beheimatet zudem die Redaktion für die Samtgemeinde Brookmerland.  Die Redaktion der Ostfriesen-Zeitung hat ihren Sitz in Aurich. Eine untergeordnete Rolle spielt in Südbrookmerland der in Norden erscheinende Ostfriesische Kurier. Neben den Tageszeitungen erscheint einmal in der Woche ein Anzeigenblatt aus dem Hause der Nordwest-Zeitung unter dem Titel Sonntagsblatt. Die Redaktion befindet sich in Aurich. Aus der Gemeinde berichten zudem der Bürgerrundfunk-Sender Radio Ostfriesland sowie der kommerzielle Sender Radio Nordseewelle, der sein Studio in der Stadt Norden betreibt.

## Persönlichkeiten

### Söhne und Töchter der Gemeinde
- Hermann Bontjer (1939–2014 in Moordorf), Politiker (SPD)
- Manfred Weinreich (* 1946 in Forlitz-Blaukirchen), Ruderer

### Weitere Persönlichkeiten
Aufgewachsen in Moordorf ist der Innenminister a. D. des Landes Nordrhein-Westfalen, Herbert Schnoor. Der Arzt und spätere niedersächsische Landtagsabgeordnete Jobst Schaefer ließ sich 1950 in Moordorf nieder. Aus Norden stammt der Maler und Kunstpädagoge Herbert Müller, der mit seinen Bilderzyklen zum KZ Engerhafe und zum Gefängnis Tuol Sleng/Kambodscha weit über die Grenzen Ostfrieslands hinaus Beachtung gefunden hat. Müller lebt im Ortsteil Fehnhusen.